# Archaeopteryx
Archaeopteryx is een basaal geslacht van uitgestorven vogels dat 150 miljoen jaar geleden tijdens het Laat-Jura leefde in het gebied van het huidige Duitsland. Archaeopteryx is een van de oudste bekende vogels en oudste bekende vliegende dinosauriërs en wordt ook wel de Oervogel genoemd. Hij heeft een belangrijke rol gespeeld bij de ontdekking van de oorsprong van de vogels.
In 1861 werd het fossiel van een veer beschreven dat de naam Archaeopteryx kreeg, 'oerveer'. Datzelfde jaar vond men in Beieren het skelet van een bevederd dier dat het midden hield tussen een huidig reptiel en een moderne vogel. Zulk een fossiele overgangsvorm werd meteen begrepen als een bewijs voor Charles Darwins nieuwe evolutietheorie. Een tweede veel gaver skelet, rond 1875 gevonden, werd hierom het beroemdste fossiel ter wereld. Tot nu toe zijn in totaal vijftien skeletten opgegraven die nogal in grootte verschillen. Volgens sommige geleerden behoren die allemaal tot één soort: Archaeopteryx lithographica. Andere onderscheiden meer soorten of zelfs aparte geslachten.
Aan Archaeopteryx is goed te zien dat vogels theropode dinosauriërs zijn. Hij verschilde weinig van andere bevederde en warmbloedige Eumaniraptora: hij had een lange benige staart, een horizontale romp, grote geklauwde vingers aan lange handen en een kop met tanden. Wel was hij met een lengte van een halve meter nogal klein en had een spitse, al erg vogelachtige, snuit. De lange armen droegen slagpennen en vormden daarmee echte vleugels waarmee hij vermoedelijk klapwiekend kon vliegen maar door het ontbreken van een gespierde borstkam slechts met moeite hoogte winnen. Zo bewoog hij zich laag vliegend over de met struiken bedekte hete eilandjes van zijn leefgebied op zoek naar insecten.
Van de vijftien skeletten is misschien de Chinese Xiaotingia een nauwe verwant. Dat Archaeopteryx de Oervogel genoemd wordt, betekent niet dat hij de voorouder van alle vogels is; hij was een zijtak in hun evolutie. Volgens sommige definities van de vogels is Archaeopteryx per definitie de eerste aftakking van de vogelstamboom. Die keuze is gebaseerd op het historisch toeval dat Archaeopteryx de eerste basale bevederde dinosauriër was die gevonden werd. Omdat tegenwoordig nog eerder afgesplitste vliegende dinosauriërs bekend zijn, vinden sommige geleerden zo'n speciale positie niet meer gerechtvaardigd en gebruiken het woord 'vogel' alleen voor veel later levende soorten.

## Ontdekking en naamgeving

Een tijdbalk van de verschillende ontdekkingen van archaeopteryxfossielen

Einde achttiende eeuw vond Alois Senefelder de lithografie of steendruk uit. Voor het drukproces was een poreuze, in platen splijtbare en toch goed te polijsten steensoort nodig. Die vond men in de zeer fijnkorrelige Solnhofener kalksteen. Dit gesteente was op het eind van het Jura, 150 miljoen jaar geleden, afgezet in ondiepe zeeën en zou later opgestuwd worden tot een middelgebergte, de Fränkische Alb, dat tegenwoordig gelegen is in Beieren, waar het te vinden is in een tachtig kilometer lange zone tussen Solnhofen en Kelheim. Bij het handmatig uithakken en splijten van de steenplaten bleken er soms fossielen zichtbaar te worden die van een uitzonderlijk hoge kwaliteit waren. De kalksteen had zich heel langzaam opgebouwd op de bodem van een lagune waar het water zuurstofloos, ofwel anoxisch, was. Hierdoor was het ontbindingsproces van gestorven dieren zo sterk vertraagd dat ze heel gaaf bewaard bleven en zelfs de weke delen van het lichaam mee fossiliseerden. De kalksteenformatie werd zo een zeldzame Konservat-Lagerstätte, een vindplaats met een zo goede conservering dat ze een heel compleet beeld geeft van de levende wezens uit de periode.
Vanaf 1855 doken er onder de fossielen ook veren en skeletten op van vogels, de oudste die uit de wereldgeschiedenis bekend zijn; de tere beenderen van vogels plegen onder normale omstandigheden zelden te fossiliseren. De vogelfossielen maken maar een heel klein deel uit van het totaal maar zijn daarom des te gewilder en kostbaarder. Het proces van winning gaat tot op de dag van vandaag door. Er zijn tot 2010 elf fossielen officieel beschreven, waarvan tien skeletten. Een elfde en een twaalfde skelet werden respectievelijk op 18 oktober 2011 en 17 februari 2014 gemeld; het twaalfde is pas in 2018 wetenschappelijk beschreven. In 2018 werd een dertiende specimen gemeld, in 2024 een veertiende en in 2025 een vijftiende. De tien voor 2008 gevonden skeletten worden meestal aangeduid met de naam van de vindplaats of de plaats waar ze worden bewaard en altijd in een vaste chronologische volgorde gerangschikt, waarbij niet het vondstjaar maar het jaar van melding beslissend is:
1. Londen (1861)
2. Berlijn (1874/1875, 1877)
3. de Maxberg (1956, 1959)
4. Haarlem (1855, 1970)
5. Eichstätt (1951, 1973)
6. Solnhofen (1987)
7. München (1992)
8. Daiting (1990, 1996)
9. Chicken Wing (2004)
10. Thermopolis (2005)

Het zestiende exemplaar — in feite als tweede gevonden — is een perfect bewaarde veer.
De aardlagen waarin de exemplaren gevonden zijn, de zogenaamde Malm Zeta 2, deel van de Altmühltalformatie, stammen meer bepaald uit het onderste Tithonien en zijn daarmee bijna exact 150 miljoen jaar oud. Ze vormen een veertig tot negentig meter dik pakket dat in de loop van enkele honderdduizenden jaren is afgezet in een dertig tot vijftig meter diepe lagune aan de noordrand van een uitloper van de Tethysoceaan tussen twee grote eilanden: het Anglobrabantse Massief — in Duitsland ook wel het "Middelduitse" genoemd — en het Massief van Bohemen. De fossielen zullen daarmee gemiddeld enkele tienduizenden jaren van elkaar in leeftijd verschillen, wat als argument gebruikt is om ze als een enkele soort te beschouwen. Uitzonderingen zijn de 'Daiting' die stamt uit de Malm Zeta 3 van de Mörnsheimformatie en daarmee enkele honderdduizenden jaren jonger is en het twaalfde exemplaar dat uit de Paintenformatie komt en juist enkele honderdduizenden jaren ouder is.

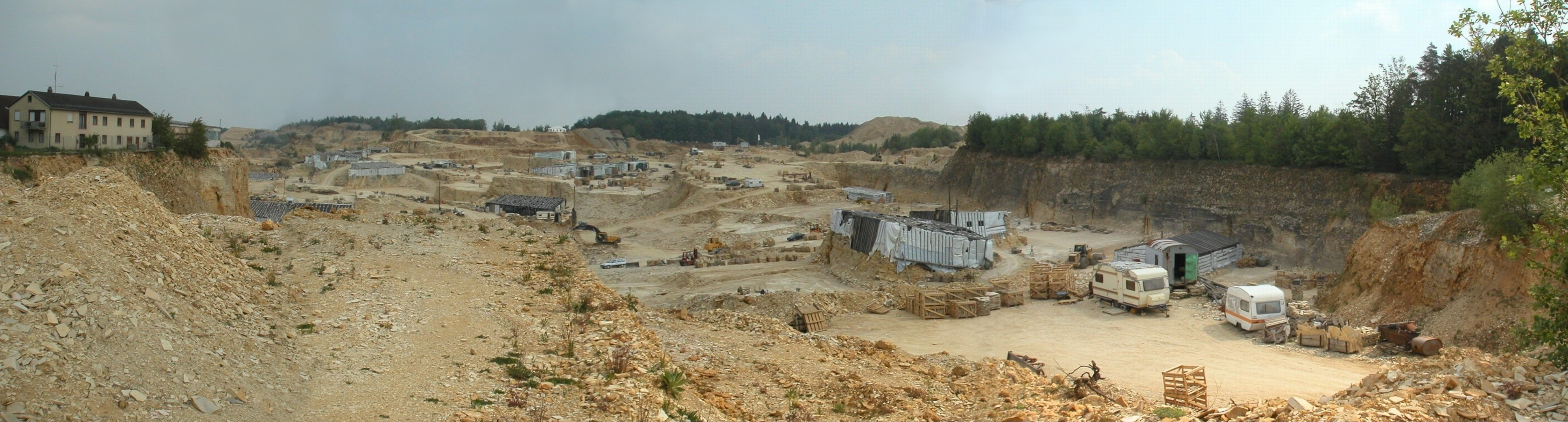
Een moderne steengroeve waarin de kalkplaten nog steeds grotendeels handmatig worden losgekapt

### De Oerveer

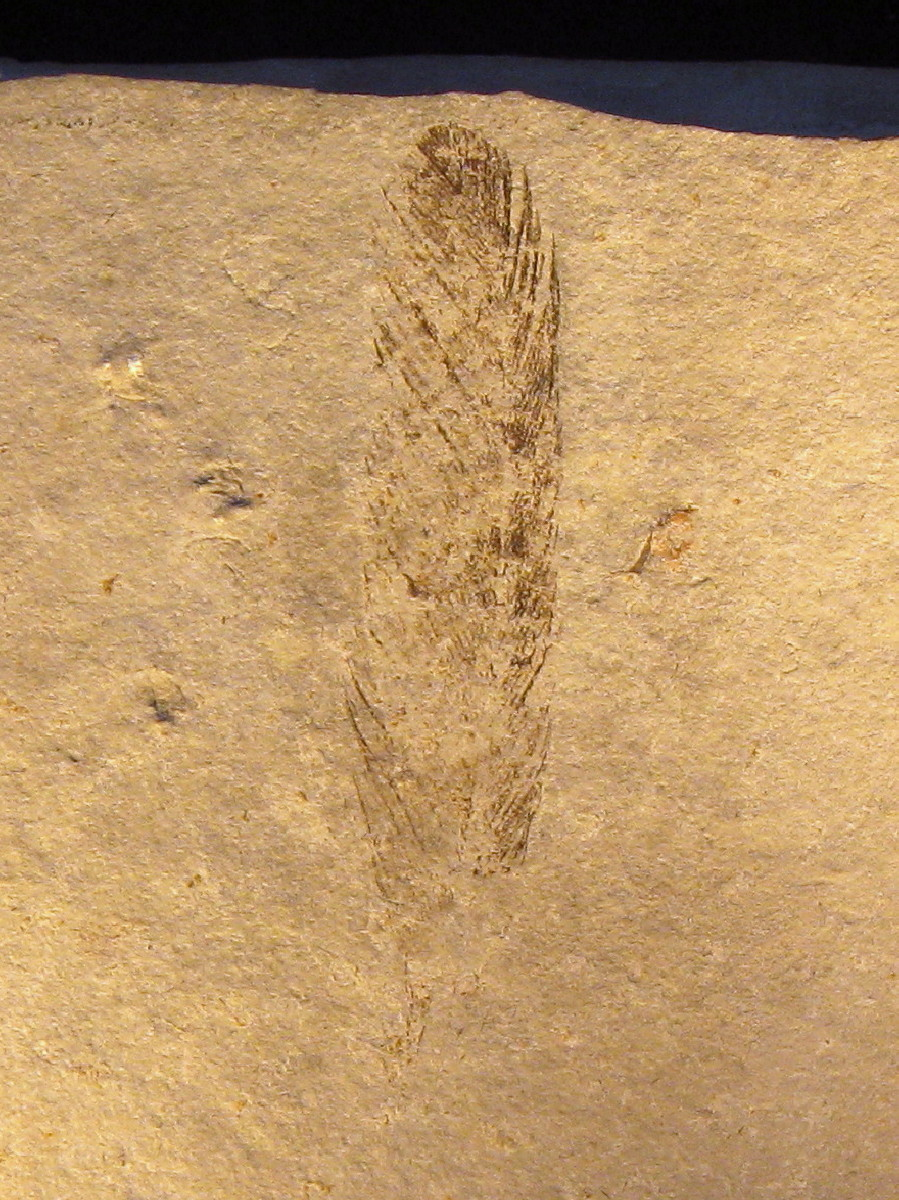
De plaat BSP 1869 VIII I

Op zijn laatst in de vroege zomer van 1861 — het precieze tijdstip is onbekend — werd in de kalkgroeve van Wilhlem Kohler bij Solnhofen in het Koninkrijk Beieren het fossiel gevonden van een veer. Dat werd vermoedelijk, direct of indirect, al vrij snel verkocht aan een gezaghebbende Duitse paleontoloog, Christian Erich Hermann von Meyer. Deze meldde de vondst op 15 augustus 1861 door middel van een ingezonden brief aan het Neue Jahrbuch für Mineralogie, Geognosie, Geologie und Palaeontologie. Op 30 september publiceerde dit tijdschrift een tweede brief van Von Meyer. Hierin meldde hij dat er ook een skelet gevonden was van een met veren bedekt dier. Hij kondigde aan de veer met een exacte illustratie te gaan beschrijven. Voor het dier stelde hij de naam Archaeopteryx lithographica voor. Dat dit niet op het dier van het skelet sloeg maar op het dier waarvan de oorspronkelijke veer afkomstig was, blijkt eenduidig uit de tekst van de beschrijving van de veer die in april 1862 uitkwam. Dit betekent dat de veer het zogenaamde holotype van de soort was: het specimen waaraan de naam verbonden is.

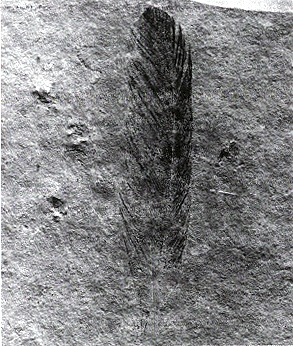
De Oerveer zoals afgebeeld in 1862

De geslachtsnaam is afgeleid van het Klassiek Griekse ἀρχαῖος, archaios, 'oeroud' en πτέρυξ, pteryx, 'veer'. De soortaanduiding verwijst naar de lithografische steen. Von Meyer wilde het dier dus 'Oerveer' dopen. In april 1862 wees hij echter ook het skelet aan de soort toe. Omdat 'pteryx' ook 'vleugel' kan betekenen en deze interpretatie beter past bij de naam van een heel dier, werd de naam al snel als 'Oervleugel' gelezen. Wegens haar etymologie wordt zij soms als 'archaeo-ptéryx' uitgesproken; de uitspraak 'archae-ópteryx' wordt echter meer gehoord.
De steenplaat werd in 1869 verworven door de Palaeontologische Staatssamlung München, de huidige Bayerische Staatssamlung für Paläontologie und Geologie, waar het zich nog steeds in de collectie bevindt met inventarisnummer BSP 1869 VIII I. De tegenplaat van het fossiel werd apart verkocht aan de Beierse verzamelaar Heinrich Fischer en werd met diens hele collectie in 1876 overgedaan aan het Humboldtmuseum te Berlijn waar het bewaard wordt als specimen MB Av. 100.
Het fossiel bestaat niet uit de afdruk van een veer: het organisch materiaal is door bacteriën verteerd en de holte is gevuld door bruin mangaan(IV)oxide. Hierdoor kon een weliswaar platte maar driedimensionale perfecte kopie ontstaan van mogelijk een van de slagpennen van de vleugel. De veer is asymmetrisch en achtenvijftig millimeter lang. In 2011 werden de resten van melanosomen gemeld, structuren die bij het levende dier zwart pigment zouden hebben bevat. In 2012 stelde een publicatie dat het niet om een slagpen zou gaan maar om de bovenste dekveer van een van de slagpennen van de onderarm. In 2019 meldde een studie dat een scan de halo van het ondertussen verdwenen onderste uiteinde van de schacht had ontdekt. De bouw van de veer zou niet met die van een dekveer overeenstemmen maar ook niet met de bekende slagpennen van Archaeopteryx. Een duidelijk verband met dat geslacht zou dus ontbreken. Deze conclusies werden echter weersproken door een studie uit 2020.

### Het Londense exemplaar

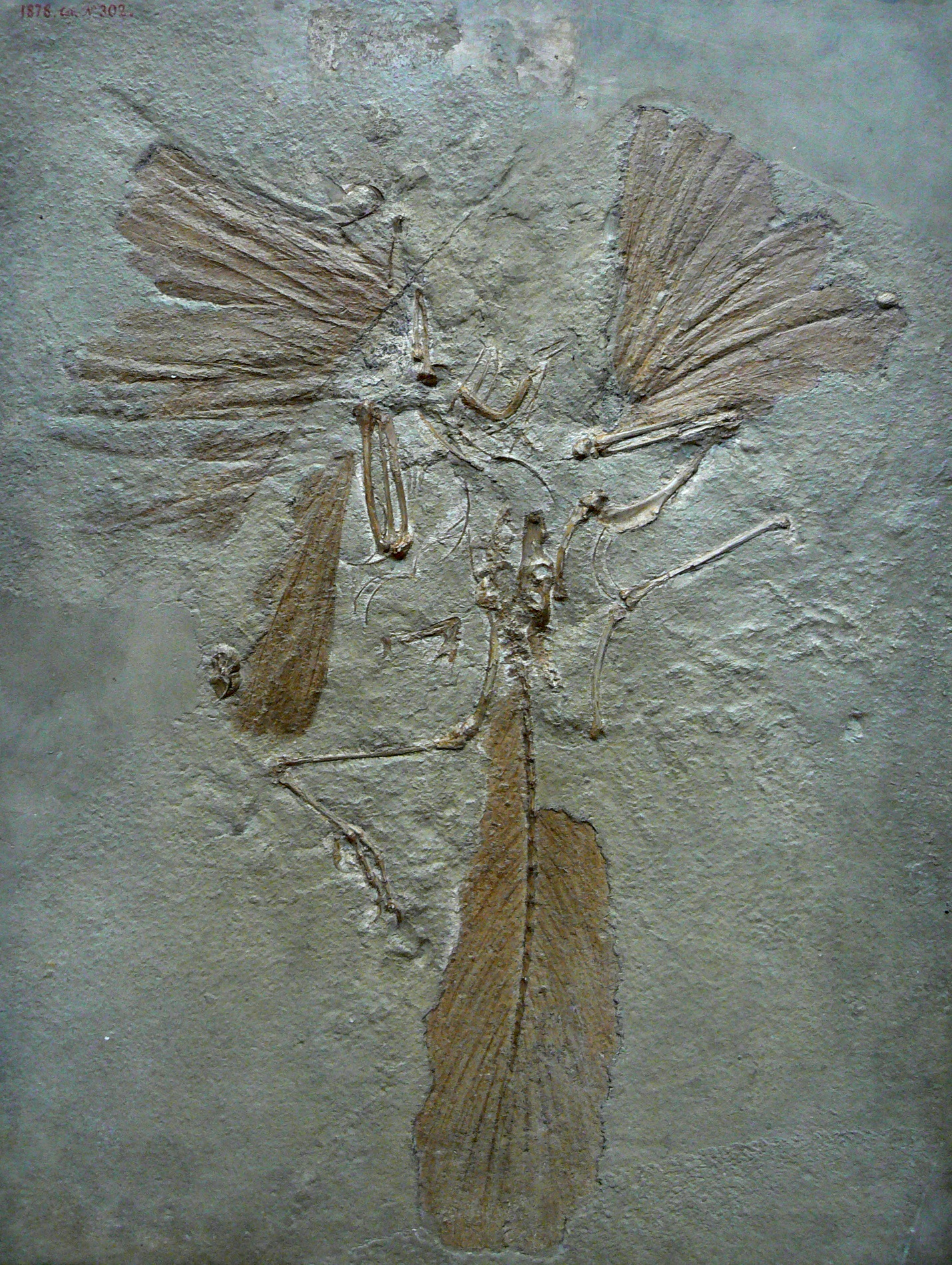
Vroeg-twintigste-eeuws gipsafgietsel van de "Londen" in de toestand na de eerste preparatie

Begin 1861 werd in de groeve van Johann Friedrich Ortmann op de Langenaltenheimer Haardt, niet ver van de plaats waar de veer opgedoken was, een fossiel van een bevederd dier gevonden. Ortmann verkocht de vondst kennelijk direct door aan de arts Karl Friedrich Häberlein te Pappenheim die vaak als fossielenhandelaar wat bijverdiende — het bekende verhaal dat hij het exemplaar in ruil voor een medische behandeling van een steenwerker zou hebben gekregen, berust vermoedelijk op een fabeltje. Tijdens diens bezoek in de zomer van 1861 toonde hij het fossiel aan de verzamelaar en gerechtsheer Friedrich Ernst Witte, die onmiddellijk het belang ervan inzag en von Meyer inlichtte. Daarna reisde Witte door naar München waar hij professor Johann Andreas Wagner ervan probeerde te overtuigen het belangwekkende stuk aan te kopen. Deze kon eigenlijk niet geloven dat zulke oude lagen een vogelfossiel konden voorbrengen en stuurde daarom zijn assistent Albert Oppel naar Pappenheim om de zaak te onderzoeken. Häberlein wilde het fossiel wel laten zien maar stond niet toe dat Oppel het natekende. Teruggekeerd in München lukte het Oppel desalniettemin om een zeer nauwkeurige potloodtekening te vervaardigen, ten dele uit zijn geheugen maar vermoedelijk — de afbeelding is gespiegeld — doordat hij stiekem toch de contouren van de tegenplaat wist over te trekken.

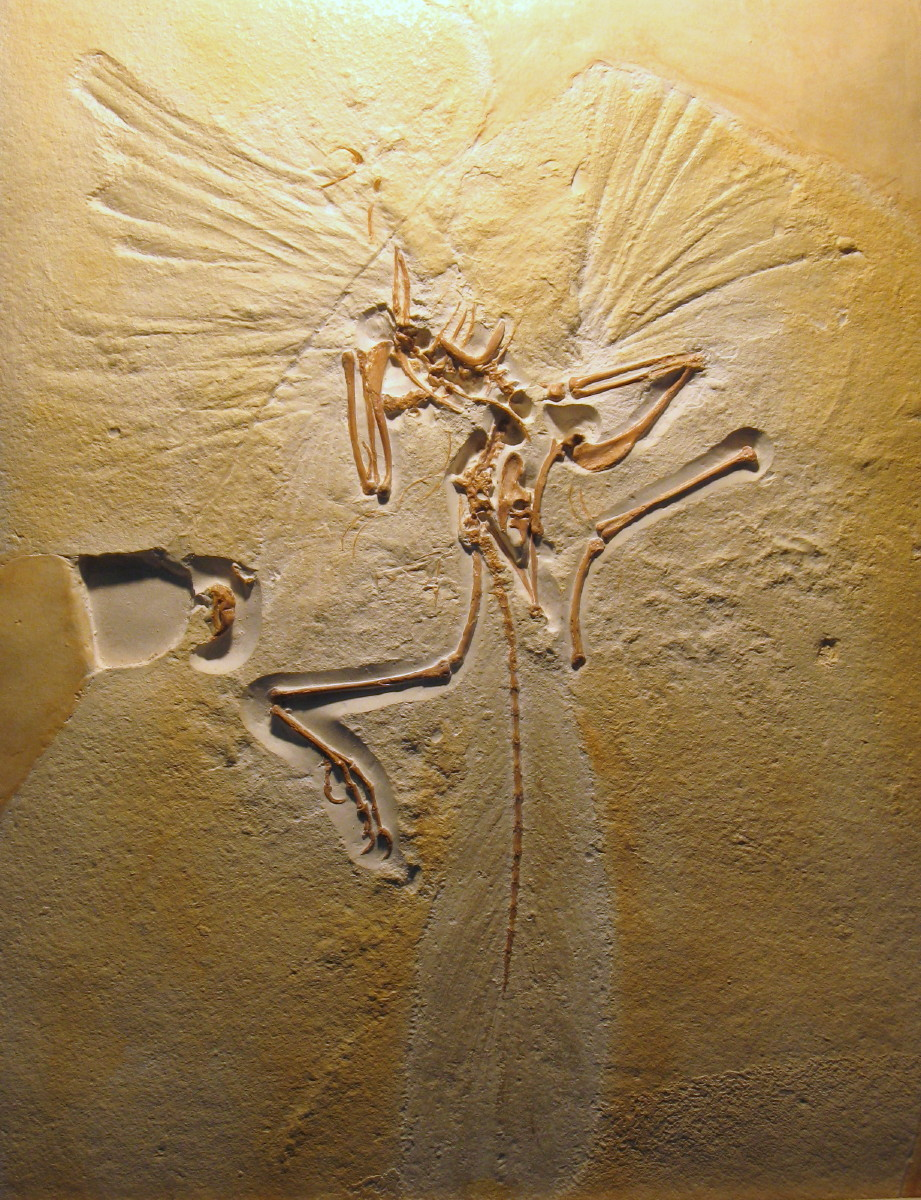
Modern siliconenafgietsel van de "Londen" nadat de schedel was blootgelegd

Op 9 november 1861 hield Wagner een lezing over de vondst, die in januari 1862 postuum gepubliceerd zou worden. Zelf geen evolutionist wist hij niet goed wat hij met het dier aan moest, of het een reptiel was met vogelveren of een vogel met een reptielenstaart. Zijn verwarring bracht hij tot uitdrukking in de naam die hij aan het dier gaf: Griphosaurus, afgeleid van het Griekse γρῖφος, griphos, 'duister raadsel'. Zo had het beest nu twee namen. De twijfel van Wagner deed hem vermoedelijk aarzelen de nodige fondsen voor aankoop aan te trekken; in december overleed hij. De vraagprijs van Häberlein in 1861 lag op 8400 Zuid-Duitse zilverguldens.
Ondertussen was het nieuws over de ontdekking tot Engeland doorgedrongen. De conservator van de geologische afdeling van het British Museum, George Robert Waterhouse, schreef Häberlein op 28 februari 1862 met het verzoek het fossiel te verkopen. Die antwoordde op 21 maart nog wat af te wachten daar uit allerlei landen gegadigden hem al bezocht hadden. Daarbij stelde hij vanwege zijn gevorderde leeftijd zijn hele verzameling ineens van de hand te willen doen. Op 29 maart vroeg Waterhouse wat daarvan dan de prijs moest zijn; op 12 juni, nadat onderhandelingen tussen Häberlein en Karl von Martius waren vastgelopen, ontving hij het antwoord: £750,-, bijna het dubbele van het totale jaarlijkse aankoopbudget van de afdeling. Waterhouse toog nu zelf naar Pappenheim om Häberlein te bewegen voor £500,- van het stuk afstand te doen maar die weigerde verder te zakken dan £700,-. De invloedrijke paleontoloog Richard Owen besloot toen op persoonlijke titel bij voorschot £250,- uit het budget van het volgende jaar toe te zeggen en £450,- meteen te voldoen, waar Häberlein op 6 augustus op inging. Op 1 oktober 1862 kwam het fossiel in Londen aan, tot grote ontsteltenis van de Duitse geleerden. Het behoort, samen met de 1760 andere specimina van Häberleins verzameling, nog steeds tot de collectie van het museum en heeft het inventarisnummer BMNH 37001. In december werd de soort voorlopig beschreven door Henry Woodward en kreeg van deze de naam Griphosaurus problematicus.
Op dat moment had Owen de nieuwe aanwinst al op 20 november in een lezing besproken, die in 1863 gepubliceerd zou worden. Daarin benoemde hij een nieuwe soort: Archeopteryx macrura. De soortaanduiding betekent 'met lange staart' en was een verwijzing naar zijn hypothese dat de oorspronkelijke veer weleens van een kortstaartige soort afkomstig kon zijn — de pterosauriërs van die tijd hadden immers ook kortstaartige naast langstaartige soorten — zodat het skelet als een aparte langstaartige soort benoemd moest worden. De afwijkende geslachtsnaam was een eenvoudige spelfout. Owen was eerder van plan geweest het dier Griphornis longicaudatus te noemen. Deze geslachtsnaam neemt het griphos van Griphosaurus maar verbindt deze nu met ornis, 'vogel', omdat Owen, die op dat moment alleen microevolutie binnen groepen erkende, wilde beklemtonen dat het om een echte vogel, een True Bird ging. De soortaanduiding betekent weer 'langstaart'. Per ongeluk werd ook deze naam gepubliceerd: het had in de bedoeling gelegen het populair-wetenschappelijke artikel van Woodward pas na de wetenschappelijke publicatie van Owen uit te brengen en dan daarin diens naam te volgen; door een fout van de redactie werd in feite een voorlopige versie te vroeg in het blad opgenomen die ook nog eens twee namen bevatte: Griphosaurus problematicus en Griphornis longicaudatus. Owen had oorspronkelijk de intentie gehad alleen Wagners naam van een eerste soortaanduiding te voorzien, had toen een tijdje overwogen met een geheel nieuwe naam te komen en had uiteindelijk — toen dat op bezwaren stuitte van zijn collega Hugh Falconer — von Meyers geslacht gekozen maar dan uitgebreid met een nieuwe soort zodat er toch een stukje eigen inbreng in zat. In 1863 zou hij nog een ruimere beschrijving publiceren. In 1921 gaf B. Petronievics nog een aparte naam voor de soort: Archaeopteryx oweni. De belangrijkste moderne beschrijving is die van Gavin de Beer uit 1954.
Het fossiel bestaat uit een hoofdplaat en een tegenplaat die al grotendeels door Häberlein zelf geprepareerd werden. Het verschil tussen hoofdplaat en tegenplaat berust hierin dat de eerste het dier in de ware oriëntatie toont en de laatste in een gespiegelde. Bij de hoofdplaat beziet men het dier op de rug, maar het is niet op de buik liggend gefossiliseerd: de splijting van de steen heeft de onderkant van het fossiel vrijgemaakt. De kop is van de rest van het skelet losgeraakt. Al in 1865 werd op de tegenplaat een los stukje bovenkaak teruggevonden dat bewees dat Archaeopteryx tanden had. In 1982 werd het schedeldak blootgelegd; het is verbonden met een natuurlijk afgietsel van de hersenpan. Voor de romp zijn links en rechts slagpennen van de vleugels zichtbaar; onderaan toont de staart lange veren. Het waren deze veerresten die het fossiel zijn opzienbarend karakter gaven. Vaak worden ze omschreven als 'veerafdrukken' maar dat is onjuist. Veren kunnen onder water langzaam op modderlagen zinkend helemaal geen afdrukken maken. In feite rotte de veer weg en de holte werd gevuld, echter niet met mangaanoxide zoals bij de losse veer maar met fijne kalk. Door de splijting van de steen breekt deze opvulling weer los van de oudere laag en ontstaat de illusie van een afdruk.

### Het Berlijnse exemplaar

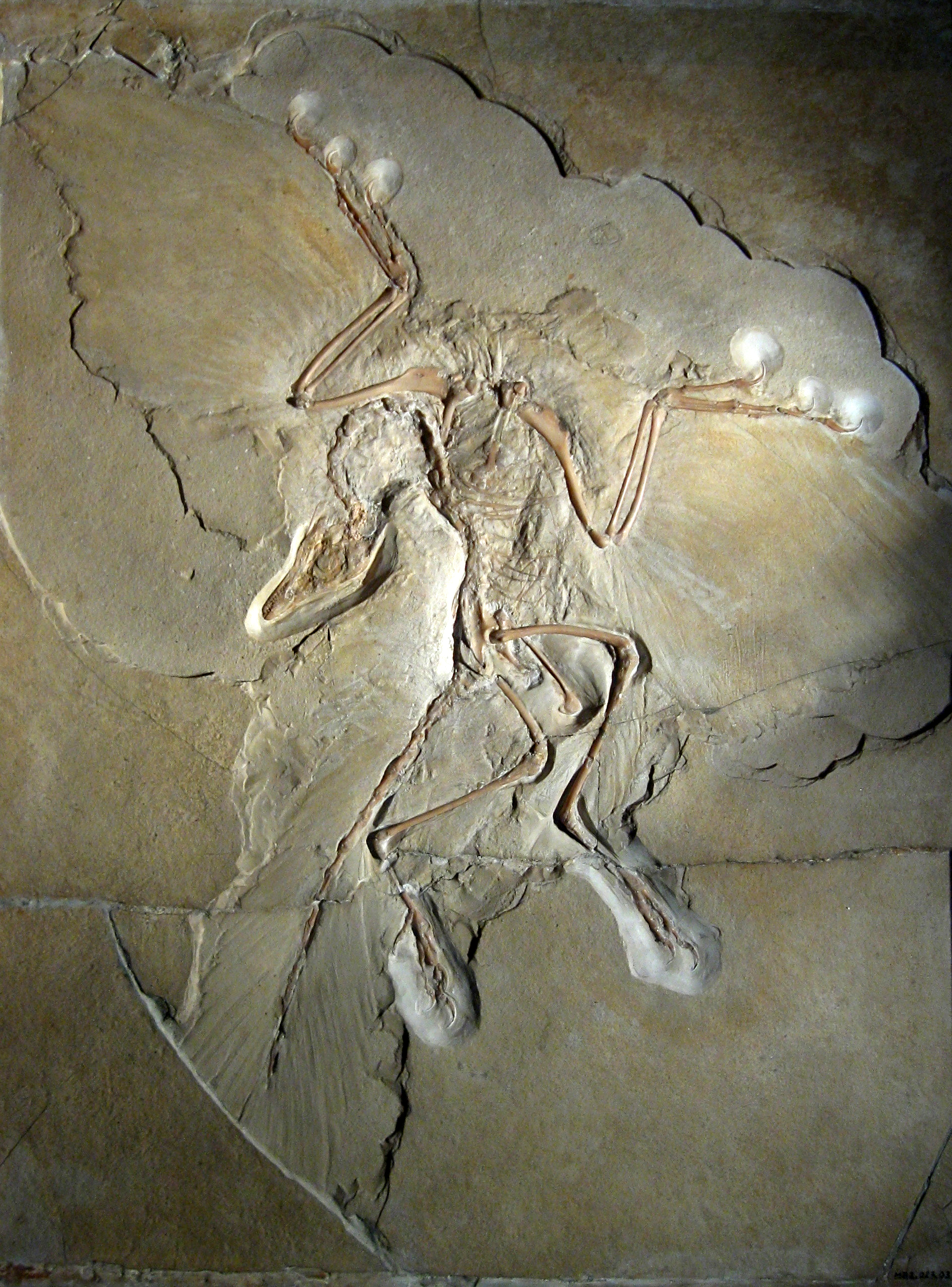
Het Berlijnse exemplaar na de tweede grote preparatie van 1979

In 1874 of 1875 vond boer Jakob Niemeyer in zijn kleinere steengroeve op de Blumenberg bij Eichstätt een fossiel dat hij aanzag voor dat van een pterosauriër. Toen in 1876 zijn enige koe doodging, besloot hij de vondst ten gelde te maken en verkocht het voor ongeveer honderdvijftig à honderdtachtig mark — de tegenwaarde van een nieuwe koe — aan herbergier Johann Dörr. Die verkocht het voor driehonderd mark — hogere bedragen tot wel tweeduizend mark zijn in de literatuur genoemd maar bleken achteraf onjuist — weer door aan Ernst Otto Häberlein, de zoon van de in 1871 overleden Karl Häberlein. Bij het prepareren bleek hem al snel dat het om een tweede skelet van Archaeopteryx ging dat hij begin 1877 voor 15.000 Zuid-Duitse zilverguldens aanbood aan de directeur van de Palaeontologische Staatssammlung, Karl Alfred von Zittel. In feite was de zilvergulden dat jaar als betaalmiddel afgeschaft; het ronde getal kwam neer op 25.710 Goldmark terwijl het aankoopbudget van het instituut slechts 3400 mark bedroeg. Er dreigde dus een herhaling van het gebeuren van 1862; op 14 mei 1877 bood Ernst Häberlein het fossiel het British Museum aan voor £1600,-, ongeveer 32.900 mark.

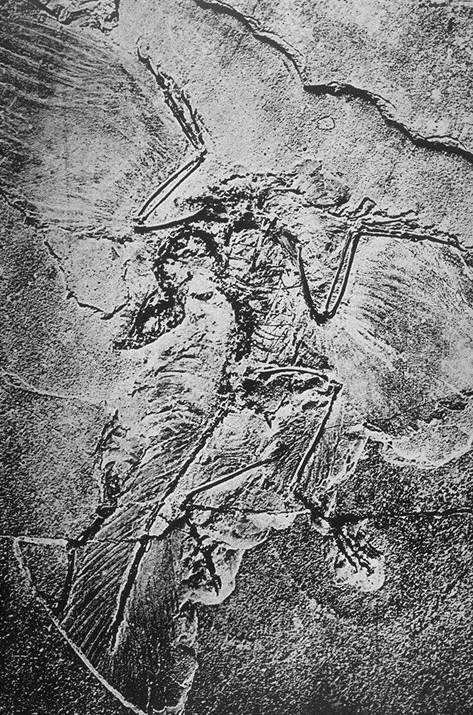
De foto van Vogt uit 1879 waarop nog later verwijderde beenveren te zien zijn

De voltooiing van de preparatie toonde daarna dat het specimen van een uitzonderlijk hoge kwaliteit was; de vraagprijs werd daarop verhoogd naar 36.000 mark. In feite kon geen enkel museum een dergelijk bedrag opbrengen. Een stichting ter bescherming van het Duitse cultuurgoed, de Freie Deutsche Hochstift, bood toen aan het fossiel onder haar hoede te nemen en ondertussen naar fondsen te zoeken. Op 28 augustus 1877, de verjaardag van Johann Wolfgang von Goethe, werd de cultuurschat in een plechtige ceremonie in diens geboortehuis onthuld. De stichting riep prominente Duitsers op dit erfgoed voor Duitsland te bewaren en een 'beschamende vernedering te voorkomen' maar in feite bleken die niet zo te porren om aan hun 'ereplicht' te voldoen: bedelbrieven aan keizer Wilhelm II van Duitsland en koning Lodewijk II van Beieren werden zonder veel woorden afgewezen. Dit ontlokte in 1879 aan geoloog professor Carl Vogt de bekende verzuchting dat de militaristische Wilhelm wel anders gereageerd zou hebben als het om een versteend kanon of geweer was gegaan. Vogt publiceerde in 1879 de eerste beschrijving van het fossiel, vergezeld van een foto.
Toen het de stichting niet lukte het geld bijeen te brengen nam E. Häberlein het exemplaar in december 1878 weer terug. Maart 1879 bood hij het de Amerikaanse professor Othniel Charles Marsh aan voor $10.000,- maar ook die weigerde. Häberlein begreep toen dat hij met zijn prijs moest zakken. Op 16 maart 1880 schreef hij aan professor Ernst Beyrich, de directeur van het mineralogisch museum van de Friedrich-Wilhems-Universität te Berlijn, voor 20.000 mark te willen leveren. Het Pruisische ministerie van cultuur kon die som echter niet ineens opbrengen. Industrieel Werner Siemens besloot toen het specimen in april 1880 te kopen maar het ministerie een koopoptie te geven, de som te voldoen in twee termijnen van tienduizend mark uit de begroting voor 1881 en 1882; dat jaar ging het stuk over in de eigendom van de Duitse staat. Al in 1880 was het in de collectie van de universiteit opgenomen waar het nog steeds verblijft met inventarisnummer HMN 1880/1881. Het werd volledig beschreven in een studie van Wilhelm Barnim Dames uit 1884.
Het fossiel bestaat uit een plaat en tegenplaat. Ernst Häberlein plakte alle steenschilfers die hij van de hoofdplaat verwijderde weer op de tegenplaat die daardoor een erg rommelig uiterlijk heeft. Er zijn slechts een paar botten op aanwezig maar ten dele betere veerresten dan op de plaat. Het skelet van het Berlijnse exemplaar ligt nog geheel in verband en is bijna volledig. Het toont het dier schuin van rechts op de rug in een dramatische pose met de vleugels gespreid en de nek naar achteren gekromd. Net als de 'Londen' is ook dit exemplaar op de rug liggend gefossiliseerd en is dus de hoofdplaat de bovenliggende kalklaag. Pennen op beide vleugels en staart zijn bewaard gebleven en ook veren op het rechteronderbeen; een gedeelte van die laatste is verwijderd toen Dames in een verdere preparatie het schaambeen blootlegde. Door de wijze van preparatie door E. Häberlein toont nu de hoofdplaat bij de veren de grenslaag tussen de opvullende kalk die hij verwijderde en nog latere afzettingen: we zien dus verwarrenderwijs de structuur van hun onderkant. De fraaie conservering heeft ervoor gezorgd dat dit specimen veel bekender geworden is dan de 'Londen'. Professor Oskar Fraas oordeelde al in 1879: 'Het stuk is zo oneindig vol pracht en betovering dat het Londense stuk ertegen in het niet zinkt'. Het Berlijnse exemplaar is tegenwoordig het beroemdste fossiel ter wereld, in talloze boeken afgebeeld en zo tot een icoon van de evolutietheorie geworden. Eind negentiende eeuw legde een preparatie door Gustav Borchert vanuit de onderkant van de hoofdplaat de ravenbeksbeenderen vrij. In 1979 werden de handklauwen, de voeten en de onderkaak verder uitgeprepareerd. Nadat lang slechts een afgietsel getoond werd, wordt de hoofdplaat van het origineel sinds 2007 permanent tentoongesteld.
In 1897 meende Dames dat het Berlijnse exemplaar een eigen soort vormde: Archaeopteryx siemensii. In 1917 ging Branislav Petronievics nog een stap verder en benoemde een apart geslacht: Archaeornis, dat, niet toevallig, 'Oervogel' betekent: men was Archaeopteryx ondertussen algemeen der Urvogel gaan noemen.

### De "Maxberg"

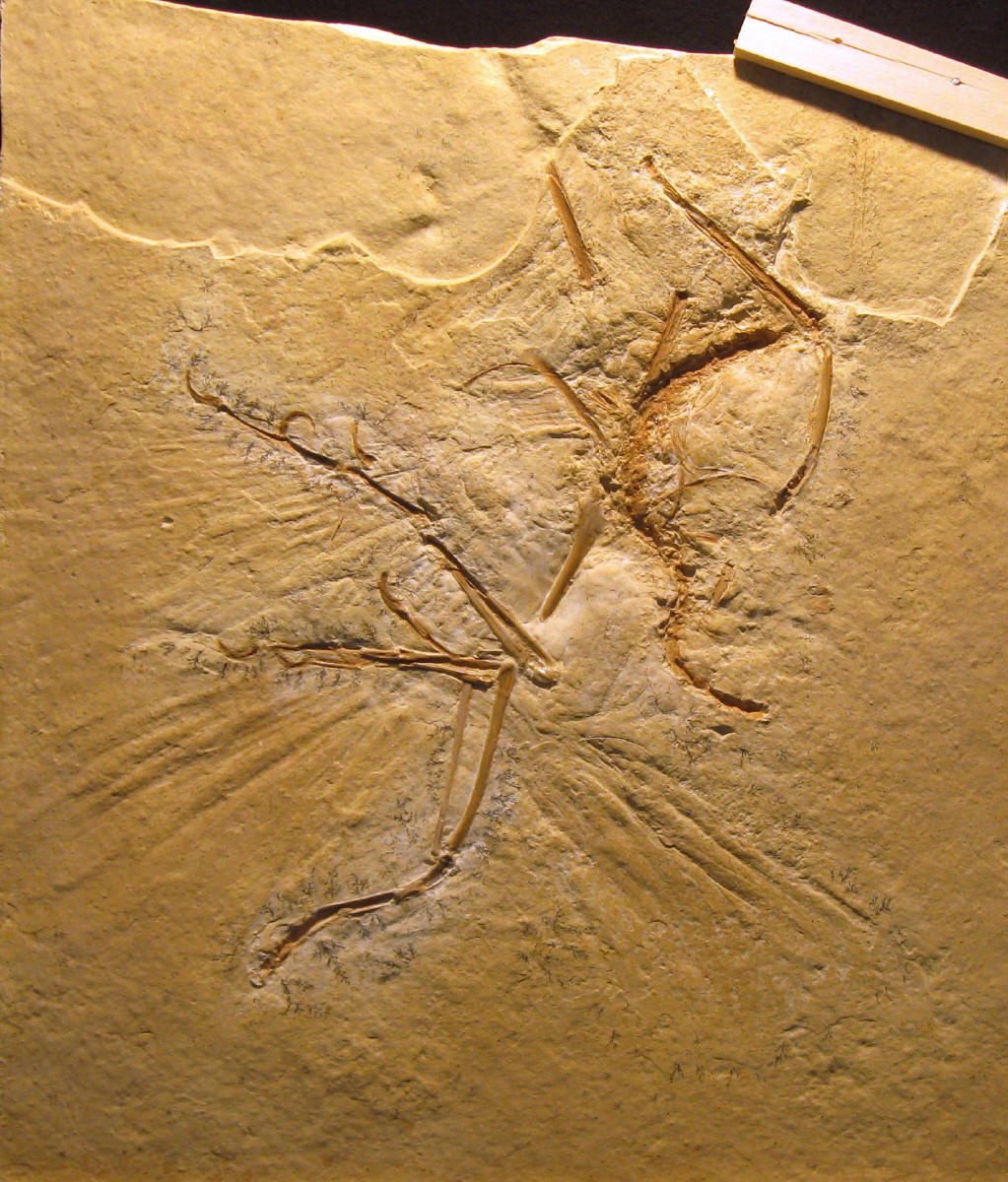
Afgietsel van de hoofdplaat van de "Maxberg"

Ondanks zeer intensieve winning van lithografische steen in de regio werden er lange tijd geen nieuwe vondsten van Archaeopteryx gemeld. In 1956 echter werd weer een exemplaar opgedolven, in de steengroeve van Eduard Opitsch tussen Langenaltheim en Solnhofen, door de steenwerkers Ernst Fleisch en Karl Hinterholzinger. Deze arbeiders zagen het stuk echter aan voor de onbelangrijke resten van de kreeft Mecochirus en zetten het weg in een hoekje van een magazijn van het bedrijf. Pas in de zomer of herfst van 1958 liet Opitsch het fossiel meenemen door geoloog Klaus Fesefeldt die het doorstuurde naar de Universiteit van Erlangen waar professor Florian Heller het meteen als een archaeopteryx herkende, het prepareerde, er door Wilhelm Stürmer röntgenfoto's en ultravioletlichtfoto's van liet maken en in 1959 beschreef. Opitsch kreeg het exemplaar terug en stelde het in het lokale Museum auf dem Maxberg tentoon. Tot augustus 1965 waren er onderhandelingen over een mogelijke verkoop tegen een prijs van 40.000,- DM maar die liepen stuk op het gegeven dat de verdienste als bedrijfswinst met veertig procent belast zou worden. Die maand brak Opitsch ieder contact af. In 1974 stond hij toe dat er afgietsels gemaakt werden maar daarna hield hij het specimen bij zich thuis in Pappenheim, meestal onder zijn bed. Toen hij februari 1991 stierf, bleek het onvindbaar. De erfgenamen deden aangifte van diefstal en er ging een internationaal opsporingsbericht uit. Tot nu toe heeft dit geen resultaat opgeleverd; het verdwenen specimen heeft dan ook geen inventarisnummer. Op de marmeren grafsteen van Opitsch staat de 'Maxberg' in goud afgebeeld en het gerucht gaat dat hij samen met de eigenaar daar een laatste rustplaats heeft gevonden. Het geval was aanleiding weer eens een oproep te doen aan Beieren om de wetgeving te veranderen zodat bodemschatten net als bij de andere Bondslanden in beginsel eigendom van de overheid worden. In 1995 werd het stuk door de federale overheid als deutsches Kulturgut aangemerkt zodat het niet geëxporteerd mag worden.
Het derde exemplaar van Archaeopteryx is veel minder compleet en aantrekkelijk dan de eerste twee fossielen. Het bestaat uit een bovenliggende plaat en onderliggende tegenplaat van ongeveer vijftig bij vijfendertig centimeter waarop de verspreide delen van een gedeeltelijk op de rechterzijde liggend skelet waaraan kop en staart ontbreken. De staart is vermoedelijk verloren gegaan toen het oorspronkelijke steenblok in dunnere platen gezaagd werd. Wel zijn er, tamelijk vage, resten van de veren van de vleugels en een onderbeen te zien. De structuur van de veerbaarden is niet zichtbaar. Door de splijting zijn ook de beenderen meegespleten en de helften bevinden zich zo vaak op verschillende platen. De röntgenopnamen waarvoor de tegenplaat tot een dikte van dertien millimeter afgeslepen werd, toonden dat nog verschillende botten in de plaat verborgen lagen; Opitsch stond niet toe dat die verder uitgeprepareerd werden.

### Het Haarlemmer exemplaar

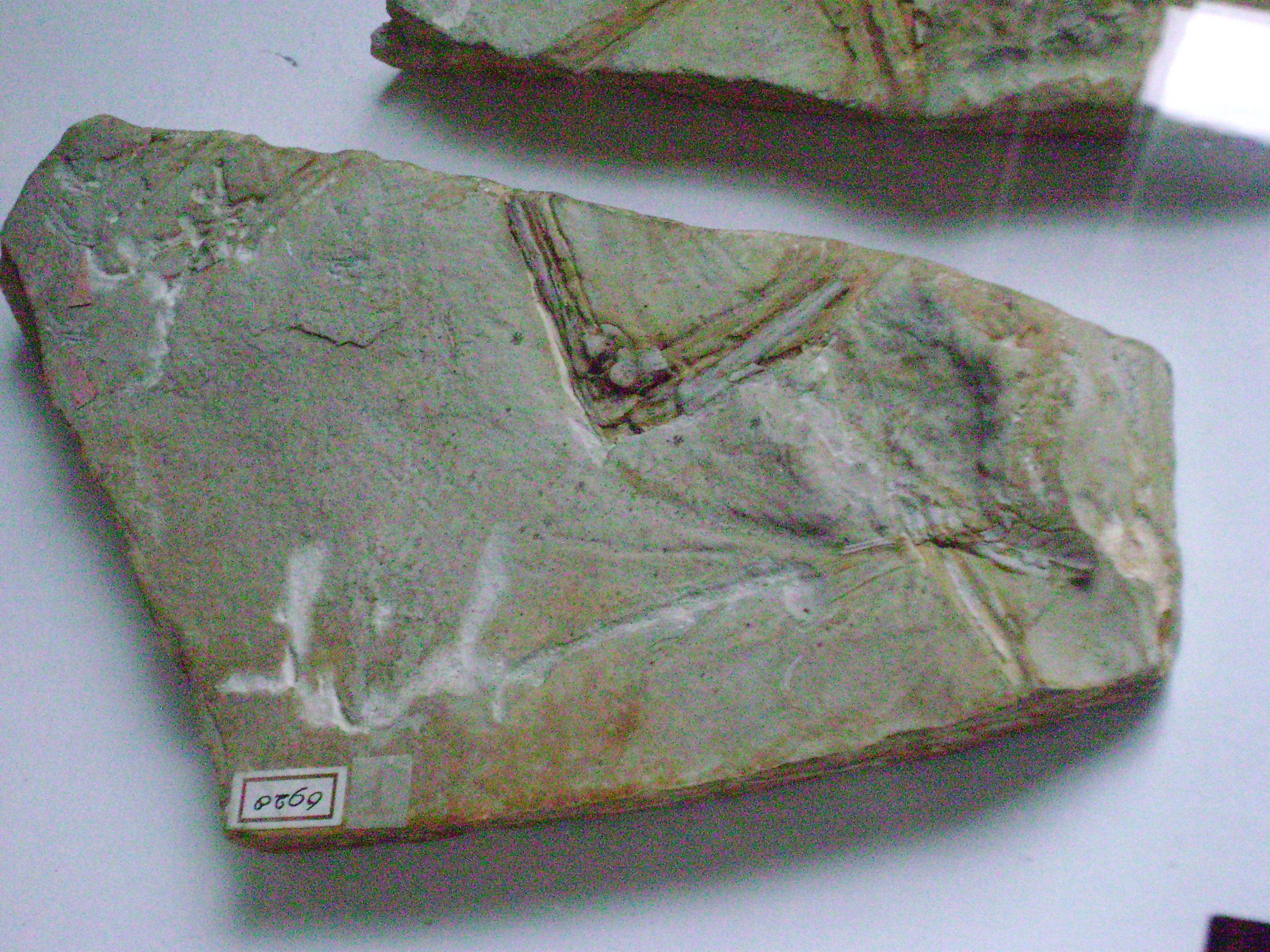
De plaat van de "Haarlem", TM 6928

In 1855 werd bij Jachenhausen, ten noorden van Riedenburg, een klein fragmentarisch fossiel ontdekt, in dezelfde groeve die later de dinosauriër Compsognathus zou voortbrengen. Het stuk werd aangekocht door von Meyer die het in 1857 en 1859 kort beschreef. Hij zag het aan voor een nieuwe soort van de pterosauriër Pterodactylus die hij in 1857 benoemde als Pterodactylus crassipes. De soortaanduiding betekent 'dikvoet' in het Latijn, een verwijzing naar de voeten die veel sterker gebouwd waren dan bij enige bekende andere pterosauriër. Maart 1860 verkocht hij het aan de conservator van het Teylers Museum te Haarlem, Jacob Gijsbertus Samuël van Breda. Plaat en tegenplaat hebben daar de inventarisnummers TM 6928 en TM 6929.

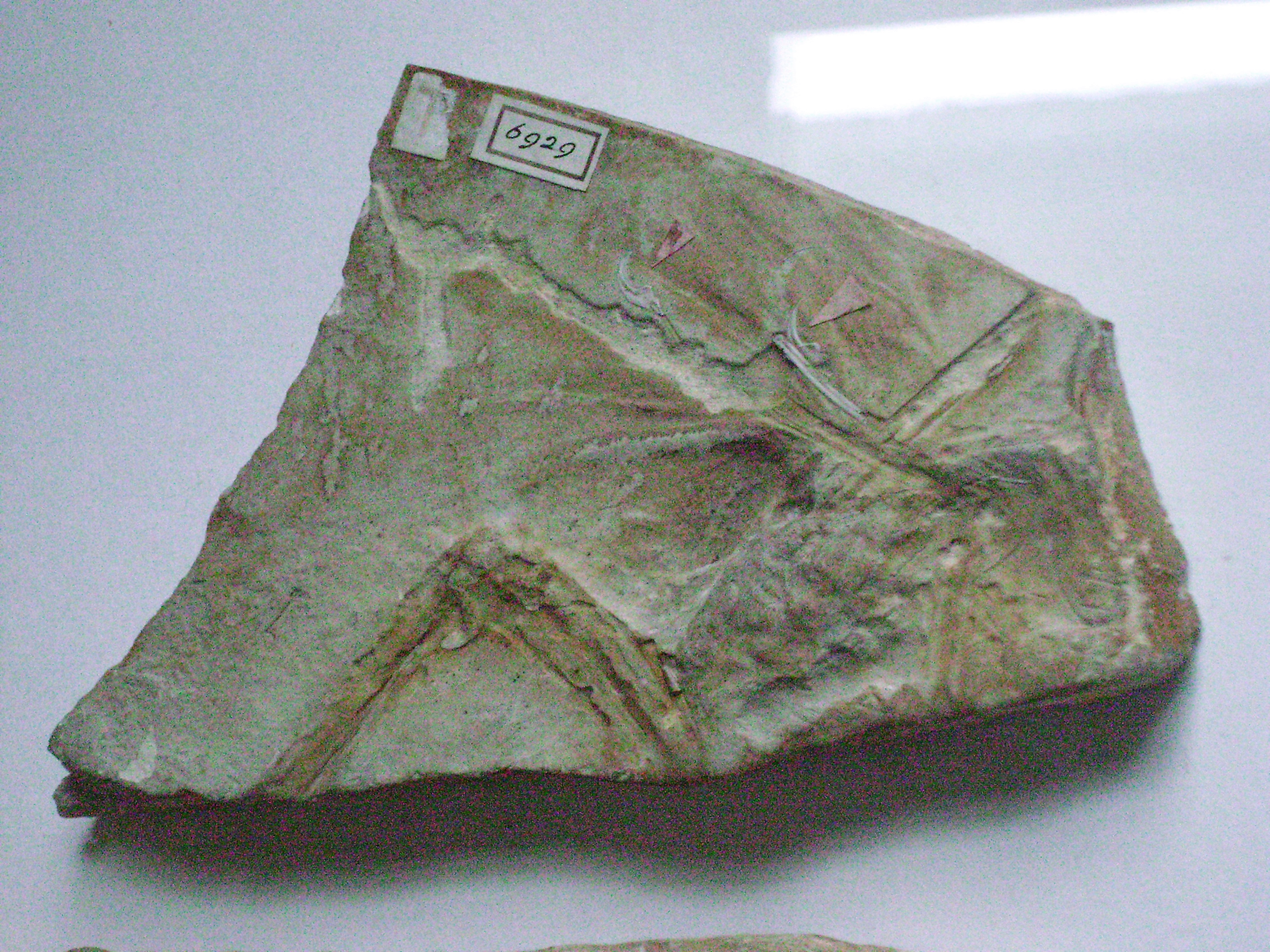
De tegenplaat van de "Haarlem"

Meer dan een eeuw lang lagen de resten in een vitrine van de fossielenzaal van het museum, geëtiketteerd als een obscure pterosauriër. In 1966 kregen ze bezoek van de Duitse paleontoloog Peter Wellnhofer, die weldra de meest gezaghebbende expert ter wereld op het gebied van pterosauriërs en Archaeopteryx zou worden, maar ook hem viel niet op dat er iets fundamenteel onjuist was aan de determinering. Wellnhofer zag wel dat het geen exemplaar van Pterodactylus was maar meende dat het een zeldzaam specimen van Scaphognathus betrof, een lid van de Rhamphorhynchoidea, de 'langstaartpterosauriërs'.
Op 8 september 1970 reisde de beroemde Amerikaanse paleontoloog John Ostrom naar Nederland om pterosauriërs te bestuderen waarvan niet minder dan vijf holotypen in het Teylers aanwezig zijn; hij was speciaal geïnteresseerd in langstaartpterosauriërs omdat die een verstijfde staart hadden net als de dinosauriër Deinonychus waarover hij een vervolgstudie aan het schrijven was. Bij bestudering van P. crassipes vielen hem eigenaardige golvingen aan het plaatoppervlak op. Von Meyer had gemeend dat dit afdrukken van de vlieghuid waren. Toen Ostrom echter het stuk optillend voor het raam strijklicht over het oppervlak liet vallen, besefte hij plots dat hij veren zag. Hij begreep dat hij een unieke vondst gedaan had en het fossiel een niet herkend vierde specimen van Archaeopteryx moest zijn. Een half uur lang durfde hij het de conservator van het museum niet te vertellen, uit angst dat een ander het exemplaar zou krijgen om verder te bestuderen. Uiteindelijk won zijn betere ik het. De conservator nam de brokken steen zwijgend in ontvangst en verdween, de arme paleontoloog zwevend tussen hoop en vrees achterlatend. Na een kwartier verscheen de Hollander weer, nu met een oude schoendoos in de armen, met touwtjes dichtgestrikt. En zo werd het vierde exemplaar de Amerikaan toegestopt met de woorden: 'Hier, hier, professor Ostrom, you have made Teylers Museum famous'. Deze anekdote wordt tot op de dag van vandaag gebruikt om Amerikaanse studenten de correcte normen van de wetenschapsethiek bij te brengen. Een belangrijker gevolg was dat Ostrom, die al een expert was op het gebied van dinosauriërs, door de bestudering van de 'Haarlem' overtuigd raakte van het feit dat vogels dinosauriërs zijn: de vondst was de directe aanleiding voor deze hypothese. In 1970 meldde hij de vondst, in 1972 beschreef hij haar.
De beide platen van het fossiel vertegenwoordigden indertijd het minst omvangrijke archaeopteryxfossiel. Vermoedelijk waren ze eerst vrij compleet omdat het skelet nog in verband ligt maar is het grootste deel bij het winnen van de steen verloren gegaan. Wat overblijft, toont van het dier de onderste rechterzijkant, met de knieën naast elkaar opgetrokken en de handen voor de buik geslagen. De enkels en de staart ontbreken; van de romp zijn alleen buikribben, wat wervels en het uiteinde van een schaambeen over. De handklauwen zijn goed geconserveerd met de hoornschachten er nog aan. Bij de handen zijn zeer vage veerresten te zien. Hoewel het het eerst gevonden exemplaar is, geldt de 'Haarlem' toch als het vierde omdat de volgorde van herkenning wordt aangehouden.
In 2017 werd het exemplaar benoemd als een apart geslacht Ostromia.

### Het Eichstätter exemplaar

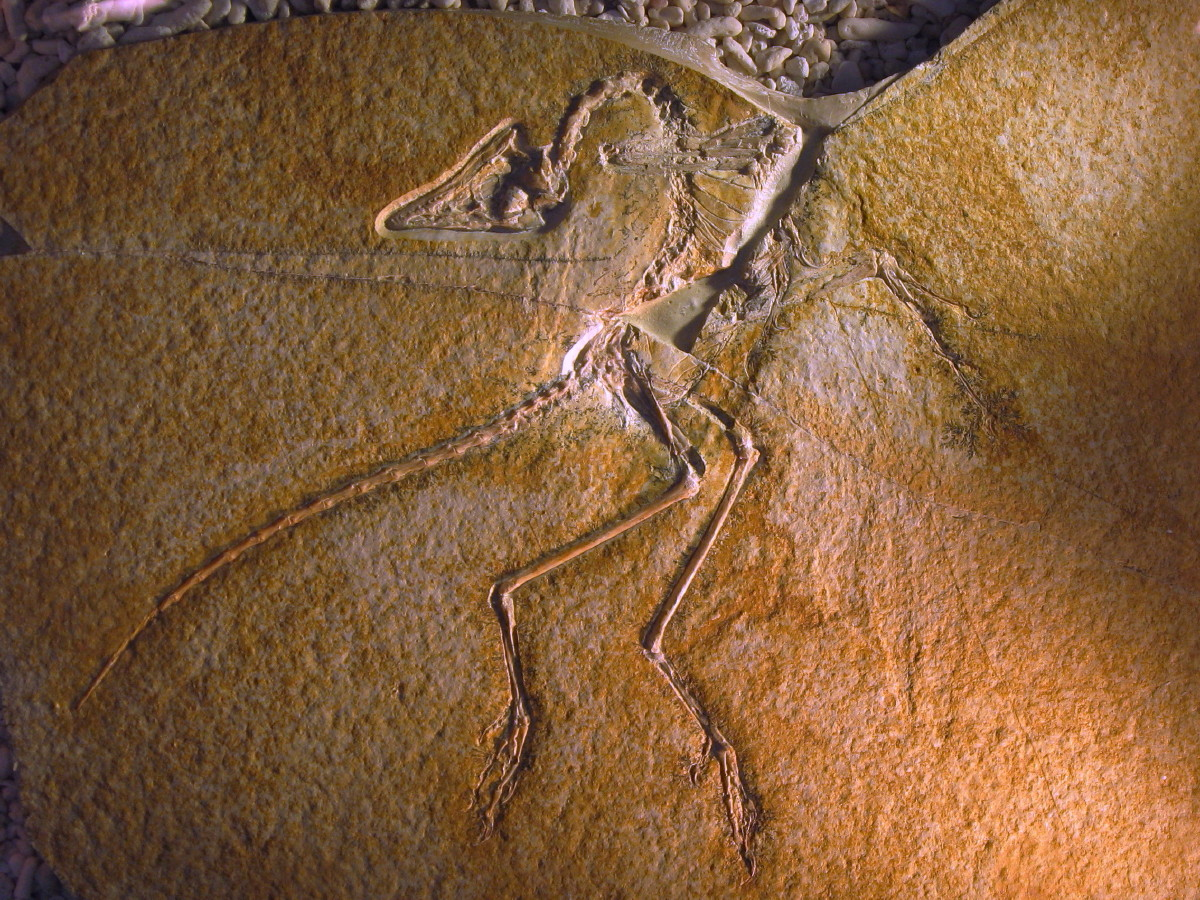
De hoofdplaat van het Eichstätter exemplaar

Op 19 maart 1951 bood Franz Xaver Frey uit Workerszell, een gehucht ten noorden van Eichstätt, via bemiddeling door de preparateur Ludwig Meier, aan Lycealprofessor Franz Xaver Mayr een fossiel aan begin dat jaar gevonden in zijn groeve op de Petershöhe. Frey dacht dat het om een pterosauriër ging maar Mayr meende bij een eerste inspectie een uiterst zeldzame Compsognathus in het stuk te herkennen. Na de koop gingen beide partijen tevreden uiteen: Frey omdat hij een veel hoger bedrag gekregen had dan verwacht en Mayr omdat hij pas het tweede specimen van Compsognathus dat bekend was, dacht ontdekt te hebben. Bij de daarop volgende preparatie bleek het Mayr echter dat het een nog veel belangwekkender exemplaar van Archaeopteryx betrof. Dat stelde hem voor een groot moreel dilemma: de transactie was weliswaar juridisch volkomen geldig maar Mayr was priester en voelde zich aan zijn ambt verplicht om uit overwegingen van billijkheid Frey in de gelegenheid te stellen de koop te ontbinden zodat deze een hogere som zou kunnen bedingen. Hij wist echter ook dat de beroemde fossielenverzameling van het seminarie te Eichstätt die hij beheerde het geld niet had het specimen tegen de marktwaarde te verwerven; als wetenschapper kon hij zich er niet toe brengen deze schat weer uit zijn instituut te laten verdwijnen — misschien wel in de handen van een particulier zodat het voor de wetenschap verloren zou gaan. Het lukte hem niet tot een besluit te komen en daarom legde hij het stuk voorlopig maar in de brandkast.

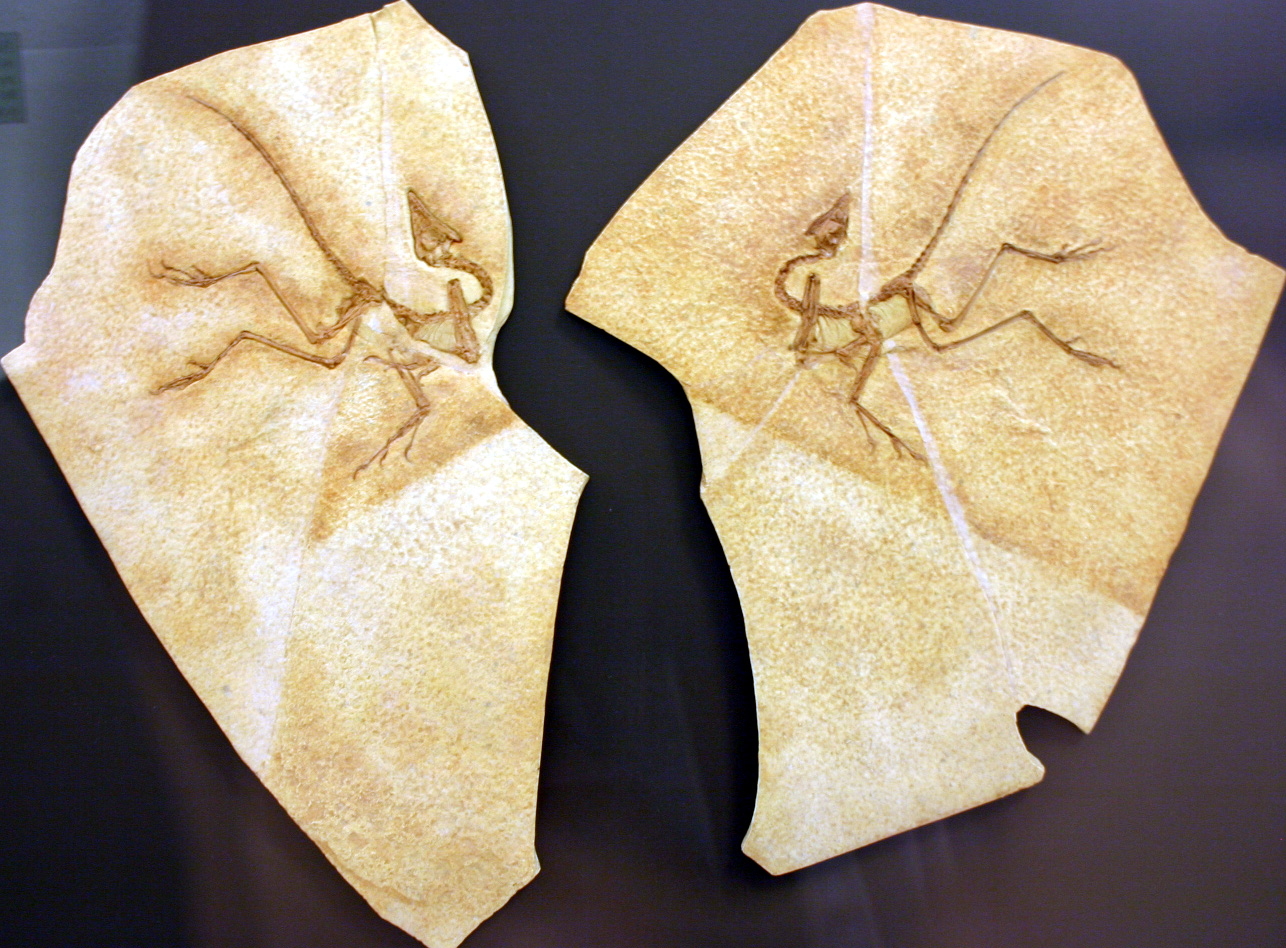
Afgietsels van plaat en tegenplaat van het Eichstätter exemplaar

Ruim twintig jaar later, noopten de omstandigheden Mayr om alsnog met zijn Archaeopteryx uit de kast te komen. Hij was nu zelf al 84, Frey was in 1965 overleden en de verzameling van het seminarie zou een nieuwe behuizing krijgen in een speciaal Jura-Museum waar het exemplaar het pronkstuk van zou kunnen worden. Op 9 maart 1972 toonde hij het fossiel aan een stomverbaasde Wellnhofer. In het voorjaar van 1973 nam die het stuk mee naar München waar het door Ernst Schmieja verder geprepareerd werd. Mayr bood de erfgenamen van Frey een financiële regeling aan, waar deze graag op ingingen omdat ze formeel geen enkel recht op een financiële compensatie hadden. In juni 1973 meldde Mayr de vondst in een wetenschappelijk artikel; het jaar daarop overleed hij. In 1974 beschreef Wellnhofer het specimen. Vanaf 17 september 1976 wordt de vondst tentoongesteld in het Jura-Museum met als inventarisnummer JM 2257.
Het fossiel bestaat uit plaat en tegenplaat. De hoofdplaat toont de rechterzijkant van het dier; de tegenplaat is in wezen een lege mal. Het skelet is zeer compleet op een hiaat ter hoogte van de romp van de hoofdplaat na. Veerresten zijn te zien bij de rechtervleugel, het rechteronderbeen en de staart, maar zeer vaag. De schedel van het specimen is uitzonderlijk goed bewaard en onze belangrijkste bron van informatie over dit lichaamsdeel. Het is verder opmerkelijk omdat het het kleinste bekende individu is.
Mayr dacht dat het specimen een eigen soort vertegenwoordigde die hij echter niet benoemde. Michael Howgate echter benoemde in 1984 een aparte Archaeopteryx recurva; de soortaanduiding verwijst naar de meer gebogen spitsen van de tanden. In 1985 benoemde hij zelfs een apart geslacht Jurapteryx, welke naam naar de Juraperiode verwijst.

### Het Solnhofener exemplaar

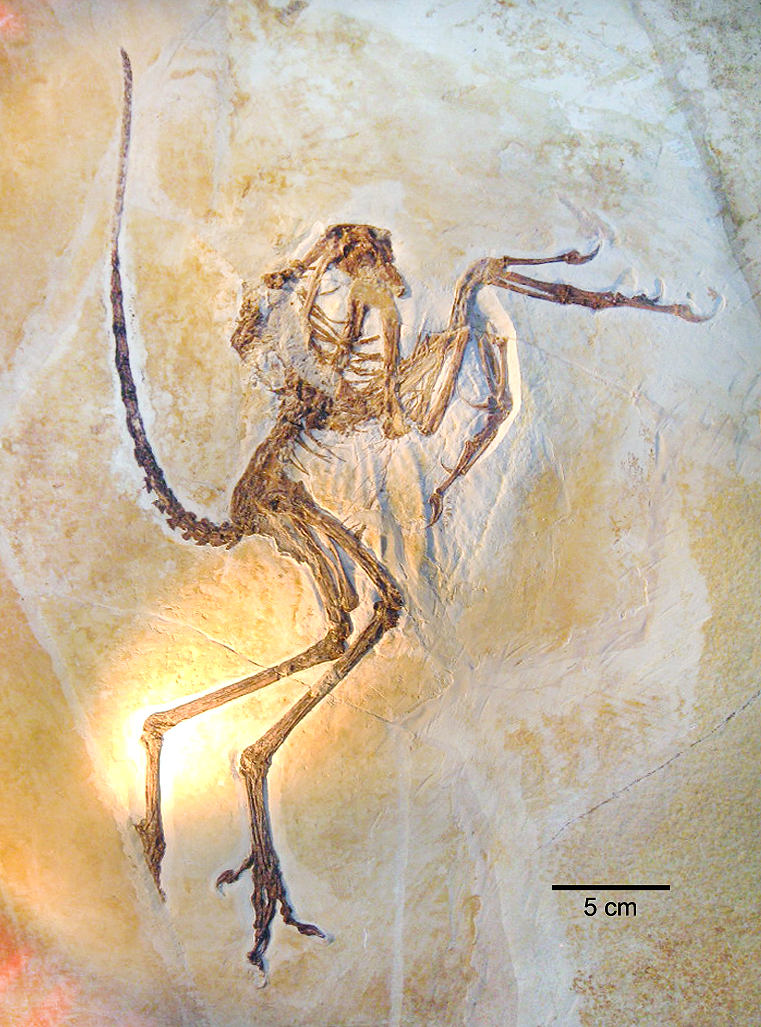
Het Solnhofener exemplaar

Begin jaren zeventig kocht de burgemeester van Solnhofen, Friedrich Müller, een verwoed geologisch en paleontologisch amateurverzamelaar, ergens in de buurt van zijn woonplaats van een handelaar waarvan hij zich de identiteit later niet meer kon herinneren, een gebroken steenplaat waarop te zien was dat er zich een fossiel in bevond. Lange tijd bleef het object onaangeroerd in zijn opslagruimte liggen tot hij midden jaren tachtig besloot het te gaan prepareren. Al snel kwam een prachtig skelet tevoorschijn, waarin hij een exemplaar van Compsognathus meende te herkennen. Wel viel hem op dat de staart te kort was en daarom beitelde hij zorgvuldig de ontbrekende wervels in het kalkgesteente uit en verfde die een overeenkomend donkerbruin zodat het skelet nog mooier leek. In oktober 1987 besloot de gemeente Solnhofen de enorme verzameling van hun oud-burgemeester aan te kopen en in een speciaal Bürgermeister-Müller-Museum tentoon te stellen om te voorkomen dat de vondsten na de dood van de nu al 75-jarige voor de streek verloren zouden gaan. De directeur van het naburige Jura-Museum, Günther Viohl, werd verzocht een inventarisatie en taxatie van de stukken uit te voeren. Toen die Müllers huis op 11 november 1987 bezocht, werd hem de Compsognathus geopenbaard. Viohl werd daardoor echter meer verrast dan Müller had verwacht, want de museumdirecteur herkende het aan de grote handen direct als een exemplaar van Archaeopteryx. Meteen werd Wellnhofer gebeld die op 19 november de identificatie kon bevestigen; tot maart 1988 onderzocht hij het fossiel in München waarna hij de vondst meldde en een beschrijving publiceerde. Het fossiel werd mede onderzocht via een CAT-scan. Op 14 juli 1988 werd het zesde exemplaar in het nieuwe museum in het Naturpark Altmühltal onthuld, met als inventarisnummer BMM 500.

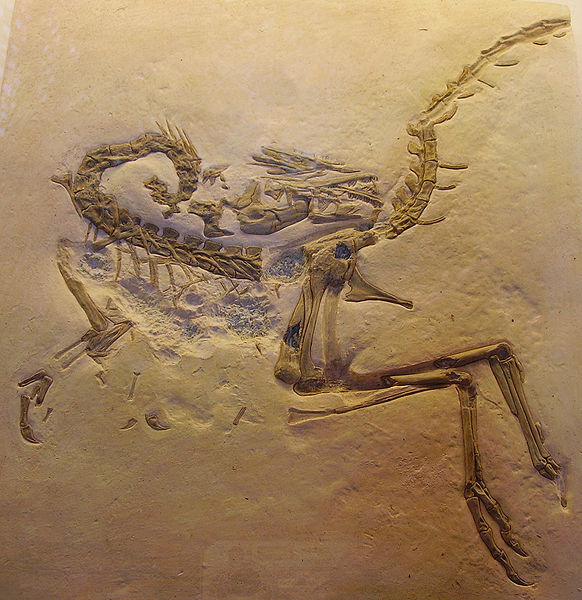
Een echte compsognathus

Deze bekendmaking was echter de aanleiding voor een slepende juridische strijd om de eigendom. Toen in de jaren zeventig weer fossielen van Archaeopteryx opdoken, begonnen velen zich af te vragen hoe het kon dat er tussen 1877 en 1951 helemaal geen exemplaren gevonden waren, terwijl de exploitatie van de groeven steeds intensiever geworden was. Men verklaarde dit door het verduisteren van de duurste stukken door de steenwerkers. Toen hij in de krant las dat de nieuwe vondst miljoenen waard was, kreeg de steengroeve-eigenaar Franz Xaver Schöpfel de overtuiging dat deze in 1985 door twee Turkse werknemers uit zijn groeve in Wintershof West ontvreemd moest zijn; andere arbeiders hadden hem namelijk weleens verteld dat ze die ervan verdachten platen onderhands aan handelaren van de hand gedaan te hebben. In december 1988 deed hij tegen de twee aangifte van verduistering, tegen Müller van heling. Het strafrechtelijk onderzoek zou tot 1994 doorlopen, waarna de zaak geseponeerd werd: uit analyse van het gesteente was gebleken dat deze plaat in ieder geval niet uit Schöpfels groeve afkomstig was. Schöpfel liet het daar echter niet bij zitten en spande in december 1995 een civiele procedure aan tegen de gemeente Solnhofen waarin hij de eigendom opeiste. Hij voerde getuigen aan die beweerden dat de werknemers hun de stukken plaat in de herfst van 1985 hadden aangeboden; de analyse van het gesteente zou waardeloos zijn want uitgevoerd op een stuk versterkende plaat die later aan het fossiel toegevoegd was. Op 2 maart 1998 stelde het Landgericht Ansbach hem in het gelijk. Hiertegen ging de gemeente in beroep en het Oberlandesgericht Nürnberg vernietigde het vonnis op 12 september 2001 toen bleek dat de expertise toch op het echte fossiel betrekking had gehad. Schöpfel procedeerde nu door tot het Bundesgerichtshof dat zijn verzoek tot revisie echter in januari 2003 afwees.
Het fossiel heeft geen tegenplaat want de plaat zelf was bedekt met een laag zachtere mergel die Müller verwijderde. Hij toont het dier van de rechterzijde. Het skelet is bijna compleet op de tenen van de rechtervoet en het puntje van de staart na. De nepwervels van Müller hebben die te ver verlengd; ze zijn later niet verwijderd. De kop lijkt te ontbreken maar in feite ligt die sterk naar achteren gebogen op de borstkas. Ook aan de schedel ontbreken veel stukjes. De nek ligt nog in het gesteente verborgen zoals röntgenopnamen bewezen. Aan de naar beneden ingeklapte linkerhand zijn veerresten zichtbaar. In 1992 publiceerde Wellnhofer een tweede beschrijving.
Het specimen is verreweg het grootste exemplaar van Archaeopteryx. Dat was voor Andrzej Elzanowski in 2001 de hoofdreden het als een apart geslacht en soort te benoemen: Wellnhoferia grandis. De geslachtsnaam eert Wellnhofer. De soortaanduiding verwijst naar de grootte.

### Het Münchener exemplaar

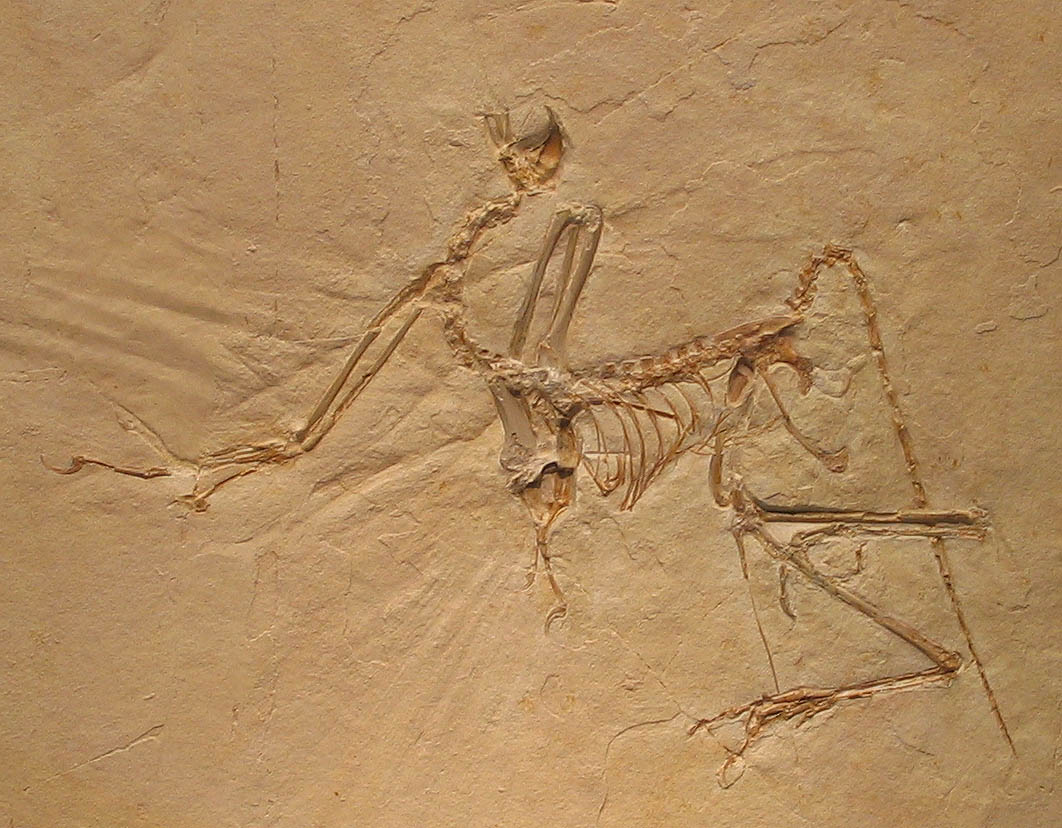
Origineel van de hoofdplaat van A. bavarica, de "München"

Het Münchener exemplaar is het eerste waarvan de exacte vondstomstandigheden bekend zijn. In de vroege morgen van 3 augustus 1992 wilde Hackstockmeister Jürgen Hüttinger, pachter van een groeve op de Hintere Haardt, eigendom van de Solenhofer Aktien-Verein, met een kleine rupsgraafmachine een laag mergel verwijderen om bij de kalksteen te geraken. Door de taaiheid van de mergel lukt hem dat niet en daarom nam hij een houweel om de mergellagen handmatig te verwijderen. Plots merkte hij dat op een al weggeworpen plaat fossielen te zien waren. Hüttinger zette de verschillende brokstukken weer ineen en toonde zich toen een stuk opmerkzamer dan eerdere ontdekkers want hoewel de omtrekken van het dier nogal vaag waren, determineerde hij het meteen correct als een archaeopteryx. Daarna volgden de gebeurtenissen zich snel op. Hoewel de Aktien-Verein de eigendom had, was Hüttinger volgens de Beierse jurisprudentie als schatvinder automatisch mede-eigenaar. Die ochtend nog riep hij de directeuren erbij; die lieten preparateur Giuseppe Völkl van het Jura-Museumkomen en reeds die middag werd de Bayerische Paläontologische Staatssammlung op de hoogte gebracht inclusief Wellnhofer.
De fragmenten werden op 24 september 1992 naar München overgebracht waar Schmieja en Wellnhofer het fossiel tot december in elkaar zetten en prepareerden wat tweehonderd arbeidsuren kostte. Toen bleek dat een stukje ontbrak, werd nog eens vijfhonderd kilo apart gehouden steenbrokken van de afvalhoop van de groeve onderzocht waaruit het inderdaad opdook. Op 29 april 1993 werd de vondst tijdens een persconferentie op de Maxberg aan het publiek bekendgemaakt. Dat jaar beschreef Wellnhofer de vondst en werd het fossiel in München tentoongesteld. De BSP kreeg het voor vijf jaar in bruikleen en het land Beieren werd een koopoptie verleend. Duitse federale overheid verklaarde het in 1995 tot Kulturgut. Maart 1999 liep de bruikleen af en de eigenaren gaven aan voor die datum een bod te verwachten. Daarvoor was het echter weer nodig om eerst over een vraagprijs te onderhandelen; in maart 1998 kwam men overeen dat de Solenhofer Aktien-Verein twee miljoen DM zou vragen waarna de BSP het land Beieren zou bewegen die som op te brengen. De Beierse minister van financiën Erwin Huber stemde met de koop in, mits de prijs iets zou zakken en andere instellingen mee zouden betalen. Een inzamelingsactie bracht nog eens 163.000 DM op en na bijdragen van de federale overheid, musea en stichtingen hoefde Beieren maar 600.000 DM bij te dragen aan de uiteindelijke koopsom van 1,9 miljoen DM, 2.033.000,- DM inclusief btw. Het fossiel ging op 6 december 1999 in de eigendom van de BSP over waar het het inventarisnummer BSP 1999 heeft.
Het fossiel bestaat uit een plaat en tegenplaat. Het toont vanaf de linkerzijde een vrijwel compleet skelet. De schedel is echter uit elkaar gevallen waarbij de onderkaken zijn losgeraakt en uiteengeklapt en de snuit is verdwenen. De staart is sterk naar beneden gebogen. Daaraan en aan de beide armen zijn veren zichtbaar. Wellnhofer meende eerst dat er een verbeend borstbeen te zien was, een unicum onder de bekende specimina, maar dat bleek achteraf een gedraaid ravenbeksbeen te zijn. Wel een echt onderscheidend kenmerk bestaat uit de lange onderste ledematen. De verschillen waren voor Wellnhofer reden om in 1993 een aparte soort te benomen: Archaeopteryx bavarica. De soortaanduiding verwijst naar Beieren.

### De "Daiting"

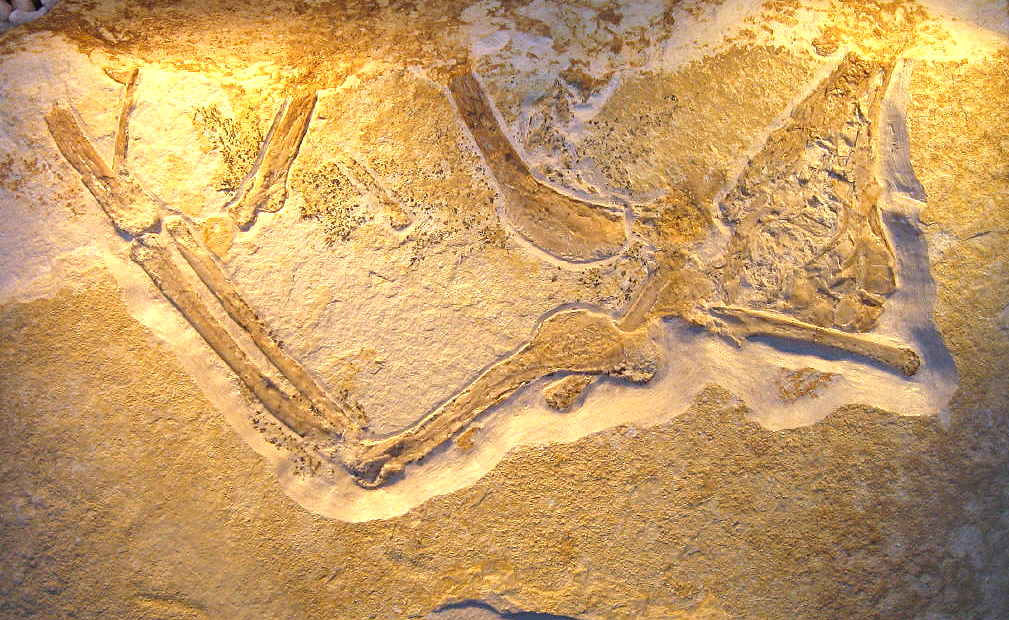
Het origineel van de "Daiting" in 2009

In 1990 werd in een of andere oude verlaten kalksteengroeve op de westelijke helling van de Altmühlalb nabij Daiting door een amateurpaleontoloog een kleine plaat gevonden met fossiele resten. Die werd, wellicht via een fossielenhandelaar, verkocht aan een particuliere verzamelaar als een pterosauriër. Na preparatie van het fossiel rees er twijfel over deze determinering. Begin 1996 werd via een contactpersoon een afgietsel voorgelegd aan de directeur van het Naturkunde-Museum Bamberg, Matthias Mäuser, die op het punt stond een tentoonstelling over Archaeopteryx te openen. Die herkende het als een exemplaar van de Urvogel. Hij kreeg toestemming om bij gelegenheid van de opening van de tentoonstelling in februari 1996 de vondst publiek te maken, maar de identiteit van de verzamelaar moest geheim blijven. Het fossiel zelf werd niet voor onderzoek beschikbaar gesteld maar wel mochten foto's van het afgietsel gebruikt worden bij een beschrijving die Mäuser in 1997 publiceerde. De verblijfplaats van het fossiel bleef daarmee onbekend. Het heeft aldus geen inventarisnummer; evenmin is het afgietsel als plastotype geregistreerd. De geheimhouding is vermoedelijk bedoeld om te voorkomen dat de grondeigenaren het stuk zouden opeisen. In 2009 werd het origineel aangekocht door fossielenhandelaar Raimund Albersdörfer. In oktober dat jaar werd het kort tentoongesteld en mocht Helmut Tischlinger er ultravioletfoto's van maken; deze publiceerde daarop een tweede beschrijving.
Het origineel lijkt geen tegenplaat te hebben. De kleine plaat toont de sterk platgedrukte resten van een schedel, een schoudergordel inclusief vorkbeen, en delen van de vleugels. Misschien dat ook een dijbeen aanwezig is. Als enige bekende exemplaar toont het fossiel geen veerresten. De conservering van de botten lijkt niet goed te zijn en ook is het mogelijk dat verdere preparatie meer resten uit het origineel zou kunnen vrijmaken. Het dier is ongeveer middelgroot voor een archaeopteryx.
Het wetenschappelijk belang van de vondst berust vooral daarin dat het fossiel uit jongere lagen afkomstig is dan de overige specimina, de Mörnsheimformatie.

### DeChicken Wing

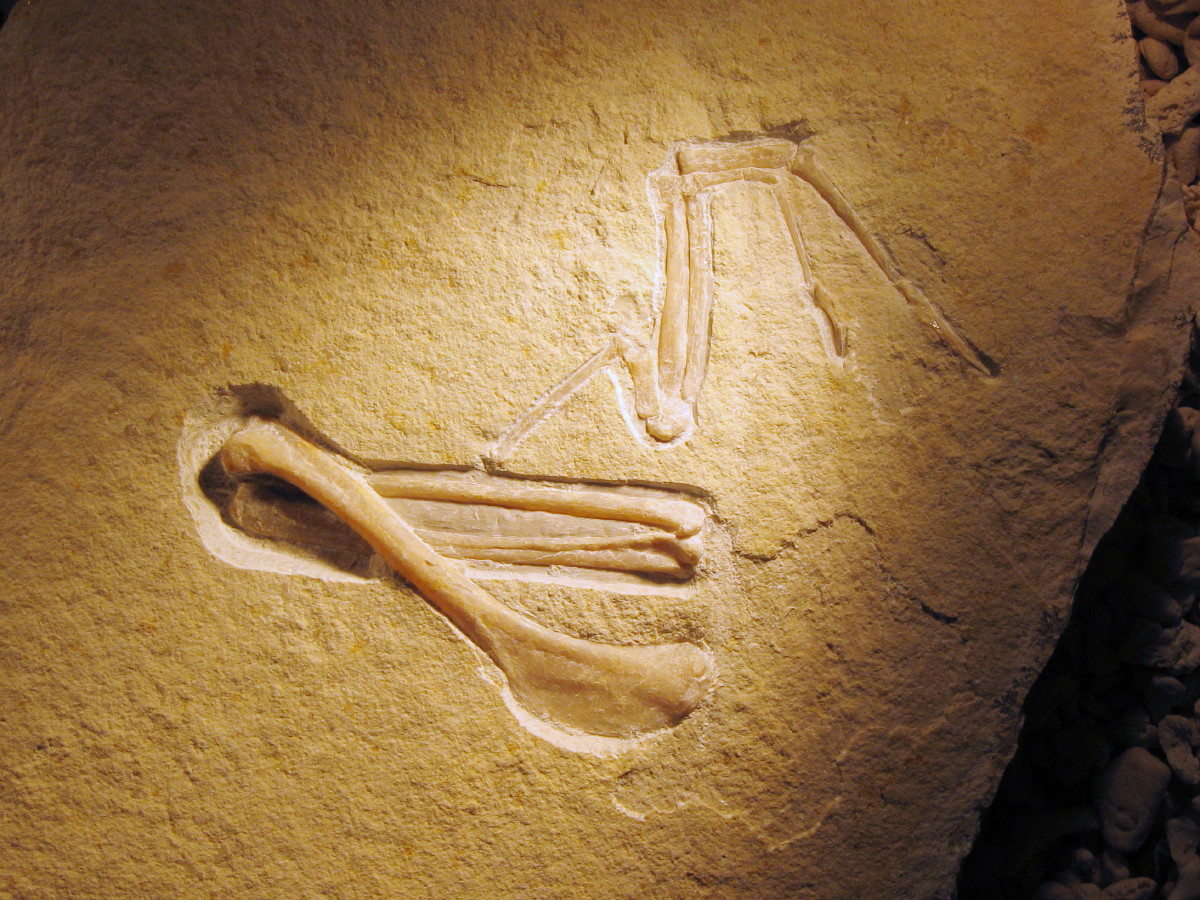
De hoofdplaat van de Chicken Wing

In het voorjaar van 2004 vond steenwerker Karl Schwegler in de groeve Alter Steinberg bij Solnhofen wat fossiele resten op een langwerpige plaat. Die toonde hij aan de directeur van het Bürgermeister-Müller-Museum, Martin Röper. Deze herkende ze als delen van een archaeopteryx. Hierop werden de eigenaren van de groeve ingelicht; dat waren de families Ottman en Steil. Zij gaven het fossiel in bruikleen aan het museum. Het werd op 9 juli 2004 onthuld. Omdat het museum al een archaeopteryxemplaar had dat als de 'Solnhofen' bekendstond, werd dit tweede specimen door het instituut formeel benoemd als het Exemplar der Familien Ottman & Steil, Solnhofen. Soms wordt het in de literatuur inderdaad met die titel aangeduid maar in de praktijk wordt er meestal gekozen voor een kortere Engelstalige bijnaam met een beschrijvend karakter: de Chicken Wing, de 'kippenvleugel'. Een ook wel gebruikt alternatief is het met de naam van het museum te benoemen. Het exemplaar werd door Röper gemeld in 2004 en door hem en Wellnhofer in 2005 beschreven.
Het fossiel bestaat uit een plaat en tegenplaat. Het toont een rechtervleugel. Het opperarmbeen is fraai zichtbaar; de onderarm ligt eronder. De hand bevindt zich op enige afstand. De structuur van het bot wijst op een nog niet volwassen exemplaar. Aan de hand zijn resten van veren zichtbaar.

### De "Thermopolis"

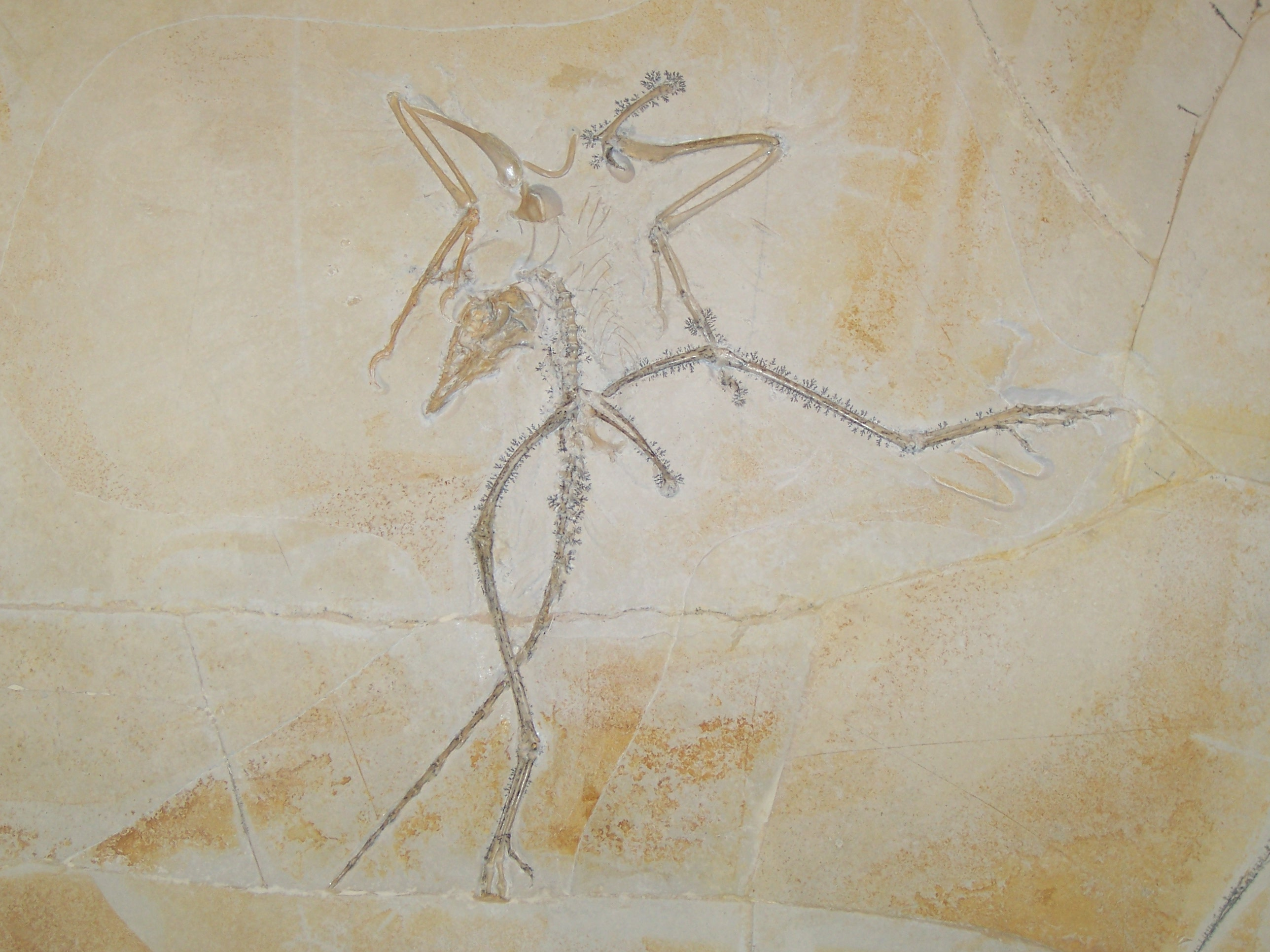
De "Thermopolis"

In de jaren zeventig overleed in Zwitserland een verzamelaar van fossielen. In zijn verzameling bevond zich een exemplaar van Archaeopteryx. Zijn weduwe bood eind 2001 dit specimen te koop aan bij het Senckenberg-Museum in Frankfurt dat de prijs, naar schatting van Wellnhofer ruim twee miljoen DM, echter niet kon opbrengen. Daarop richtte men zich tot Burkhard Pohl, de stichter van het commerciële Wyoming Dinosaur Center, die een anonieme geldschieter bereid vond de koop te financieren, mits de vondst uiteindelijk naar Amerika overgebracht zou worden, in welk continent zich nog geen enkel origineel bevond. Deze regeling werd op 2 december 2005 bekendgemaakt en het fossiel dat jaar kort beschreven door Gerald Mayr. Het fossiel werd daarna in Duitsland geprepareerd, in Frankfurt in 2006 en 2007 tentoongesteld en toen aan de verzameling van het WDC in Thermopolis toegevoegd waar het het inventarisnummer WDC-CGS-100 heeft. In 2007 volgde een uitgebreidere omschrijving. De vondstomstandigheden, het tijdstip en de wijze van uitvoer naar Zwitserland en de identiteit van de weduwe werden niet geopenbaard. Slechts werd aangegeven dat de vondst bij Solnhofen gedaan zou zijn; analyse van het gesteente wees echter op een oorsprong bij Eichstätt.
In de verzameling was alleen de hoofdplaat aanwezig. Deze toont een bijzonder compleet skelet waaraan slechts het puntje van de staart en de teenpunten van de rechtervoet ontbreken. Volgens Wellnhofer kan de esthetiek het echter niet halen bij die van de 'Berlijn'. De onderste helft van het lichaam wordt van onderen getoond met de benen wijd gespreid. Tijdens het ontbindingsproces is de bovenste helft volledig gedraaid zodat die van boven bezien wordt. De ellebogen staan uiteen en het sterk naar achteren gekromde hoofd zit onder de rechteroksel gestoken. Aan staart en vleugels zijn tamelijk vage veerresten zichtbaar.
De conservering van de botten is uitstekend; vooral de schedel toont vele details die vroeger volledig onbekend waren. Volgens de beschrijvers bleek het dier in vele kenmerken minder vogelachtig te zijn dan op grond van de eerdere exemplaren was aangenomen.

### Het elfde skelet

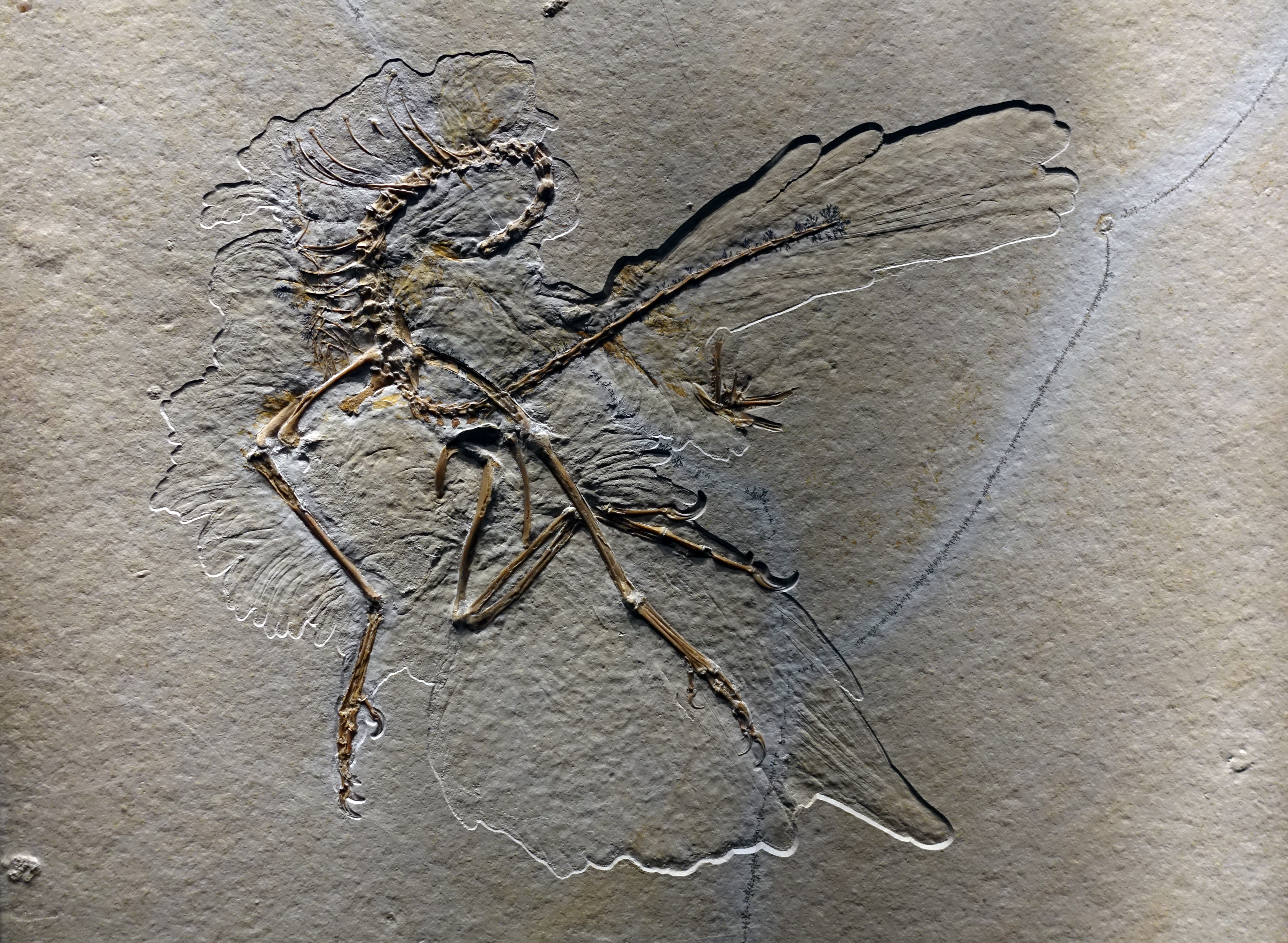
Het elfde skelet

Op 18 oktober 2011 werd een elfde skelet gemeld in de pers, ter gelegenheid van de honderdvijftigste verjaardag van de soortnaam. De vondstomstandigheden en de eigenaar bleven geheim; deze had het exemplaar wel zelf aangemeld als deutsches Kulturgut. Het specimen, vermoedelijk afkomstig uit het Altmühltal, is tamelijk volledig en in verband liggend maar mist grotendeels de schedel met uitzondering van de boven- en onderkaken. De steenplaat toont de achterpoten van het dier van onderen; het bovenlichaam is daar overheen gekromd en de voorste ledematen hebben losgelaten zodat de schoudergordel en een vleugel tussen de benen beland zijn. Zeer uitgebreide en uitstekend geconserveerde veerresten zijn zichtbaar die de kwaliteit van het Berlijnse exemplaar benaderen, waaronder lange kuitveren en voetveren. Het exemplaar is voor 1,6 miljoen euro verzekerd.

### Het twaalfde skelet
Op 17 februari 2014 werd een twaalfde skelet gemeld. Het is op 29 mei 2010 bij Schamhaupten gevonden door een anonieme amateurpaleontoloog uit Neurenberg die de eigenaren van de groeve, Franz en Rosi Gerstner, in eerste instantie niet van de vondst verwittigde. De groeve werd gebruikt als een attractie waarin toeristen zelf opgravingen mochten verrichten. Hij dacht dat het om een pterosauriër ging. Toen hij het zelf begon te prepareren, werd het hem echter duidelijk dat het een archaeopteryx betrof. In 2013 liet hij het registreren als deutsches Kulturgut maar gaf meteen aan het fossiel zelf te willen houden. Maart 2014 kocht hij de eigenaren van de steengroeve uit, die volgens het Beierse recht voor de helft eigenaren van de 'schatvondst' waren.

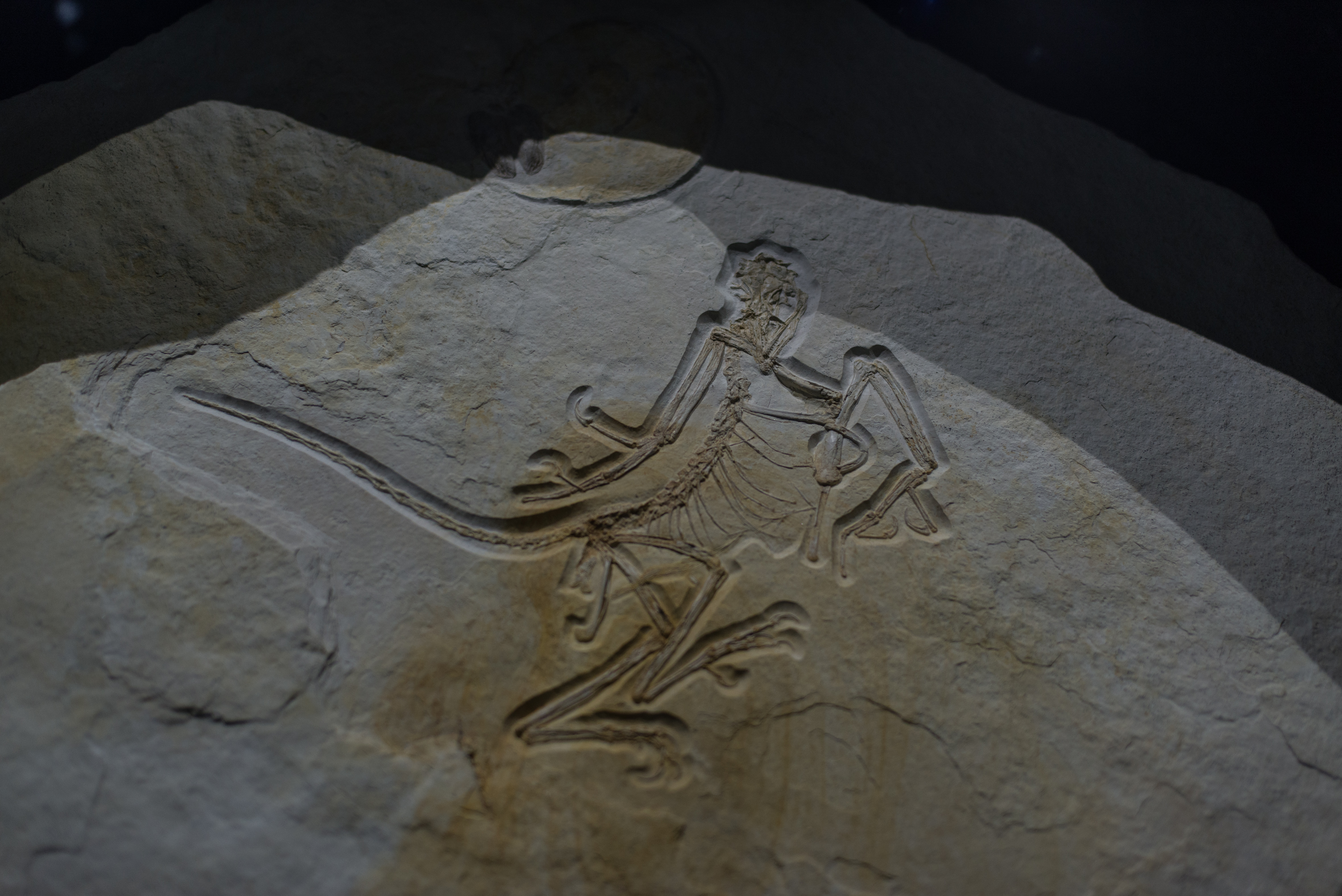
Het twaalfde skelet

Door bemiddeling van fossielenhandelaar Raimund Albersdörfer werden drie preparateurs ingeschakeld die het erg gefragmenteerde specimen tot één geheel samenvoegden en ontbrekende delen gedeeltelijk aanvulden. Het gaat om een vrij groot exemplaar bewaard op drie steenplaten. Het skelet met schedel is vrij volledig en ligt in verband. Als enige specimen toont het geen veren. Het exemplaar zou enkele honderdduizenden jaren ouder zijn dan de andere specimina en stammen uit de Paintenformatie. Op 25 augustus 2016 werd het voorlopig tentoongesteld in het nieuwe Dinosaurier-Freiluftmuseum Altmühltal te Denkendorf. Het fossiel werd formeel in bruikleen gegeven aan het BSP, waar Oliver Rauhut het bestudeerde die het in 2018 wetenschappelijk beschreef.

### Dertiende skelet
In 2018 werd een dertiende skelet gemeld. Het werd in november 2017 door Roland Pöschl gevonden in diens steengroeve in Mörnsheim. Het bestaat uit elementen van één vleugel die, niet in verband liggend, zich bij elkaar op een plaat bevinden. De groeve vertegenwoordigt een relatief jonge laag. De vleugel zou tien tot vijftien procent langer zijn dan het grootste eerder gevonden exemplaar. In 2019 werd dit benoemd als het aparte geslacht Alcmonavis.

### Veertiende skelet

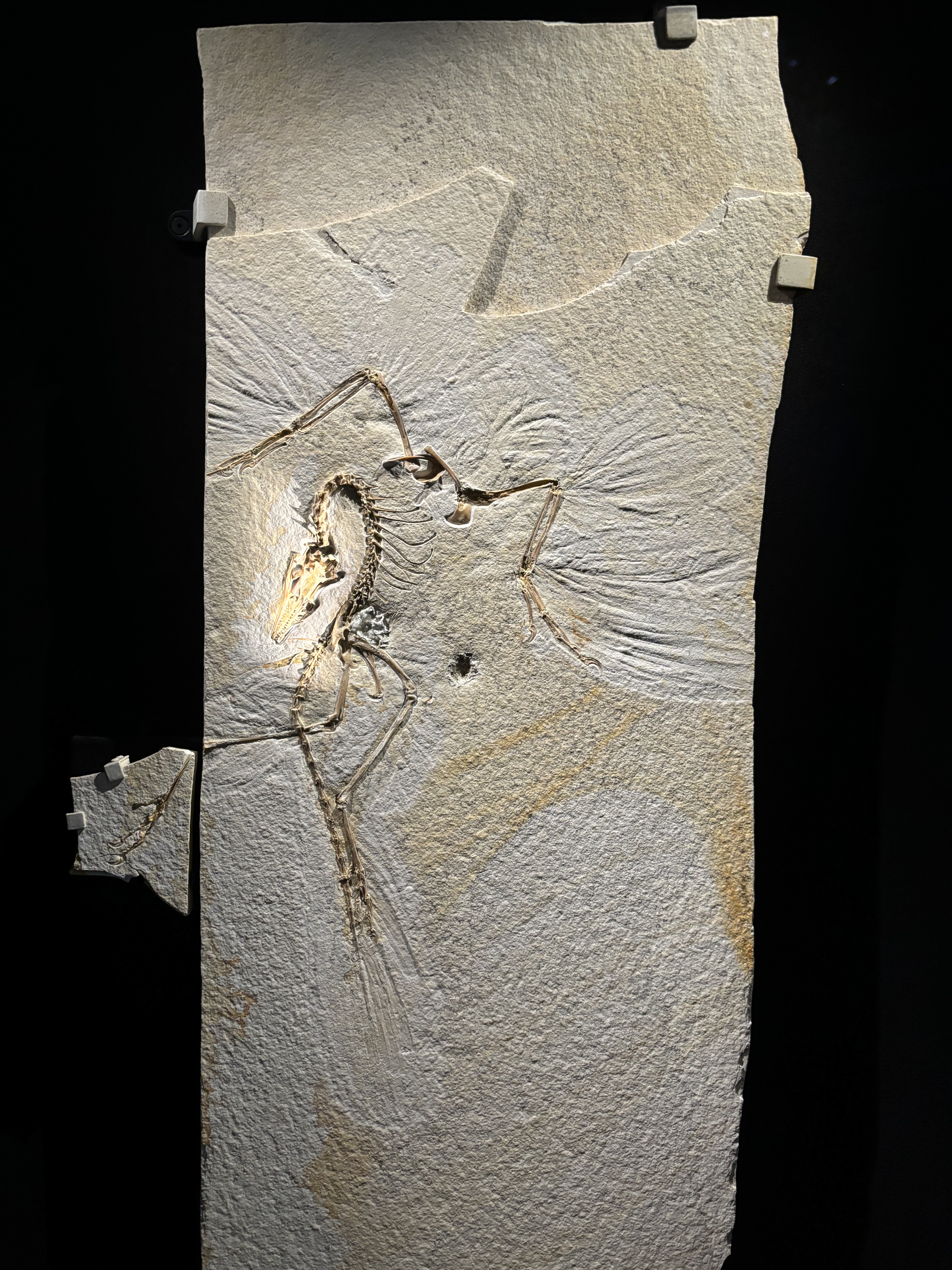
Het veertiende skelet

In 1990 verwierven Zwitserse verzamelaars een exemplaar uit Duitsland. In 2022 werd dit gekocht, met financiële steun door de Walter Family Foundation, door het Field Museum of Natural History te Chicago. Na twee jaar van preparering door Constance van Beek werd het in mei 2024 tentoongesteld. Aangekondigd werd dat het beschreven zou worden door Jingmai Kathleen O'Connor. Het exemplaar bestaat uit een vrijwel volledig skelet met schedel waaraan alleen de linkervoet ontbreekt. Het ligt grotendeels in anatomisch verband maar de schoudergordel en vleugels hebben losgelaten van de romp. Uitgebreide veerresten zijn bewaard gebleven.

### Vijftiende skelet: de "Karlsruhe"
Op 31 mei 2019 vond Jonathan J. W. Wallaard in de Fossilien-Besuchersteinbruch Mühlheim te Mörnsheim een vijftiende skelet. Het is geborgen op negen gebroken platen en omvat een rechtervleugel met rechterschoudergordel (specimen SMNK-PAL 10,000a), delen van de linkervleugel (SMNK-PAL 10,000b) en delen van beide achterpoten (SMNK-PAL 10,000c). Het maakt deel uit van de collectie van het Staatliches Museum für Naturkunde Karlsruhe en heeft als informele naam "de Karlsruhe". Het stamt uit de Mörnsheimformatie.

### De identiteit van de Oerveer en de taxonomische implicaties
De naam Archaeopteryx was door von Meyer oorspronkelijk bedoeld voor de Oerveer en dat specimen was dan ook het holotype van de soort Archaeopteryx lithographica. Het is echter allerminst zeker dat de veer werkelijk tot hetzelfde dier hoort als de skeletten: het is goed mogelijk dat er meerdere vogels rondvlogen in het leefgebied van de laatsten en verder waren ook verwante dinosauriërs bevederd. In 1994 concludeerde John Speakman en in 1996 Peter Griffiths dat de Oerveer andere proporties heeft dan de veren van de andere specimina. De taxonomische consequenties van deze onzekerheid waren aanzienlijk. Zelfs als de identiteit dubieus was, zou Archaeopteryx een onnutte nomen dubium worden en wat betreft de skeletten in beginsel vervangen hebben moeten worden door de volgende naam aan het Londense exemplaar toegekend: Wagners Griphosaurus.

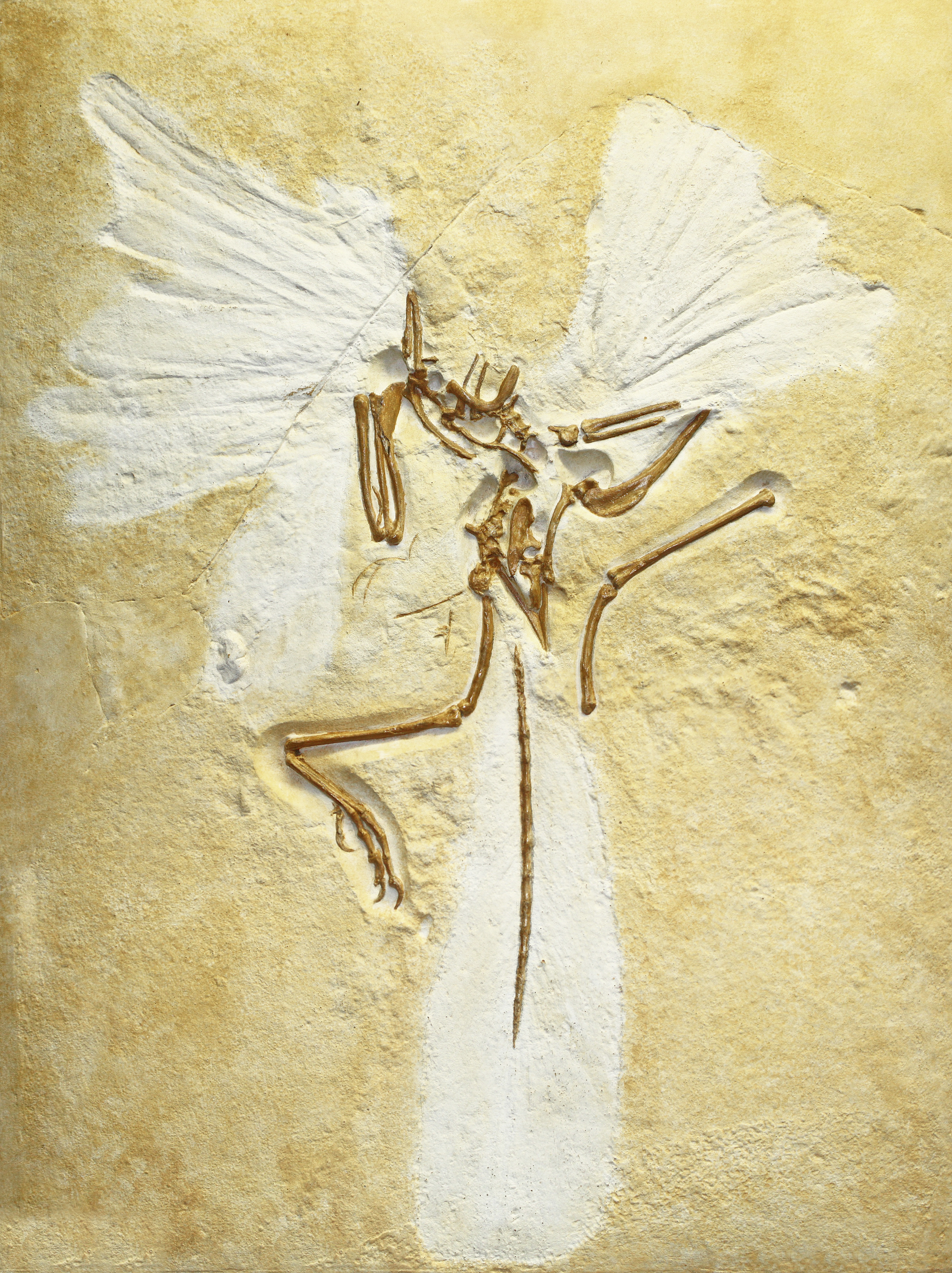
Het Londense exemplaar het typespecimen maken, zou veel taxonomische problemen oplossen en is daarom op 3 oktober 2011 geschied

Op zich geniet de naam Archaeopteryx echter een speciale bescherming. In 1956 verzocht William Elgin Swinton de ICZN om Archaeopteryx als te bewaren nomen conservandum op de lijst van officiële genera te plaatsen en Griphosaurus en Griphornis te onderdrukken. In 1961 besloot de commissie overeenkomstig het verzoek. Ook de soortaanduiding lithografica is op de lijst geplaatst; toen Ostrom in 1971 verzocht deze prioriteit te geven boven crassipes, nadat hij ontdekt had dat dit de oudere naam was, was dat daarom in feite overbodig hoewel de commissie in 1977 toch aan het verzoek gehoor gaf.
De beslissing uit 1961 had echter voornamelijk een symbolische betekenis. De commissie volgde namelijk Swintons — eigenlijk De Beers — lezing van Von Meyers publicaties dat deze het Londense exemplaar als holotype had aangeduid; dit kon op zich dan niet nog eens expliciet door de ICZN worden vastgelegd en zou ook zonder besluit daartoe Griphosaurus en Griphornis als jongere synoniemen ongeldig hebben gemaakt. Men wilde een definitief antwoord geven op de vraag wat het type was maar maakte zich dat onmogelijk door de 'Londen' als oorspronkelijk holotype te zien: de juistheid van die interpretatie bleef dan in beginsel betwistbaar en het tegendeel kon ook na 1961 legitiem worden verdedigd. Dat Archaeopteryx een nomen conservandum is, laat immers in het midden of die naam op alleen de veer of ook op de skeletten betrekking heeft. Inderdaad zouden de opvattingen zich daarna weer wijzigen; in de tegenwoordig gangbare interpretatie dat de veer het oorspronkelijke type is, zouden de skeletten gezien de beslissing van 1961 dus weliswaar geen Griphosaurus of Griphornis hebben mogen heten maar ook geen Archaeopteryx: ze zouden dan een naam hebben gemist, tenzij de latere geslachtsnaam Archaeornis niet alleen voor het Berlijnse exemplaar maar ook voor het geheel gebruikt zou zijn. Daar komt nog bij dat von Meyers beschrijving van het Londense exemplaar zo summier is dat de naam op dat moment een onbeschreven nomen nudum was waarvan de consequenties ook vastgesteld dienden te worden. Er dreigde dus grote taxonomische instabiliteit. Aan de andere kant bood de situatie dat de gebruikelijke toepassing van de naam niet met het type overeenkwam de kans dat type te veranderen want daartoe heeft de ICZN nu juist wel de bevoegdheid. Daarom verzochten Paul Bühler en Walter Bock in 2001 de commissie om het Londense exemplaar als vervangend neotype vast te stellen in plaats van de Oerveer opdat aan de 'Londen' definitief en eenduidig de naam Archaeopteryx verbonden werd. Op 3 oktober 2011 besliste de commissie overeenkomstig het verzoek.

### De vraag naar de geldigheid van soorten en geslachten
Zelfs nu Griphosaurus en Griphornis officieel ongeldig zijn, blijven er andere geslachten die op basis van het materiaal van Archaeopteryx zijn benoemd. Ook als men daarin slechts één geslacht wil erkennen, Archaeopteryx zelf, is het de vraag of dat weer in meerdere soorten onderscheiden moet worden.
Archaeornis is alleen door Petronievics zelf aanvaardt. Howgates Jurapteryx is in 1987 ondersteund door Burkhard Stephan maar heeft verder geen navolging gekregen. Wellnhoferia is nog het meest algemeen aanvaard. Ironisch genoeg wordt het door Wellnhofer zelf gezien als slechts een uitzonderlijk groot exemplaar van A. lithographica.
De meest radicale positie wat de soorten betreft, is die van Phillip Senter die in 2003 op morfometrische gronden stelde dat alle exemplaren slechts groeistadia waren van één soort: A. lithographica, iets wat in 1990 voor de toen bekende exemplaren reeds gesteld was door Marylin Houck. Wellnhofer erkent een extra soort: A. bavarica. Elzanowski erkent naast de typesoort nog Wellnhoferia, A. siemensii en A. bavarica; de andere exemplaren wijst hij niet aan een bepaalde soort toe. Mayr meent dat de 'Thermopolis' tot A. siemensii behoort. Het verschil tussen de soorten is gering en grotendeels verklaarbaar uit rijping, sekseonderscheid of individuele variatie. A. bavarica heeft duidelijk andere proporties maar niet zeer extreem. De 'Londen' en de 'Solnhofen' hebben vier in plaats van vijf kootjes aan de vierde teen. Het aantal tanden en staartwervels is variabel maar dat is bij theropoden een normaal rijpingsverschijnsel.
De status van Ostromia is nog ongewis. Zijn naamgever Oliver Rauhut wijst erop dat de exemplaren een tijdsduur vertegenwoordigen van wellicht een miljoen jaar. Daarbij tonen ze een zekere variatie, vooral in tandvorm en tandplaatsing. Die verschillen kunnen een gevolg zijn van seksuele dimorfie, individuele variatie en ontogenetische variatie — in rijping — welke alle bij elkaar intraspecifieke variatie vertegenwoordigen; of van interspecifieke variatie, dus tussen verschillende soorten. De archipel die het leefgebied vormde kan van het oosten uit gekoloniseerd zijn door de voorouder van Archaeopteryx waarna zich op de eilandjes verschillende soorten ontwikkelden, een species flock, geholpen door een relatieve isolatie die bevorderd werd door het slechte vermogen tot vliegen. Zelfs als in wezen één enkele populatie gehandhaafd bleef kan die binnen een miljoen jaar flink veranderd zijn in een proces van anagenese.

### Namenlijst
Het proces van naamgeving kan worden samengevat in de volgende namenlijst:
- Pterodactylus crassipes Meyer 1857 [onderdrukt voor A. lithographica 1977 per ICZN Opinio 1070]
- Rhamphorhynchus crassipes Meyer 1857 (als subgenus Pterodactylus (Rhamphorhynchus) crassipes) [onderdrukt voor A. lithographica 1977 per ICZN Opinio 1070]
- Archaeopteryx lithographica Meyer 1861 [nomen conservandum]
- Scaphognathus crassipes (Meyer 1857) Wagner 1861 [onderdrukt voor A. lithographica 1977 per ICZN Opinio 1070]
- Griphosaurus Wagner 1862 [nomen rejectum 1961 per ICZN Opinio 607]
- Griphosaurus problematicus Woodward 1862 [nomen rejectum 1961 per ICZN Opinio 607]
- Griphornis longicaudatus Woodward 1862 [nomen rejectum 1961 per ICZN Opinio 607]
- Archaeopteryx macrura Owen 1862 [nomen rejectum 1961 per ICZN Opinio 607]
- Archeopteryx macrurus Owen 1863 [foute emendering]
- Archaeopteryx siemensii Dames 1897
- Archaeornis siemensii (Dames 1897) Petronievics 1921 vide Petronievics 1917
- Archaeopteryx oweni Petronievics 1917 [nomen rejectum 1961 per ICZN Opinio 607]
- Archaeopteryx recurva Howgate 1984
- Jurapteryx recurva (Howgate 1984) Howgate 1985
- Archaeopteryx bavarica Wellnhofer 1993
- Wellnhoferia grandis Elżanowski 2001

### De vervalsingslegende
Al in 1863 meende professor Christoph Gottfried Giebel dat het Londense exemplaar een vervalsing was: Häberlein zou het skelet van een pterosauriër het aanzien van een oervogel gegeven hebben door de lithografische steen van een lithografische opdruk met veren te voorzien. Het lukte Witte echter al snel dit verhaal te ontkrachten; Giebel had het stuk ook niet zelf geïnspecteerd. De vervalsingslegende zou in moderne tijden door Fred Hoyle nieuw leven ingeblazen worden. Deze astronoom hing namelijk een steady state-theorie van de kosmos aan, die dus niet begonnen zou zijn met een Big Bang maar altijd al bestaan had. Ook het leven zou er altijd al geweest zijn en zich door middel van panspermie door de wereldruimte verbreiden waarbij virussen de genetische informatie overbrachten. Geleidelijke evolutie paste niet heel goed binnen dit model en daarom wilde Hoyle de conventionele evolutietheorie weerleggen door het meest aansprekende voorbeeld ervan als bedrog te ontmaskeren. Na bestudering van uitvergrote foto's van de exemplaren was hij in 1985 tot de overtuiging gekomen dat Häberlein een fossiel van Compsognathus in waarde had doen toenemen door met een kalkpapje en kippenveren er pluimen op te drukken. Deze openbaring wekte grote sensatie bij de wereldpers. Paleontologen namen de suggestie niet serieus maar waren nu verplicht de hypothese in detail te weerleggen. Een fatale zwakte ervan was dat het skelet van Archaeopteryx ondanks de duidelijke gelijkenis toch op talloze punten van dat van de veel grotere Compsognathus verschilt. Ook had Hoyle zich op een dwaalspoor laten brengen door de aanname dat de veerresten als echte afdrukken bewaard waren gebleven terwijl het in feite opvullingen waren. Al snel verloor de journalistiek haar belangstelling maar de affaire wordt nog wel door creationisten aangevoerd om te bewijzen dat evolutie niet bestaat.

## Beschrijving

### Algemene bouw en grootte

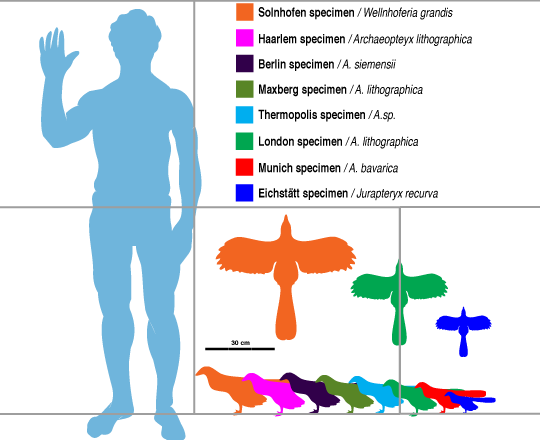
De verschillende exemplaren in volgorde van grootte achter elkaar opgesteld

Archaeopteryx is een vrij kleine soort. Zelfs het grootste bekende exemplaar, het Solnhofener, is volgens een schatting van Gregory S. Paul uit 2010 niet langer dan een halve meter met een gewicht van een halve kilo. De 'Solnhofen' is daarbij uitzonderlijk groot. De gemiddelde exemplaren wogen niet meer dan een paar honderd gram. Het kleinste, de 'Eichstätt', was vermoedelijk een jong dier, maar zo'n vijfentwintig centimeter lang en zestig à zeventig gram zwaar. Vaak wordt de grootte van Archaeopteryx vergeleken met die van een ekster omdat ook die vogel een lange staart heeft maar de vergelijking kan misleidend zijn vanwege de geheel andere bouw. De omvang wordt daarnaast wel aangegeven als die van de raaf welke eveneens een halve meter lang is; die heeft echter een veel kortere staart en is dus relatief een stuk zwaarder voor zijn lengte.
Archaeopteryx werd in de negentiende eeuw gezien als een echte tussenvorm, een perfecte mengeling van kenmerken van vogels en reptielen. Daarbij ging men uit van nu bestaande dieren. Tussen hun nauwste nog levende verwanten de krokodillen en de huidige vogels gaapt een brede kloof; in dat hiaat staat Archaeopteryx nog eerder aan de vogel- dan aan de reptielenkant. Het beeld verandert echter grondig als we Archaeopteryx in zijn evolutionaire context plaatsen en ook uitgestorven dieren in aanmerking nemen. Twee jaar voor Archaeopteryx werd de kleine vleesetende dinosauriër Compsognathus ontdekt. Archaeopteryx staat in bouw veel dichter bij Compsognathus dan bij moderne vogels. In de loop van de twintigste eeuw werd een groot aantal uitgestorven theropoden gevonden die nog nauwer aan Archaeopteryx verwant zijn en deze ook veel dichter in morfologie benaderen. Eigenschappen die eerst als typische vogelkenmerken beschouwd werden, bleken zo achteraf ook bij de ruimere verwanten onder de dinosauriërs al aanwezig. Daaronder vallen zo wezenlijke hoedanigheden als het bezit van ware penveren en de aanwezigheid van armen die lang genoeg zijn om met die pennen ware vleugels te vormen.

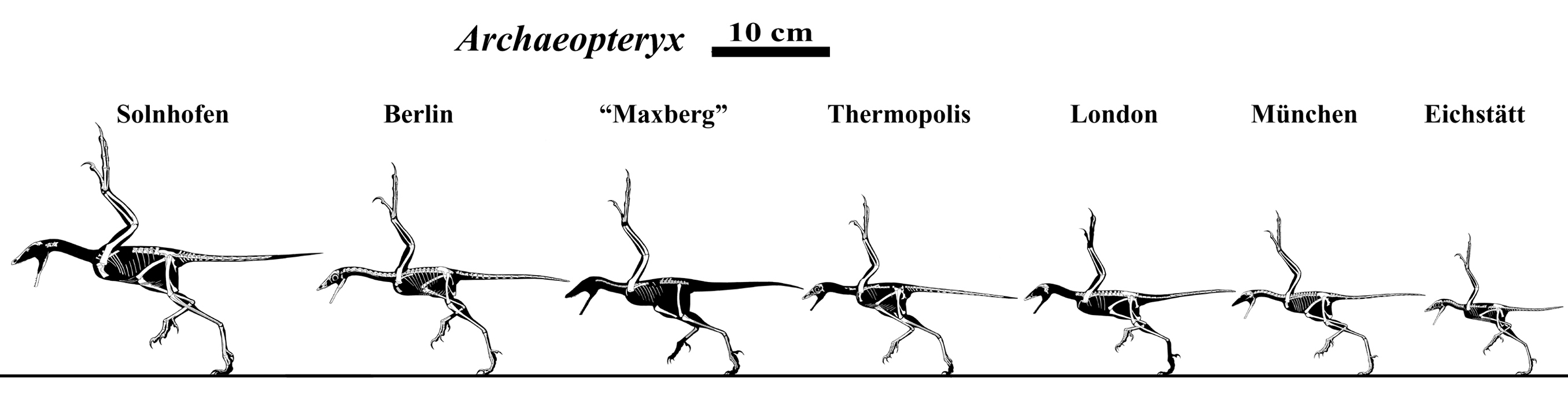
Skeletreconstructies in volgorde van grootte

Door onze toegenomen kennis is er nog maar een klein aantal unieke eigenschappen van Archaeopteryx overgebleven die hij deelt met de vogels als geheel, de zogenaamde synapomorfieën van die groep. Een mogelijke synapomorfie is de verkorte staart.
Dat het aantal kenmerken waarin Archaeopteryx zich van meer basale theropoden onderscheidt gering is, betekent dat hij in wezen de algemene bouw van een theropode heeft. Hij bezit een stijve horizontale romp, verlengd door een horizontale staart en voortbewogen door twee lange achterpoten terwijl de voorpoten bij het lopen van de grond gehouden worden. De nek, lang, S-vormig en flexibel, ondersteunt een langwerpig hoofd met snijdende tanden. Het warmbloedig lichaam wordt geïsoleerd door een lichaamsbedekking. Als lid van de theropode groep der Maniraptora heeft Archaeopteryx daarnaast lange armen, een zeer hoge stofwisseling en een echt verenkleed. Als lid van de engere Avialae heeft hij een vrij korte staart en een spitse kop; het skelet is lichtgebouwd.
De vraag of Archaeopteryx meer van een huidige vogel of reptiel weg had, kan uit het oog doen verliezen dat het dier allereerst een eigen soort was, aan geen enkele andere soort gelijk. Naast kenmerken van de ruimere theropoden en typische vogelkenmerken bezit Archaeopteryx dus ook eigenschappen of een combinatie van eigenschappen die uniek zijn voor hemzelf alleen, zijn zogenaamde autapomorfieën. Een klein aantal van zulke unieke afgeleide eigenschappen is voor Archaeopteryx voorgesteld. De voorste tanden hebben in zijaanzicht een eigenaardig profiel: ze zijn licht ingesnoerd aan de basis en lopen bol uit naar boven toe, meteen zeer sterk naar achteren krommend zodat de spits van de kroon boven de achterrand ligt. Er staan acht of negen tanden in het bovenkaaksbeen. Er bevindt zich een scherpe inkeping tussen de achterste en de opgaande tak van het jukbeen. In de hersenpan wordt de opening voor de nervus trigeminus, de vijfde hersenzenuw, van achteren begrensd door een halfcirkelvormige inzinking. De onderkaak heeft geen buitenste zijvenster. De achterrand van het zitbeen heeft in het midden een uitsteeksel. De wervelkolom telt negen halswervels en veertien ruggenwervels in plaats van tien halswervels en dertien ruggenwervels.

### Skelet
Het skelet van Archaeopteryx is door het redelijke aantal vondsten relatief compleet bekend; een groot probleem is echter dat de platen compressiefossielen zijn, in de loop van 150 miljoen jaar vervormd geraakt door de druk van de bovenliggende aardlagen. Daarbij zijn de specimina zo waardevol dat er niet één volledig uit het omvattende gesteente is losgemaakt. Opgestelde skeletten zijn niet eens afgietsels maar nabootsingen met een hoog speculatief gehalte wat betreft de precieze vorm van de beenderen en de hele houding van het skelet.

#### Schedel en onderkaken

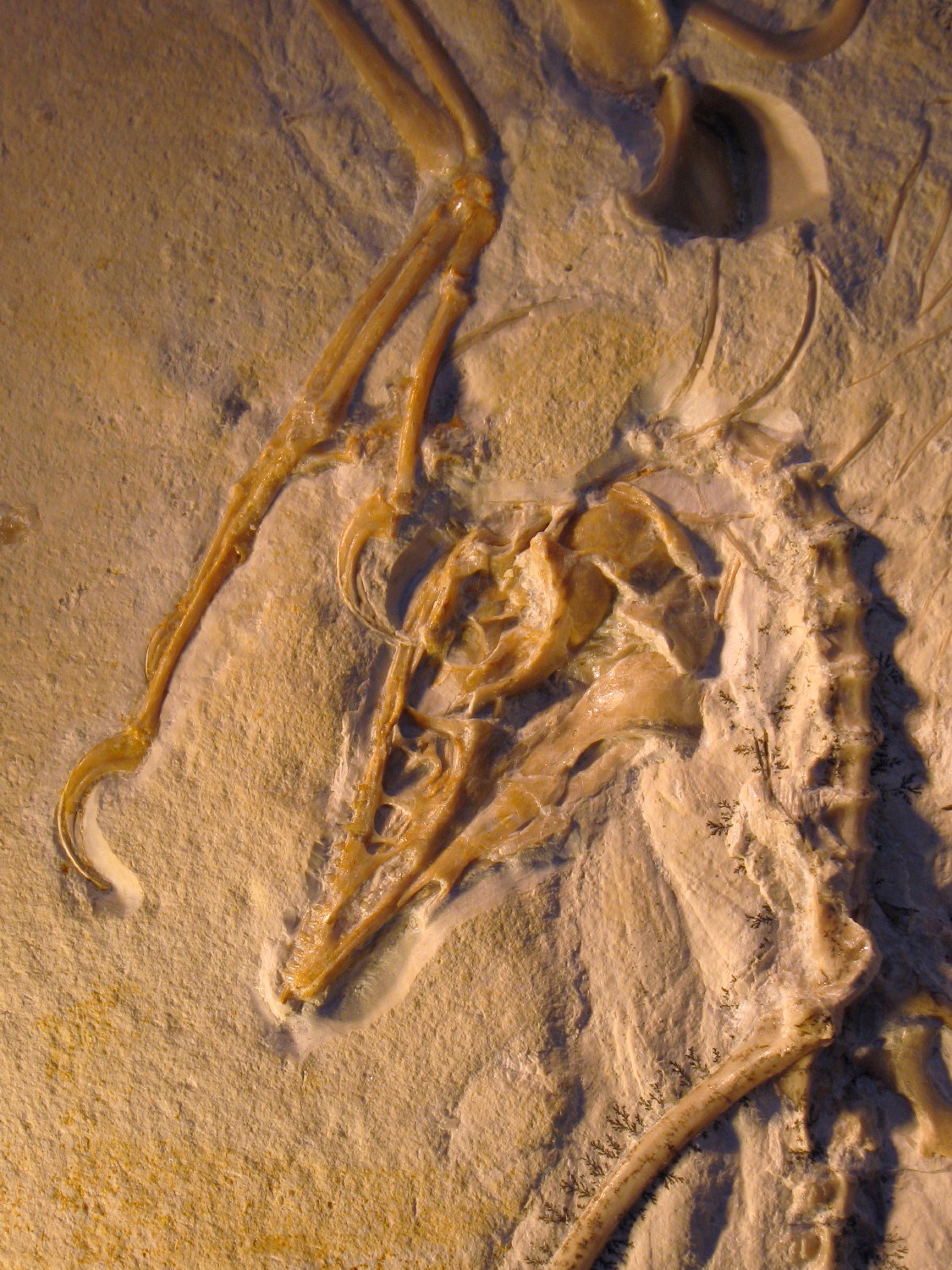
De schedel van de "Thermopolis"

Het restaureren van de kop is zeer moeilijk gebleken: alle exemplaren zijn in min of meerdere mate onvolledig en samengedrukt. De 'Eichstätt' en de 'Thermopolis' zijn het meest informatief op dit punt; het cranium van het Berlijnse exemplaar lijkt gaaf maar is in feite sterk beschadigd.
De schedel is vrij klein en lichtgebouwd; bij de middelgrote exemplaren ongeveer vijf centimeter lang, bij de 'Solnhofen' naar schatting zesenhalve centimeter, bij de Eichstätt negenendertig millimeter. De kop maakt al een heel vogelachtige indruk, door de erg spitse snuit met een licht hol bovenprofiel. Anders dan bij de huidige vogels waar de snuit of bovensnavel vooral uit de praemaxilla bestaat, is bij Archaeopteryx de maxilla nog vrij groot en naar voren uitstekend en wordt de snuitbasis grotendeels gevuld door een forse driehoekige schedelopening, de fenestra antorbitalis, en de uitholling daaromheen. De uitholling wordt vooraan doorboord door een fenestra promaxillaris en een vrij grote fenestra maxillaris. De praemaxilla is ook bovenaan kort en wordt door een grote langwerpige neusopening gescheiden van een lang neusbeen. Beide neusbeenderen samen vormen een platte bovenkant van de snuit die dus niet in dwarsdoorsnede afgerond is. Een verticaal traanbeen, dat bovenaan wellicht een klein hoorntje heeft, scheidt de grote schedelopening van een grote ronde oogkas waarin het oog door een cirkel van elf tot twaalf beenplaatjes, de sclerale ring, ondersteund wordt. Het twaalfde exemplaar toont boven het traanbeen een klein prefrontale. De achterkant van de oogkas wordt gevormd door een klein driestralig os postorbitale dat Y-vormig is in plaats van T-vormig. Het is een twistpunt of de onderste in een punt uitlopende tak hiervan nog de opgaande tak van het zeer dunne jukbeen raakt; dit is bij geen enkel exemplaar goed vaststelbaar. De meeste onderzoekers denken van niet en dan zou de oogkas, net als bij bijna alle latere vogels, vervloeien met het, overigens opvallend smalle, onderste slaapvenster en is dit wellicht een synapomorfie van de vogels, hoewel de oogkas gesloten is bij Confuciusornis. Oliver Rauhut wees er in 2014 op dat de tak van het jukbeen bij de 'Thermopolis' een echt contactfacet heeft, wat zou duiden op een gesloten oogkas. Dit zou bevestigd worden door het twaalfde exemplaar. Het bovenste slaapvenster is zeer smal en naar de zijkant gedrongen door een gewelfd wandbeen aan de achterkant van de schedel. De wandbeenderen vormen een bollend schedeldak samen met de voorhoofdsbeenderen, die iets ingesnoerd worden door de oogkassen. De bolling duidt op een grote hersenpan. De precieze bouw van het oor is sterk omstreden; volgens sommige onderzoekers hebben de drie recessus tympanici, kleine openingen bij het oor, de typische vorm als bij vogels. Anderen betwisten dat; daarbij is hetzelfde kenmerk vastgesteld bij de oviraptoride Conchoraptor. Volgens een onderzoek van het binnenoor had Archaeopteryx een hoorbereik tussen de 600 en 3400 hertz met een optimum rond 2000 hertz; het oor was vergeleken met moderne vogels gespecialiseerd in het horen van wat lagere geluiden.

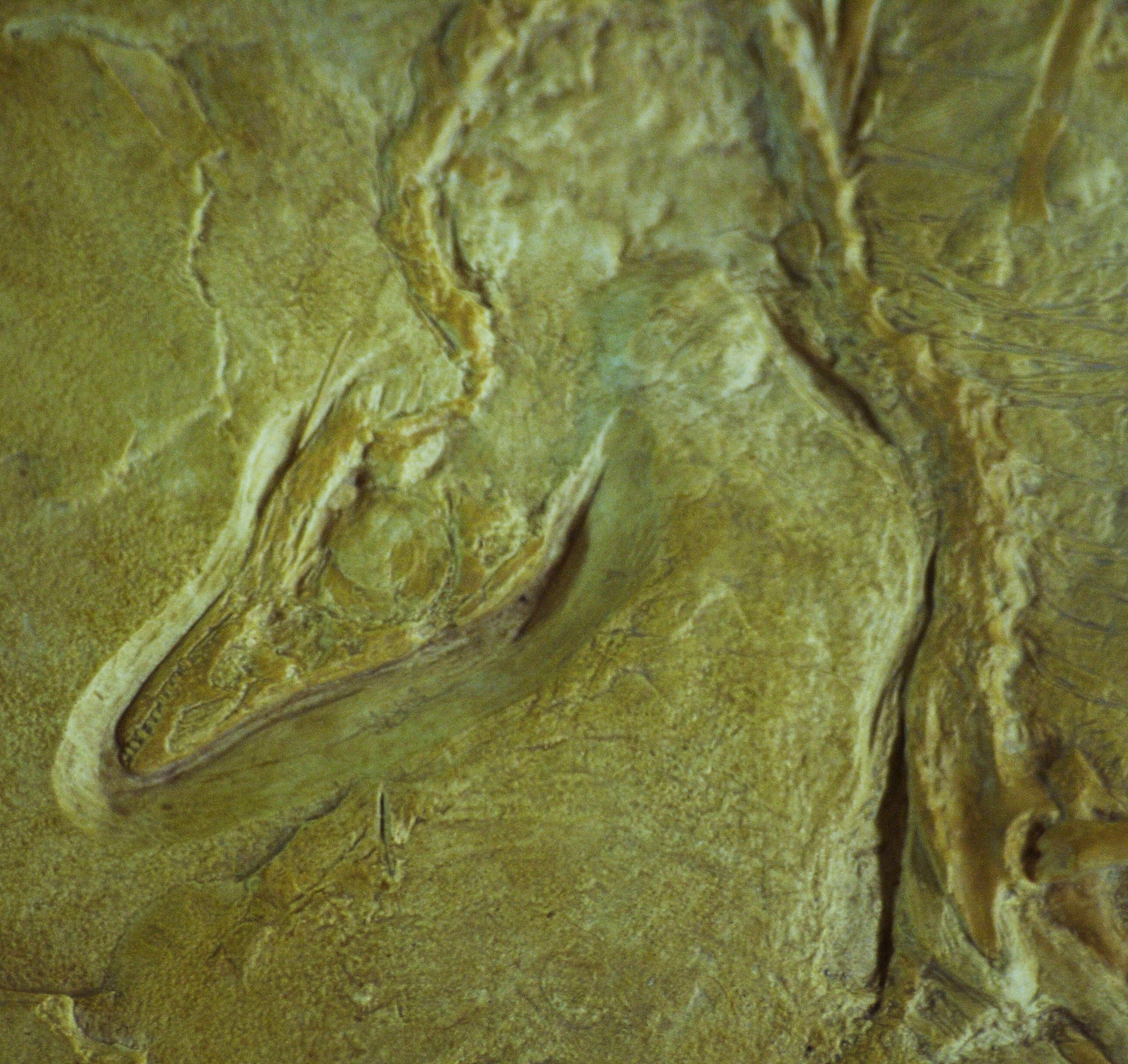
De schedel van het Berlijnse exemplaar toont maar weinig detail

Het squamosum heeft een taps toelopende achterste tak. Het quadratum aan de achterzijde van de schedel is zoals bij de meeste Archosauria beweeglijk verbonden met het bovenliggende squamosum. Vaak wordt aangenomen dat dit de schedel kinetisch maakt: de hele onderkant zou dan naar voren kunnen scharnieren waardoor de snuit opgetild wordt ten opzichte van de achterkant van de schedel: bovenaan zouden de neusbeenderen dan iets over de voorkant van de voorhoofdsbeenderen schuiven. Zo'n mechanisme, de zogenaamde prokinesis, bestaat ook bij de huidige vogels. Of het werkelijk aanwezig is, hangt mede af van de vraag of de oogkas gesloten was, wat deze beweging zou bemoeilijken. Een verdere factor is de ruimte die de kop van het quadratum heeft: volgens Rauhut is de verbinding erg smal. Overigens zijn de achterste schedelbeenderen nogal in grootte gereduceerd, zij het niet naadloos vergroeid. Vooral het quadratojugale is erg klein. De condylus occipitalis op het achterhoofd, de verbinding met de nek, is naar achteren gericht, niet naar beneden, zodat de kop in het verlengde van de hals staat. Een twistpunt is of het verhemeltebeen driestralig is als bij de vogels of vierstralig met een tak naar het pterygoïde. Verschillende exemplaren tonen een min of meer ontwikkelde achterste tak.
De onderkaken zijn vrij vlak en vooraan niet vergroeid. In de onderzijde van het os spleniale bevindt zich een opening voor de nervus myliohyloideus, welk foramen horizontaal langwerpig is en van onderen afgesloten, net als bij de Troodontidae. Volgens een onderzoek met ultravioletfoto's van Tischlinger ontbreekt een extern fenestra mandibularis, een opening in de buitenste zijkant van de onderkaak. Dit zou een synapomorfie van de vogels kunnen zijn omdat veel basale vogels het kenmerk ook missen maar veel moderne vogels hebben wel een opening alsmede opnieuw Confuciusornis. De onderkaak is bij sluiting vooraan ongeveer twee millimeter korter dan de snuit zodat per helft de twee voorste tanden daarvan vrij hangen. Bij de meeste exemplaren ontbreekt een apart coronoïde bot op de achterkant maar dit bij het twaalfde specimen wél zichtbaar. Het retroarticulair uitsteeksel, het hefboompje waarmee de onderkaak geopend werd, is relatief kort en steekt iets schuin naar beneden.
In de praemaxilla staan vier tanden, in de maxilla acht tot negen. De onderkaak draagt elf tot twaalf tanden voor een maximaal totaal van vijftig. Het twaalfde exemplaar heeft echter dertien tanden in de onderkaak. Tussen de achterzijden van de tanden bevinden zich ondersteunende kleine driehoekige interdentaalplaten, zoals bij de meeste theropoden. De tanden hebben de typische theropode vorm: ze zijn naar achteren gebogen en afgeplat. Wel zijn ze erg klein, die in de onderkaak wat korter dan de tanden van de bovenkaak. De tanden hebben een snijrand maar missen kartelingen. Ze zijn zo sterk naar achteren gebogen dat de voorrand een bolling aan de bovenkant van de tand vormt. De tanden zijn bij de meeste exemplaren opvallend ver uit elkaar geplaatst, met tussenruimten die wel twee tandbreedten wijd zijn. Bij sommige exemplaren hellen de tanden wat naar voren.

#### Postcrania

##### Wervelkolom

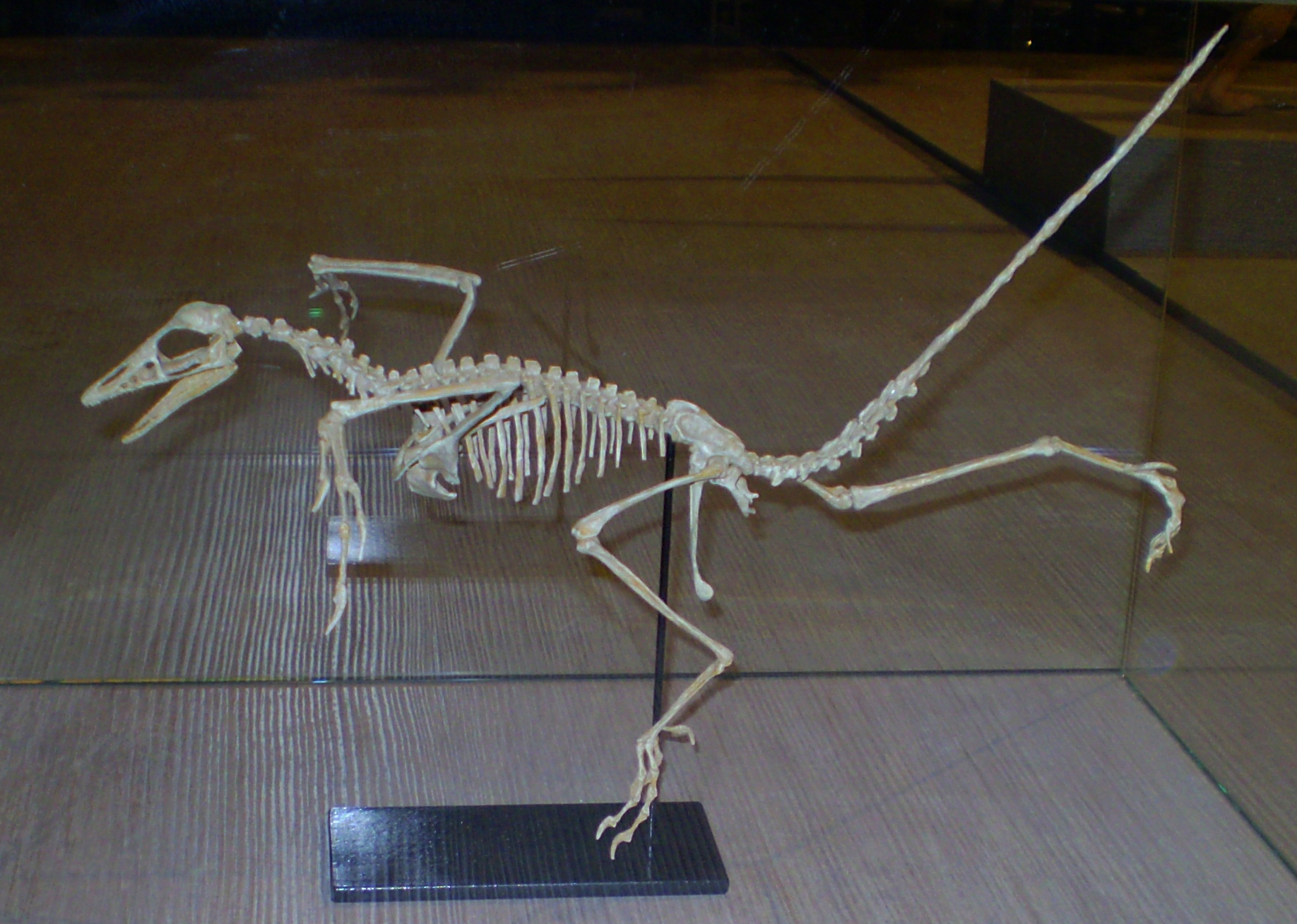
Een reconstructie van het skelet. De hier getoonde extreme retractie van de rechterachterpoot was vermoedelijk onmogelijk

De wervelkolom telt negen halswervels, veertien ruggenwervels, vijf sacrale wervels en eenentwintig tot drieëntwintig staartwervels.
De halswervels zijn matig langgerekt waarbij de vijfde de langste is. De nek staat in een lichte S-vorm. De doornuitsteeksels zijn laag en lang. De halswervels zijn zijdelings uitgehold en voorzien van pneumatische foramina, gaten die toegang bieden aan uitlopers van de luchtzakken naar het sterk gepneumatiseerde binnenste. De nekribben hebben soms verbeende pezen. De halswervels gaan in vorm geleidelijk over in de ruggenwervels waarvan de twee voorste nog geen lange ribben hebben. De doornuitsteeksels van de ruggenwervels zijn hoger en breder en zijn iets naar achteren gericht. Hun wervellichamen zijn meestal gezien als amficoel, dus aan beide zijden hol, hoewel dat bij de meeste specimina lastig waarneembaar is. Bij het twaalfde exemplaar zijn echter enkele middelste wervels zichtbaar die opisthocoel zijn, dus met een bolle voorkant. De voorste ruggenwervels zijn gekield. Bij enkele ruggenwervels van sommige exemplaren zijn pneumatische foramina vastgesteld. Naar achteren nemen de wervels weer in lengte toe. De ribben hebben geen processus uncinati of ribuitsteeksels, een zeer basaal kenmerk dat tenzij het een autapomorfie is, lastig evolutionair te verklaren valt. Wellnhofer nam aan dat ze wel aanwezig waren maar wegens de jonge leeftijd van de exemplaren nog niet verbeend. De achterste veertiende ruggenwervel draagt geen rib meer. De rug is stijf maar niet zo sterk als bij moderne vogels. De doornuitsteeksels hebben een rechthoekig profiel en zijn iets lager dan lang. Het sacrum bestaat uit vijf vergroeide wervels die echter niet tot een echt synsacrum zijn versmolten en een supraneurale plaat missen.
Het aantal staartwervels is maar bij vier exemplaren vast te stellen: de exemplaren van Berlijn en München hebben eenentwintig wervels, de 'Eichstätt' tweeëntwintig en de 'Londen' drieëntwintig. Dat maakt de staart flink verkort vergeleken met het normale veertigtal bij de Theropoda. Moderne vogels hebben echter zelfs embryonaal maar negentien wervels en daarvan wordt het merendeel tijdens de groei snel in het synsacrum of het versmolten korte staartuiteinde, het pygostyle, opgenomen. Het is dus begrijpelijk dat de staartlengte van de Oervogel in het begin als een typisch 'reptielkenmerk' overkwam. De wervels van de staartbasis hebben brede zijuitsteeksels als aanhechting voor de staartspieren die aan de dijbenen verbonden waren. Ze zijn ook kort en flexibel zodat het hele orgaan kon worden gericht. Van de vijfde staartwervel af neemt de lengte snel toe terwijl de zijuitsteeksels en doornuitsteeksels afplatten tot ze vrijwel verdwenen zijn maar de voorste en achterste gewrichtsuitsteeksels en onderaan de chevrons juist verlengen, hoewel ze elkaar niet overlappen. Dit heeft tot effect dat de rest van de staart een stijve staaf wordt die als stabilisator kan worden gebruikt, hoewel de verstijving minder is dan bij veel Deinonychosauria. De overgang naar de middenstaart, waar de zijuitsteeksels ophouden, ligt tussen de achtste en negende wervel. Tussen de tiende en elfde wervel houden de doornuitsteeksels op. De elfde of twaalfde wervel is het langst. Vanaf de vijftiende verkorten de wervels geleidelijk.

##### Voorste ledematen

De hand van Archaeopteryx, rechts, lijkt veel op die van Deinonychus, links

In de schoudergordel is het schouderblad een licht gekromde, smalle en vrij vlakke plaat, die bijna parallel aan de ruggengraat loopt. Vooraan is het verbonden aan het ravenbeksbeen waarmee het samen een ondiep ovaal naar de zijkant en iets naar beneden gericht schoudergewricht vormt. Het voorprofiel van het ravenbeksbeen is hoekig door een uitsteeksel, vermoedelijk de voorloper van het acrocoracoïde van de huidige vogels. Op de voorkanten van beide ravenbeksbeenderen rust een gebogen enkelvoudig vorkbeen of furcula waarvan de bovenste punten uitsteeksels op de schouderbladen raken, de processus arcromiales. Tussen de ravenbeksbeenderen blijft onderaan een hiaat open dat bij het levende dier vermoedelijk opgevuld werd door een sternum van kraakbeen; een verbeend borstbeen is bij geen enkel exemplaar met zekerheid aangetroffen, hoewel het Berlijnse exemplaar wel wat mogelijke stukjes gefossiliseerd kraakbeen toont. Het is onduidelijk hoeveel sternale ribben er zijn, vermoedelijk vier tot zes. Hun breedte wijst erop dat een borstbeen van kraakbeen aanwezig was. Achter het sternum liggen acht rijen buikribben, iedere rij bestaande uit vier elementen, de middelste elementen even lang als de buitenste. De korf buikribben reikte niet verder naar voren dan de zevende borstrib, wat vrijwel uitsluit dat armspieren aan de voorkant ervan verbonden waren. Bij moderne vogels werkt een zeer hoog geplaatst acrocoracoïde als een katrol waarover via een opening tussen ravenbeksbeen, vorkbeen en schouderblad, het foramen triosseum, een pees geslagen is waarmee een borstspier de vleugel kan heffen. Volgens Ostrom bezit Archaeopteryx een voorfase van dit hefsysteem.

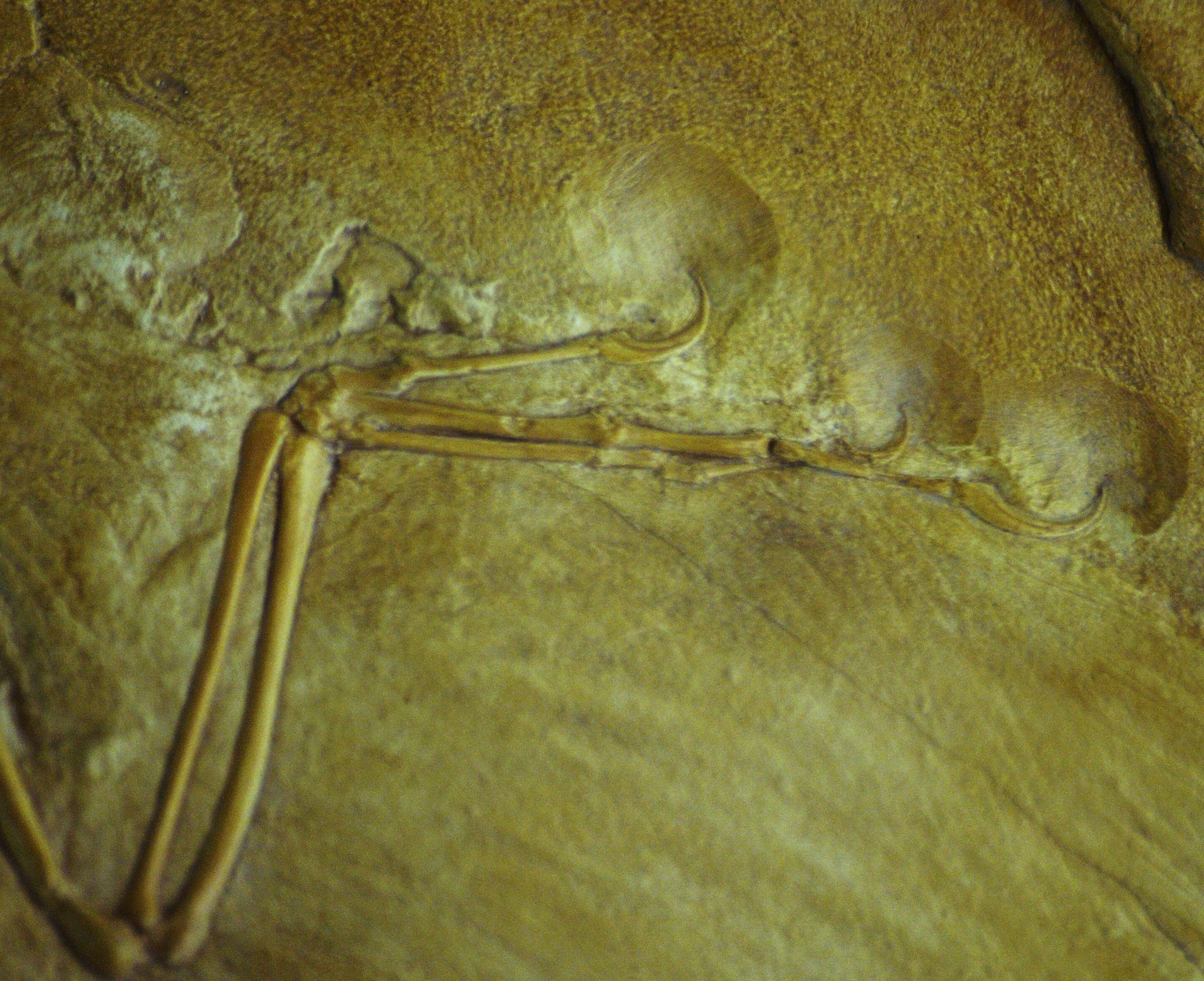
Bij veel exemplaren is de derde vinger onder de tweede gebogen, wellicht ter ondersteuning

De arm is zeer lang met ongeveer de lengte van de achterpoot; bij meer basale theropoden wordt dit alleen overtroffen door de aviaal Epidendrosaurus. De voorpoot kan daardoor als een vleugel functioneren. Het opperarmbeen is als geheel glad en slank gebouwd. Het aanhechtingsvlak voor de vliegspieren, de crista deltopectoralis, is echter groot met zo'n dertig procent van de schachtlengte. De onderzijde ervan is verbonden met de musculus pectoralis major die de belangrijkste voortstuwende neergaande vleugelslag bewerkstelligt, de bovenzijde met de heffende musculus deltoideus. De kam gaat bovenaan over in de brede kop van het bot, het caput humeri, dat van onderen bol is en via een ruwere opstaande rand overgaat in de holle bovenkant. Bij geen enkel exemplaar is pneumatisering vastgesteld. Anders dan bij de meeste moderne vogels is de onderarm korter dan de bovenarm, met ongeveer negentig procent van de lengte. De ellepijp is gebogen maar niet sterk. Hij toont geen aanhechtingspunten voor de slagpennen. Ellepijp en spaakbeen kunnen langs elkaar heen schuiven waardoor bij het intrekken van de arm automatisch de vleugel ingevouwen wordt. Daartoe draagt ook de bouw van de pols bij: de eerste en tweede carpalia zijn samengegroeid tot een halvemaanvormig handwortelbeentje waardoor de hand beter ingeklapt kan worden. De drie middenhandsbeenderen zijn niet met elkaar of de handwortelbeenderen vergroeid. Het eerste is kort en robuust en draait iets naar buiten. De tweede en derde zijn langer; het tweede wat groter dan het derde. De formule van de vingerkootjes is 2-3-4. De tweede vinger is het langst met ongeveer negentig procent van de lengte van de onderarm. Anders dan bij moderne vogels draagt dus een langere hand aan de nodige vleugellengte bij; een ander verschil is dat de tweede en derde vinger niet vergroeid zijn. De uiterste kootjes hebben de vorm van lange spitse handklauwen die door een hoorschacht met de helft verlengd worden waarbij de kromming ervan aanzienlijk toeneemt. De klauwen hebben nauwelijks een 'lip' op de bovenkant van de gewrichtszijde. De hele hand lijkt sterk op die van de Deinonychosauria, wat Ostrom in 1976 gebruikte als argument voor een nauwe verwantschap met die groep.

##### Achterste ledematen

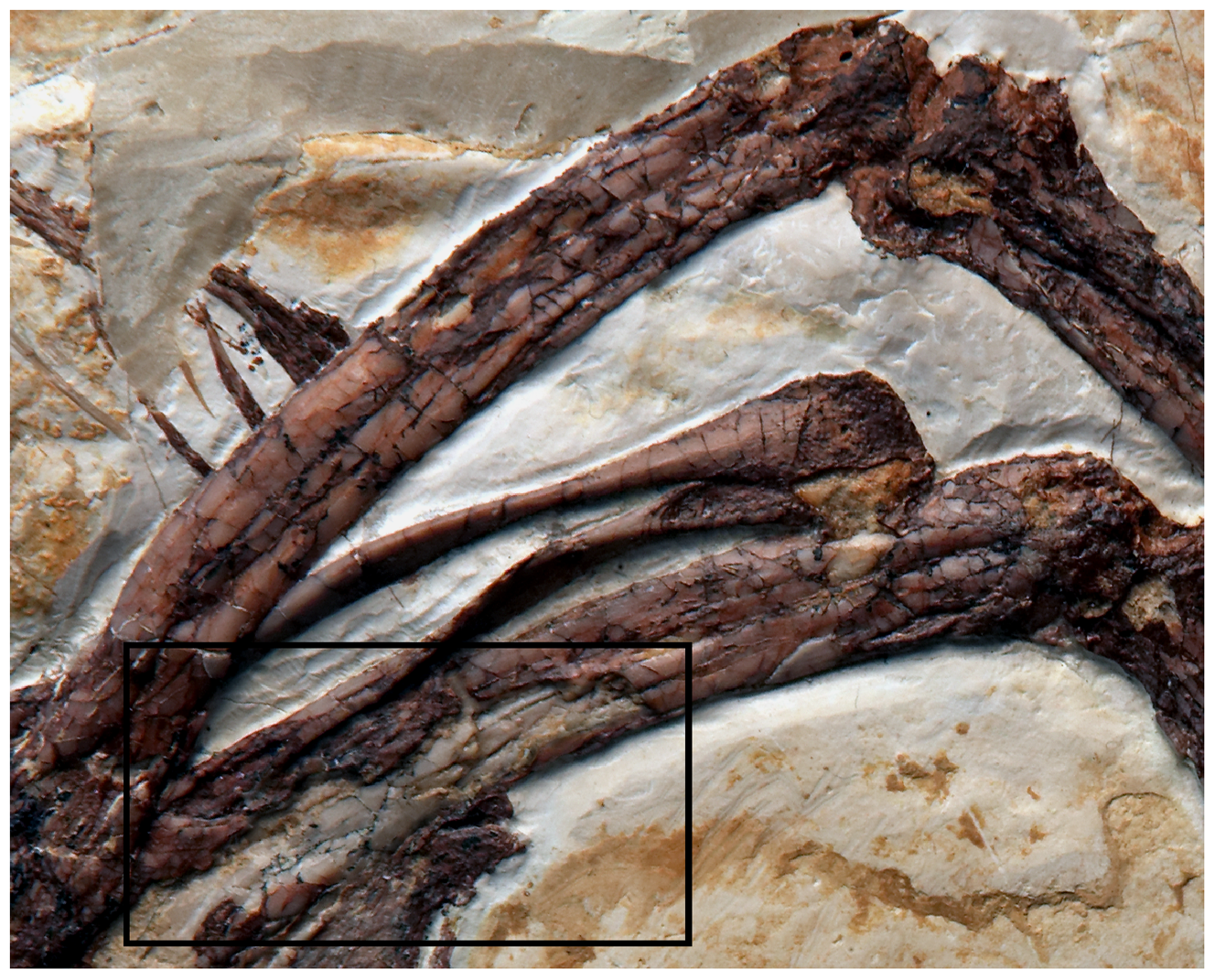
Detail van de achterpoten en de ossa pubis van de "Solnhofen"

Het bekken is elegant gebouwd maar toont niet de extreme vergroeiingen van de moderne vogels. Het darmbeen heeft een langer voorblad dan achterblad wat ongewoon is bij meer basale theropoden. Het voorblad eindigt in een vrij brede ronding; het achterblad in een spitse punt. Het bovenprofiel is gelijkmatig licht afgerond. Het schaambeen is volgens Wellnhofer naar beneden gericht; op grond van het Berlijnse exemplaar is wel aangenomen dat het naar achteren gericht zou zijn maar het bot is bij dat specimen gebroken en verschoven. Rauhut stelt echter dat het twaalfde exemplaar duidelijk laat zien dat de schacht toch naar achteren gericht is. De schacht is dun en erg lang. Onderaan zijn de schaambeenderen over de helft van de schachtlengte vergroeid via een beenschort, heel anders dan bij moderne vogels waar ze uiteen staan. Het uiteinde bestaat uit een naar achteren gerichte pubisvoet. Het zitbeen is kort, breed en zeer complex gevormd. De voorrand is hol tot aan de scherpe processus obturatorius; het eigenlijke spitse uiteinde vormt met dat uitsteeksel een aanzienlijke verbreding met een spitse inkeping; de achterrand heeft twee holle inspringingen tussen een afgerond uitsteekseltje in het midden en een hoogste inkeping waar het het darmbeen raakt. Vermoedelijk raakten de uiteinden van de zitbeenderen elkaar niet.
De achterpoot is lang en lichtgebouwd. Het onderbeen en de voet zijn samen duidelijk langer dan het bovenbeen maar niet zo extreem als bij moderne vogels en enkele meer basale theropoden. Het dijbeen is slank en mist aan de achterkant een vierde trochanter. Het scheenbeen is tussen de achtentwintig ('Solnhofen') en tweeënveertig procent ('Eichstätt') langer dan het dijbeen. De crista cnemialis steekt niet uit boven het gewrichtsvlak. Het kuitbeen is zeer dun maar raakt de enkel nog wel. Het toont geen vergroeiing met het scheenbeen. Het scheenbeen is niet versmolten met de enkel tot een tibiotarsus. Het sprongbeen overgroeit aan de voorkant de onderkant van het scheenbeen. Voor de hypothese dat de bij moderne vogels op deze positie liggende losse beenplaat uit de calcaneus zou voortkomen wat wel als argument gebruikt is tegen de dinosauriëroorsprong van deze groep, bieden de exemplaren van Archaeopteryx geen ondersteuning: het uitsteeksel is duidelijk van de calcaneus gescheiden. Bij verschillende exemplaren zijn derde en vierde onderst enkelbeenderen bewaard, soms met elkaar, soms met hun middenvoetsbeenderen vergroeid.
De drie middelste middenvoetsbeenderen zijn slank en lopen parallel, zonder een toegeknepen worden van de bovenkant van het derde middenvoetsbeen. Wel zijn ze bovenaan licht vergroeid. Het tweede middenvoetsbeen heeft de breedste achterkant. Van het vijfde middenvoetsbeen is nog een kort en iets naar buiten gekromd rudiment over. Het eerste middenvoetsbeen ontspringt aan de onderkant van het tweede, aan de achterste zijkant. De precieze positie ervan is altijd zeer omstreden geweest. Volgens sommigen was de eerste teen als bij de huidige vogels volledig opponeerbaar, doordat de teen anisodactiel was: via een draaiing in het bot van de schacht van het eerste middenvoetsbeen naar achteren gericht; de meeste exemplaren tonen ook een dergelijke oriëntatie. Volgens Mayrs studie van de 'Thermopolis' echter zat de teen meer aan de zijkant; dit wordt door Wellnhofer gezien als een conserveringsartefact. Rauhut concludeerde in 2018 dat de vrij lange schacht iets naar binnen en achteren gewrongen was en dat de eerste teen in ieder geval niet in hetzelfde vlak bewoog als de andere tenen. Het eerste middenvoetsbeen eindigt in een matig ontwikkeld scharniergewricht. De drie dragende tenen zijn lang. De formule van de teenkootjes is 2-3-4-5-0 maar bij de 'Solnhofen' 2-3-4-4-0. De derde teen is het langst met 75 tot 89% van de lengte van de middenvoet. De teenklauwen zijn lang, sterk verlengd door hoornschachten en erg krom en scherp. Zoals in 1986 al werd vastgesteld door Jacques Armand Gauthier is het onderste gewrichtsvlak van het eerste kootje van de tweede teen naar boven gericht. Elzanowski heeft geprobeerd dit te verklaren door aan te nemen dat het botje post mortem geroteerd zou zijn maar de 'Thermopolis' toont duidelijk aan dat dit niet het geval is. De tweede teen kon dus extreem naar boven krommend gestrekt worden en daarmee hoog van de grond opgetild, net als bij de deinonychosauriërs. De tweede klauw, hoewel de grootste van de voet, is echter niet extreem vergroot tot een Killer Claw.

### Weke delen

#### Verenkleed

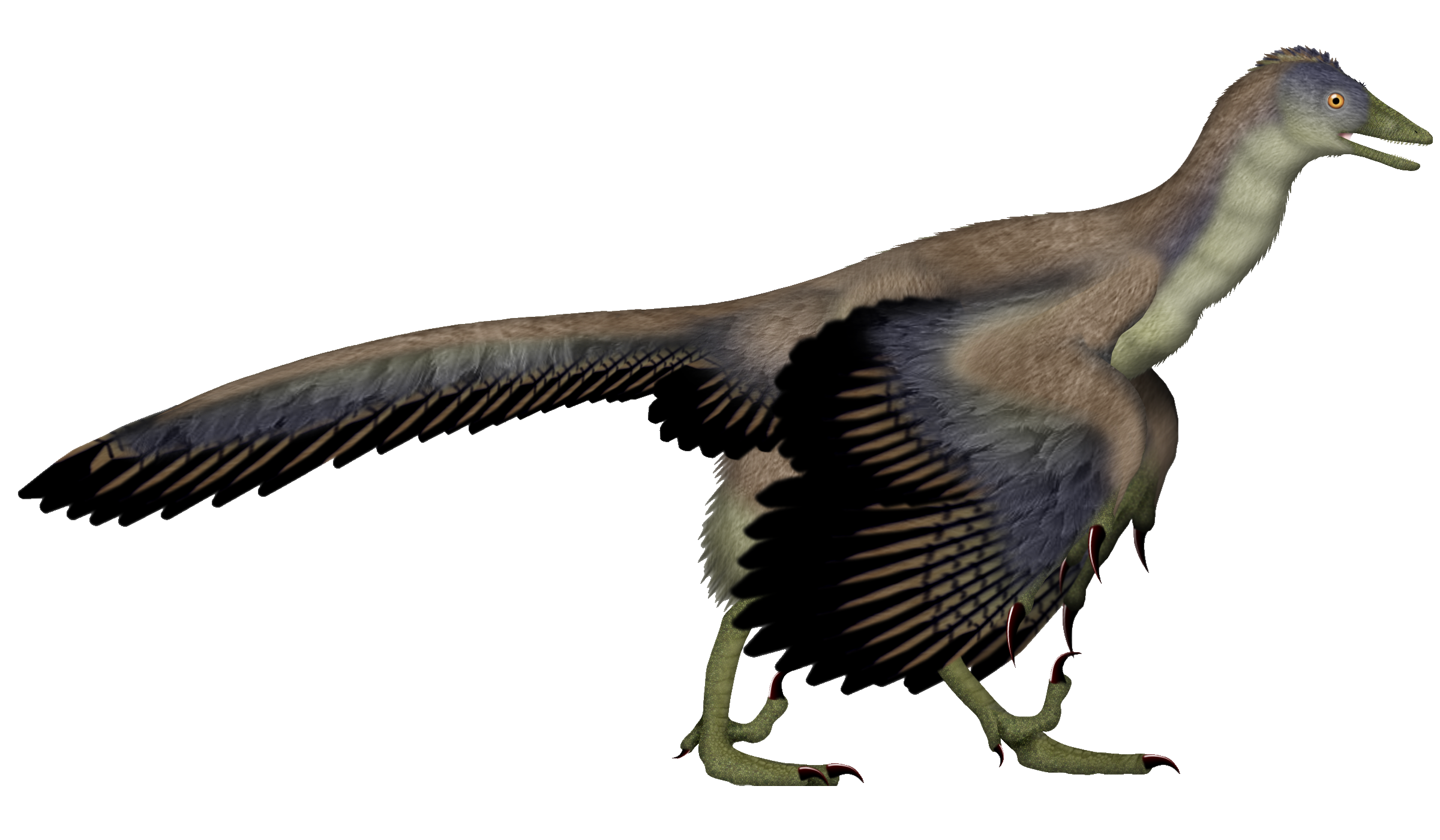
De kleuren van Archaeopteryx zijn onbekend

De uitstekende conservering van de Solnhofener kalksteen heeft ertoe geleid dat ook weke delen van het lichaam van Archaeopteryx bewaard zijn gebleven. Op wat organische films na betreft het hier echter geen echte overblijfselen van organen als huid, kraakbeen en spierweefsel die bij de beste pterosauriërfossielen uit dezelfde lagen wel te zien zijn. Het gaat om kalkopvullingen die de structuur van het oorspronkelijke verenkleed laten zien.
De allereerste onderzoekers viel al op dat de veren een verrassend moderne indruk maakten. Men had verwacht bij een oervogel ook een 'primitief' verenkleed te zullen ontdekken maar zijn veren verschilden in wezen niet van die van huidige vogels. De conclusie lag voor de hand — maar werd toch vaak vermeden — dat in de tijd van Archaeopteryx de veer al een lange evolutie achter de rug gehad moest hebben. Chinese vondsten uit de jaren negentig van de twintigste eeuw zouden daarvoor het eerste concrete bewijs leveren door te tonen dat allerlei basalere theropoden een heel spectrum aan lichaamsbedekkingen hadden, variërend van haren en dons tot volledige slagpennen. Het verenkleed, dat eerst als zo kenmerkend voor vogels beschouwd was, blijkt een vrij algemene, en wellicht zeer oorspronkelijke, eigenschap van kleine warmbloedige roofsauriërs geweest te zijn.
Het aantal en de aanleg van de veren is het best zichtbaar bij het Berlijnse exemplaar. Aan de tweede vinger van de hand bevinden zich twaalf slagpennen, de remiges primarii, aan de ellepijp veertien, de remiges secundarii. Bij de moderne vogels draagt ook de bovenarm veren, de remiges tertiarii. Vaak wordt aangenomen dat die bij Archaeopteryx ontbreken wat gezien de relatief lange bovenarm nogal een groot hiaat met de romp zou opleveren. Bij de meeste exemplaren is wegens het inklappen van de vleugel of de onvolledigheid van het fossiel niet goed zichtbaar wat de situatie is bij de bovenarm; de 'Thermopolis' toont aan althans de onderste veertig procent van het opperarmbeen slagpennen. Wel buigt de achterrand van de vleugel al voor de elleboog sterk naar voren in de richting van de oksel zodat de tertiaire veren maar een kleine bijdrage leveren aan het vleugeloppervlak dat bij de 'Berlijn' ongeveer vijfhonderd tot zevenhonderd vierkante centimeter bedraagt. De tegenplaat van dit fossiel, dat de beste details toont, laat minstens drie rijen lange dekveren zien; waarschijnlijk was de bovenzijde van de vleugel identiek uitgerust. Vanaf de vierde slagpen van de hand begint geen extra dwarsrij: Archaeopteryx was dus eutaxisch, niet diastataxisch. De langste slagpennen zijn bij het Berlijnse exemplaar ongeveer vijftien centimeter lang, de totale vleugelspanwijdte bedraagt een halve meter.

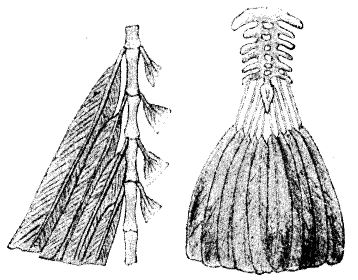
Een vergelijking van de veerbevestiging bij de staart van Archaeopteryx, links, en moderne vogels, rechts

Bij de moderne vogels ontspringen de twaalf staartveren als een waaier uit de korte middelste staarwervels voor de pygostyle. Bij Archaeopteryx draagt na de veerloze staartbasis van vijf à zes wervels iedere wervel een verenpaar. Dit is vermoedelijk in de huid verankerd, niet rechtstreeks aan de wervel. De staartveren liggen daarmee achter elkaar en nemen richting staartpunt eerst steeds in lengte toe tot een maximum van zevenentachtig millimeter bij de 'Berlijn' waarbij ze ook steeds sterker naar achteren gericht zijn. De laatste veren liggen in het verlengde van de staartpunt maar zijn wel iets korter. Zo ontstaat een langwerpige, stomp afgeronde, veerstaart met een lengte van tweeëntwintig centimeter. Vaak wordt ook de staart met hogere lagen dekveren afgebeeld maar daar is eigenlijk geen bewijs voor. Bij de 'München' begint de staart pas bij de negende wervel en is het uiteinde duidelijk stomper. Bij het elfde exemplaar lijkt de staart gevorkt maar dat kan komen doordat het uiteinde in de rui was. Bij dat specimen blijkt ook duidelijk dat de zijdelingse staartveren asymmetrisch zijn. In 2020 stelde een studie dat de 'Thermopolis' in rui was en dat het vervangingspatroon ingericht was om het vermogen tot vliegen zo optimaal mogelijk te houden, met een centrale veer die als eerste gewisseld werd. Juist voor basale vormen met een beginnende capaciteit voor een klappende vlucht zou dat belangrijk geweest zijn. In 2021 concludeerde een andere studie echter dat de relatieve ouderdom van de slagpennen bij dit exemplaar helemaal niet vastgesteld kon worden. Dit werd weer ontkend door de auteurs van het oorspronkelijke artikel.
Behalve aan vleugels en staart heeft Archaeopteryx ook nog eens lange penveren aan de onderbenen. Een belangrijk deel daarvan werd bij het Berlijnse exemplaar tijdens preparatie verwijderd. Het kenmerk kreeg eerst weinig aandacht en veel illustraties geven de onderbenen te kort bevederd of zelfs naakt. Sinds de jaren negentig staat het echter weer in de belangstelling omdat toen bleek dat sommige deinonychosauriërs nog langere kuitveren hebben. Ze zijn stevig genoeg om een aerodynamische functie gehad te kunnen hebben. Een studie van het elfde exemplaar toonde in 2014 echter dat ze symmetrisch waren. Daarnaast zijn er korte penveren op de middenvoet.
Naast lange penveren bezit Archaeopteryx ook kortere contourveren die het lichaam bedekten. Bij de fossielen is daarvan vooral wat op de rug of de borst zichtbaar samen met resten van wat donsveren lijken te zijn. Pluimachtige veren of haren lijken geheel te ontbreken. E. Häberlein meldde dat op de kop van het Berlijnse exemplaar een krullende sierveer zou hebben gezeten. Hoewel Archaeopteryx vaak met schubben op het hoofd wordt afgebeeld, is daarvoor geen enkel bewijs; bij basalere theropoden loopt de bevedering door tot aan de snavel. Van kleur en tekening van het verenkleed is weinig bekend; chromatosomen, die bij Chinese fossielen een patroon in wit, zwart en bruin lieten zien, zijn bij de specimina alleen bij de Oerveer bewaard gebleven. Die tonen aan dat althans zwarte pigmenten aanwezig waren. Een studie uit 2013 concludeerde dat er op de Oerveer een vlekkenpatroon in zwart en wit aanwezig was en dat de veertip egaal zwart was, wellicht ter versteviging daar het zwarte pigment de hoornstof beschermde tegen slijtage. De meest voor de hand liggende kleuren van een mogelijk prachtkleed zijn roodbruin en het door irisatie van de veerstructuur eenvoudig te bewerkstelligen groen of blauw.

#### Ademhalingssysteem
Moderne vogels halen adem via luchtzakken die de lucht vanuit de luchtpijp naar achteren trekken en dan door de stijve longen vooruit naar buiten persen. Dit uiterst efficiënte ademhalingssysteem wordt tegenwoordig gezien als een zeer sterke aanwijzing voor warmbloedigheid. In de jaren negentig werd op grond van de aanwezigheid van groeiringen in de botstructuur nog gesteld dat Archaeopteryx koudbloedig zou kunnen zijn geweest, hoewel ook toen al de meeste onderzoekers het tegendeel aannamen gezien de hoge eisen die een vliegende levenswijze aan de stofwisseling stelt en de isolerende werking van een verenkleed dat een koudbloedig dier zou afsluiten van zijn externe warmtebron: de zon. Problematisch was dan dat het skelet van Archaeopteryx apneumatisch leek te zijn: er zouden geen gaten in de botwanden hebben gezeten waarmee de uitlopers van de luchtzakken het holle binnenste konden bereiken. Aangezien zulke diverticula actief binnendringen, leek dit een aanwijzing te zijn dat er helemaal geen luchtzakken waren. In 1998 echter toonde Britt Brooks aan dat in de halswervels van het Berlijnse exemplaar wel degelijk zulke foramina pneumatica zaten en dat de 'Eichstätt' minstens één gepneumatiseerde voorste ruggenwervel bezat. In 2002 werd door Per Christiansen aangetoond dat de 'Londen' een gepneumatiseerd schaambeen had. Dit wijst erop dat zowel de luchtzak van de voorrug als van de buik aanwezig was. In 2019 toonde onderzoek met ultraviolet licht van breukvlakjes in de wervels aan dat de Berlijner in feite sterker gepneumatiseerd was dan gemiddelde theropoden en daarin niet verschilde van andere afgeleide Maniraptora. Luchtholten waren aanwezig in de hele nek, alle ruggenwervels, het grootste deel van de staart en verder de ribben. Dit zou wijzen op de hoge stofwisseling nodig voor een klappende vlucht. Een verdere aanwijzing daarvoor lag in de ontdekking dat de voorste ruggenwervels via de wervelbogen vergroeid waren tot een notarium, een stijve structuur om de krachten van de vleugelslag op te vangen.

## Fylogenie

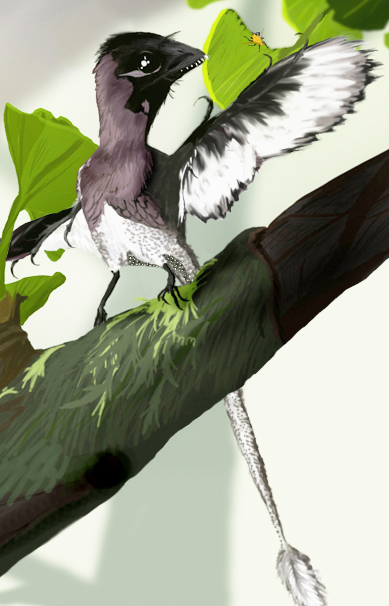
De aviaal Epidendrosaurus leek al sterk op een vogel

De meeste onderzoekers in de negentiende eeuw concludeerden dat Archaeopteryx een vogel was. Ze plaatsten het dier dan ook in de klasse Aves. Soms werd dit verbonden met het vermoeden dat het van een bepaalde groep vogels de voorloper was. Meestal echter werd Archaeopteryx in een 'stamgroep' van 'primitieve' vogels neergezet, zoals in 1866 door Ernst Haeckel: de Sauriurae en in 1893 door Hans Gadow: de Archaeornithes. Een fijnere onderverdeling achtte men eerst van gering belang. Men was geneigd het dier als een echte 'oervogel' te zien, dus als de directe voorouder van alle vogels, zodat een nadere bepaling puur formeel was. In 1871 voegde Thomas Huxley de soort aan een eigen familie toe: de Archaeopterygidae. Archaeopteryx zelf was daarvan het enige bekende geslacht. Werden de 'Londen' en de 'Berlijn' als aparte taxa beschouwd dan telde dat twee soorten, anders maar een. Hetzelfde gold voor ruimer bedoelde groepen als Max Fürbringers Archaeopterygiformes uit 1888. Toen Paul in 1988 een onderfamilie Archaeopteryginae benoemde, was de situatie in wezen niet veranderd.
Op het einde van de twintigste eeuw werden er vele nieuwe dinosauriërfossielen ontdekt. Dat leidde er echter eerst niet toe dat buiten de Duitse vondsten zelf soorten bekend werden die samen met Archaeopteryx een aparte vroege aftakking van de vogels zouden vormen. Van Rahonavis en Protarchaeopteryx is dat in de jaren negentig wel verondersteld maar dat bleek een vergissing te zijn. Op mogelijkerwijs de Oerveer en een later in Duitsland gevonden veer na, bleef Archaeopteryx de enige vogel uit het Jura die we kennen en daarmee de oudste bekende — de in de jaren tachtig als nog ouder gepropageerde Protoavis is vermoedelijk niet gebaseerd op vogelmateriaal. In 2011 werd echter Xiaotingia beschreven, een Chinese vorm die nauw aan Archaeopteryx verwant lijkt te zijn en wellicht zelfs iets ouder is.
Tegenwoordig wordt begrepen dat het uiterst onwaarschijnlijk is dat Archaeopteryx de directe voorouder zou zijn van de overige vogels. Wel volgen veel geleerden een definitie van Paul Sereno uit 1997 van het begrip Aves als de groep bestaande uit de laatste gemeenschappelijke voorouder van Archaeopteryx en de moderne vogels; en al zijn afstammelingen. Op die manier is Archaeopteryx al per definitie zowel een vogel als de meest basale vogel. Dit doet recht aan de traditionele status van Archaeopteryx als de Oervogel.

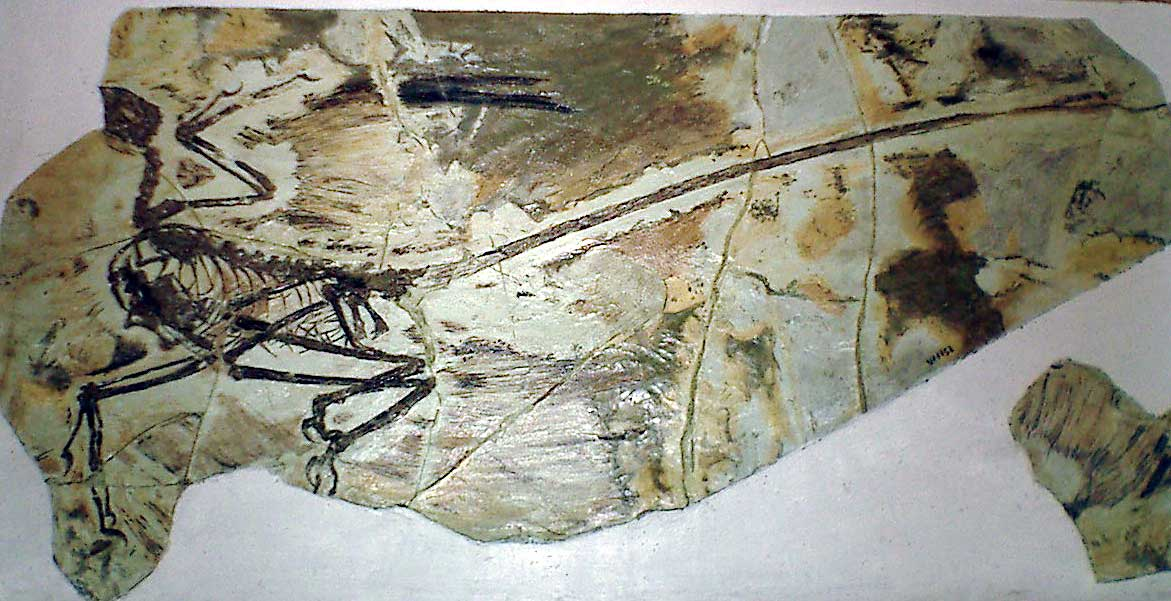
Microraptor

De nieuwe vondsten maakten het wel mogelijk om de positie van de vogels als geheel met veel grotere zekerheid te bepalen. Ostroms hypothese uit de jaren zeventig dat ze theropode dinosauriërs waren, kon worden bevestigd doordat veel soorten geïdentificeerd werden uit de Maniraptora, de groep bestaande uit de vogels en hun directe verwanten binnen de Theropoda. Deze vormen stonden in lichaamsbouw heel dicht bij Archaeopteryx. Dit had het onverwachte effect dat de status van Archaeopteryx als Oervogel ondermijnd werd. Volgens sommige onderzoekers, zoals Paul en Mayr, staan traditioneel als basaal geziene dinosauriërgroepen als de Dromaeosauridae en de Troodontidae in feite hoger dan Archaeopteryx in de stamboom. Zij aanvaarden de consequentie daaruit dat die dan ook als vogels beschouwd moeten worden; een alternatieve reactie is dat men niet Serenos maar Gauthiers definitie van de Aves volgt, waarin die groep beperkt wordt tot de afstammelingen van de laatste voorouder van alleen de huidige vogels. In dat geval is Archaeopteryx formeel helemaal geen vogel meer, laat staan de Oervogel. Mocht men voor die status echter niet de taxonomische positie maar de morfologie als vliegende vorm beslissend achten, dan garandeert dat allerminst dat Archaeopteryx de Oervogel blijft want het is zeer wel mogelijk dat de voorouder van de Maniraptora al een klein vliegend dier was. Bij een vaker gevonden fylogenie, waarin Dromaeosauridae en Troodontidae een oudere aftakking zijn, is het zelfs zeker dat er zich eerder in de stamboom zo'n soort bevindt: de kleine dromaeosauriër Microraptor had lange vleugels met echte slagpennen en was minstens tot een glijvlucht in staat. Opmerkelijk genoeg is Archaeopteryx in bepaalde opzichten oorspronkelijker van vorm, meer plesiomorf, dan Microraptor die wel een verbeend borstbeen en ribuitsteeksels heeft — precies de reden voor Paul om de dromaeosauriërs als latere aftakking te zien.
Een traditionele positie van Archaeopteryx laat dit kladogram zien, waarin de Deinonychosauria en de Aves in de aftakking van de Paraves verenigd zijn:
|  | Troodontidae (bevederd)                                |
|  |                                                        |
|  | Dromaeosauridae (bevederd, waaronder vliegende vormen) |
|  |                                                        |

|  | Archaeopteryx |
|  | |
|  | \| \| Jeholornis (vogel met lange staart) \| \| \| \| \| \| Pygostylia (vogels met korte staarten waaronder alle moderne) \| \| \| \| |
|  | |
|  | Jeholornis (vogel met lange staart)                                                                                                   |
|  | |
|  | Pygostylia (vogels met korte staarten waaronder alle moderne)                                                                         |
|  | |

|  | Jeholornis (vogel met lange staart)                           |
|  |                                                               |
|  | Pygostylia (vogels met korte staarten waaronder alle moderne) |
|  |                                                               |

|  | Troodontidae (bevederd)                                |
|  |                                                        |
|  | Dromaeosauridae (bevederd, waaronder vliegende vormen) |
|  |                                                        |

|  | Archaeopteryx |
|  | |
|  | \| \| Jeholornis (vogel met lange staart) \| \| \| \| \| \| Pygostylia (vogels met korte staarten waaronder alle moderne) \| \| \| \| |
|  | |
|  | Jeholornis (vogel met lange staart)                                                                                                   |
|  | |
|  | Pygostylia (vogels met korte staarten waaronder alle moderne)                                                                         |
|  | |

|  | Jeholornis (vogel met lange staart)                           |
|  |                                                               |
|  | Pygostylia (vogels met korte staarten waaronder alle moderne) |
|  |                                                               |

De tak die naar de vogels toeloopt, de Avialae, heeft enkele bekende basale leden, zoals Epidendrosaurus, die het nauwst bij Archaeopteryx in bouw staan samen met juist iets latere afsplitsingen in de Aves, zoals Jeholornis die net als Archaeopteryx nog een lange staart heeft. De basale avialen zijn erg klein en worden vaak gezien als boombewoners.

### Archaeopteryxals "overgangsfossiel"

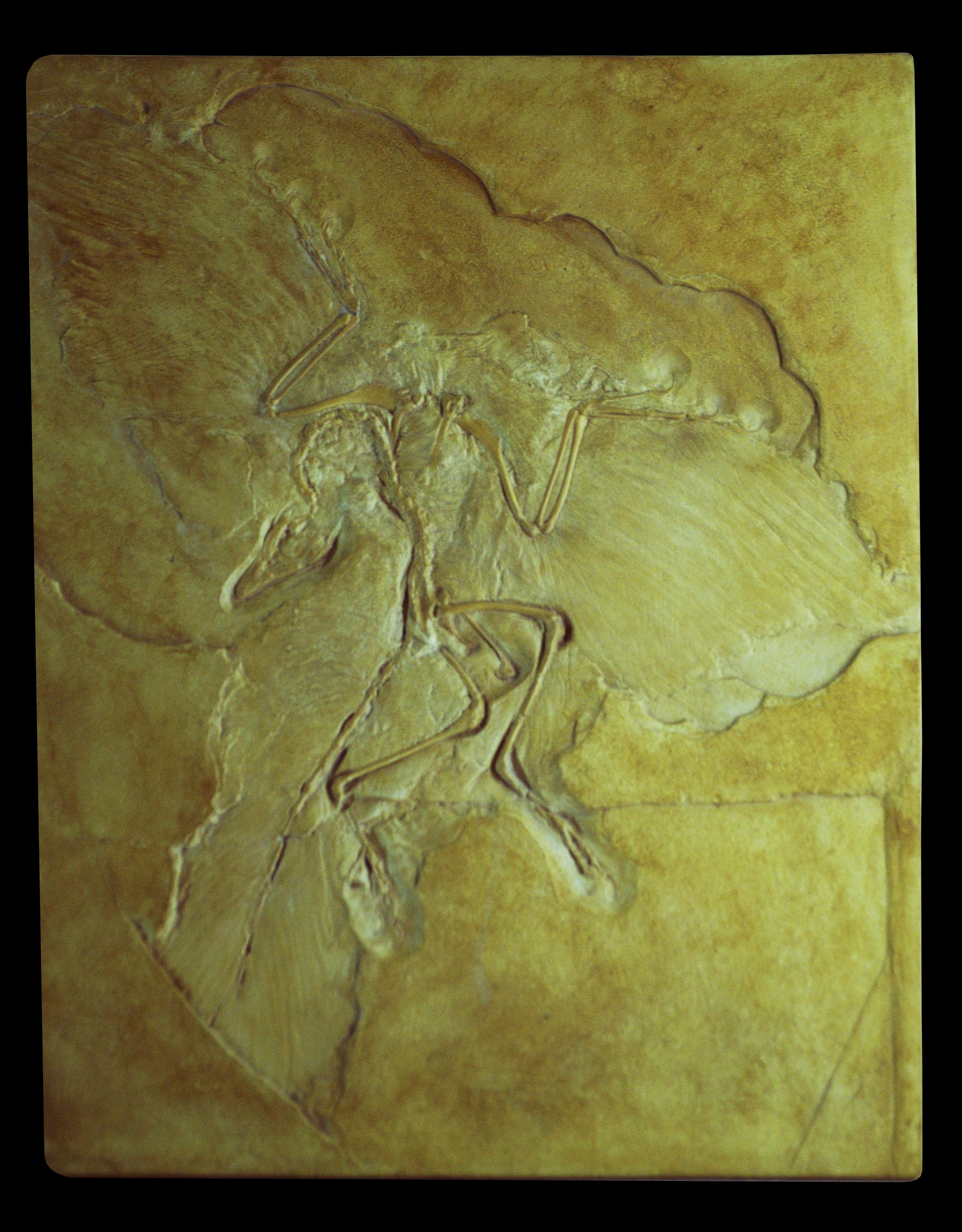
Het is een schijnprobleem of Archaeopteryx een reptiel of een vogel was; hij is een reptiel doordat hij een vogel is

De traditionele negentiende-eeuwse indeling van de gewervelden in vijf klassen was gebaseerd geweest op een evident onderscheid in morfologie tussen nog bestaande soorten. De huidige vissen, amfibieën, reptielen, vogels en zoogdieren verschillen zo duidelijk in bouw dat het bij een voldoende wetenschappelijke kennis daarvan nooit twijfelachtig is welke soort tot welke klasse behoort. Die begripsmatige helderheid verdwijnt echter als we deze levensvormen niet synchroon, in een bepaald moment van de wereldgeschiedenis, maar diachroon beschouwen, door de tijd heen. Tijdens die geschiedenis zijn die vormen immers uit elkaar ontstaan in een geleidelijk proces van evolutie. Een strikte indeling in elkaar uitsluitende klassen kan dan nooit door alleen de bouw gerechtvaardigd worden. Daarbij komt dat bij een aantal van vijf klassen minstens drie klassen ondanks de gelijke rang in feite niet aan de andere twee gelijkwaardig kunnen zijn: ze moeten eruit zijn voortgekomen.
Archaeopteryx liet goed zien waarom op deze twee punten de traditionele indeling slecht bij een evolutiemodel paste. Het dier was een 'tussenvorm' waarvan het helemaal niet evident was of het een vogel of een reptiel betrof. En juist dat gegeven was een aanwijzing dat de vogels uit reptielen waren voortgekomen. Dit alles leidde er voorlopig niet toe dat de oude classificatie werd opgegeven. Men probeerde Archaeopteryx in het bestaande systeem in te passen door de vraag te beantwoorden of het dier nu wel of niet een 'echt' reptiel of een 'echte' vogel was — hoewel die vraag door de evolutietheorie betekenisloos was geworden. Meestal luidde het antwoord dan dat Archaeopteryx al een 'ware' vogel was. Natuurlijk verschoof dat het probleem slechts: als Archaeopteryx een echte vogel was, moest hij een directe voorganger gehad hebben die geen vogel was maar kennelijk nog een echt reptiel. Tussen beide zou dan ooit een plotse evolutiesprong hebben plaatsgevonden die de kloof tussen twee klassen overbrugde. Het werd zo een serieus onderzoekpunt of een dergelijke zogenaamde macroevolutie überhaupt wel mogelijk was en of zij speciale evolutiemechanismen veronderstelde die afweken van de normale 'microevolutie'. Uiteindelijk besefte men in de biologie algemeen dat dit slechts een schijnprobleem was, veroorzaakt door de fout de beide klassen als absolute grootheden tegenover elkaar te stellen, terwijl het feit van de evolutie juist inhoudt dat het onderscheid slechts relatief is. Die relativering drukte men uit door bij soorten als Archaeopteryx te spreken van 'overgangsvormen'. Toch voorkwam dat niet alle begripsverwarring: het concept overgangsvorm suggereerde nog steeds dat er verschil was tussen echte leden van een klasse en soorten die min of meer tussen de klassen in hingen. Het nieuwe schijnprobleem werd zo of Archaeopteryx een overgangsfossiel was of al 'volledig' vogel.

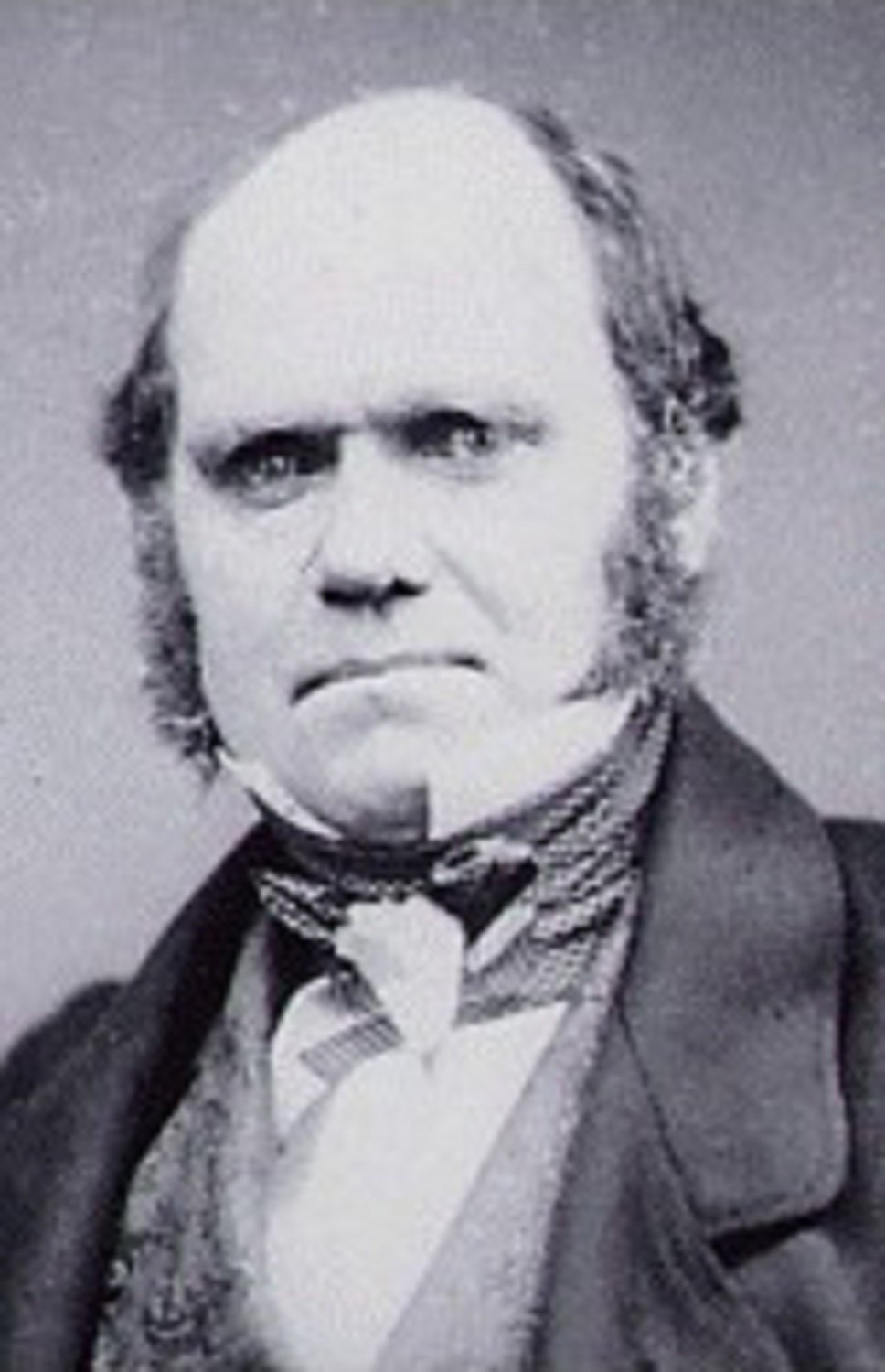
Darwin zelf maakte zich om Archaeopteryx niet zo druk

Sinds het eind van de twintigste eeuw is een nieuwe methode opgekomen, de cladistiek, die een dergelijke verwarring al meteen voorkomt door alle soorten die zich op een evolutionaire aftakking, ofwel klade, bevinden in dezelfde groep onder te brengen. In zo'n opzet is de vraag of Archaeopteryx een reptiel of een vogel is, irrelevant doordat vogels reptielen zijn. Archaeopteryx is dus zowel een reptiel als een vogel. Bij het op zich niet door onderzoek te beantwoorden vraagstuk welke reptielen men dan met het woord 'vogel' wil aanduiden, laat men zich leiden door de historisch gegroeide praktijk. Door een historisch toeval is Archaeopteryx al in 1861 gevonden en de Oervogel geworden en dat rechtvaardigt dat men de definitie van Aves op deze soort verankert. Gevleugelde bevederde reptielen die hoger of lager in de stamboom staan, zoals Jeholornis of Microraptor, hadden evengoed de rol van Oervogel kunnen spelen maar zijn die door puur toeval misgelopen.

### Archaeopteryxen Darwin
De ontdekking van Archaeopteryx in 1861 volgde kort op de publicatie van Charles Darwins Origin of Species in 1859, wat vaak gezien wordt als een opmerkelijke samenloop van omstandigheden. Zowel Wagner als Owen waren zich terdege van de propagandistische waarde voor de evolutietheorie bewust en probeerden daar actief tegenwicht aan te bieden — vandaar namen als Griphosaurus en Archaeornis. Darwin zelf trachtte die echter niet uit te buiten, hoewel hij zich in 1863 grondig over het Londense exemplaar liet informeren. Het was hem erom te doen evolutie door middel van natuurlijke selectie voor te stellen als een verschijnsel dat welhaast noodzakelijk uit de normale biologische processen voortvloeide. Het had dus geen speciaal spectaculair bewijs nodig. Archaeopteryx werd in de vierde editie uit 1866 slechts vermeld om aan te tonen dat de vogels niet plotseling al volledig modern in de aardlagen opduiken en dat onze kennis van uitgestorven diersoorten nog beperkt is. Pas in de vijfde druk uit 1869 legde hij een verband met reptielen of dinosauriërs om een mogelijk tegenargument te ontkrachten: het ontbreken van missing links, nadat Thomas Henry Huxley in 1868 als een van de eersten de hypothese verdedigde dat vogels van dinosauriërs afstammen. In de tweede druk van Darwins The Descent of Man and selection in relation to sex uit 1882 wordt Archaeopteryx wel als verbindende schakel tussen dinosauriërs en vogels genoemd maar geen melding gemaakt van het kort tevoren ontdekte Berlijnse exemplaar.
Huxley maakte wel volop van Archaeopteryx gebruik maar zijn denkbeelden over diens rol weken toch sterk af van de huidige. Hij meende dat de Ratites of loopvogels nog lager in de stamboom stonden — en nooit gevlogen hadden — en dat Archaeopteryx dus slechts een voorloper was van de vliegende vogels.

## Levenswijze

### Leefgebied

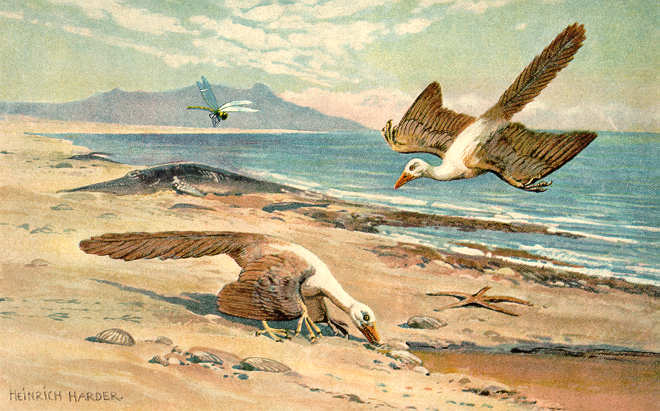
Op een illustratie uit het begin van de twintigste eeuw laat Heinrich Harder Archaeopteryx zijn kostje bijeenscharrelen op het strand; ook de obligate libel ontbreekt niet

Een poging de aard van de habitat van Archaeopteryx vast te stellen stuit meteen op het probleem dat niet eens met zekerheid bekend is wat dat leefgebied eigenlijk was. De vindplaatsen lagen indertijd tachtig tot honderdtwintig kilometer van de dichtstbijzijnde kustlijn van de grote eilanden vandaan. Uit de gaafheid van de fossielen blijkt dat ze er niet als karkassen heen gespoeld kunnen zijn. Een enkele keer is hieruit wel geconcludeerd dat Archaeopteryx een zeevogel en viseter geweest zou zijn. Meestal ziet men het als een haast onoverbrugbare afstand voor een dier dat men op zijn best als een zeer matige vlieger beschouwt. Een oplossing hiervoor is te veronderstellen dat er zich op een strook waddenzee voor de hoofdkustlijn een reeks waddeneilanden of wellicht een enkel Archaeopteryxinsel zou hebben bevonden wat de af te leggen afstand tot enkele tientallen kilometers zou hebben verminderd. Ook zou het kunnen dat de koraalriffen die de lagunes omzoomden, op hun toppen koraaleilanden vormden. Een concreet bewijs voor enig kleiner eiland is er echter niet. Wellnhofer stelde dat de exemplaren door zeer uitzonderlijk zware orkanen ver boven open zee geblazen zouden zijn, wat ook hun relatieve zeldzaamheid zou verklaren ten opzichte van in dezelfde formatie gevonden pterosauriërs als Pterodactylus of Rhamphorhynchus. Ook deze suggestie lost het probleem niet helemaal op: bij zelfs de gespecialiseerde viseter Rhamphorhynchus ligt het aantal vondsten slechts een orde van grootte hoger en er zijn pterosauriërs uit de Malm Zeta 2 van nog minder vondsten bekend, hoewel ze een superieur vermogen tot vliegen bezaten. Archaeopteryx is ook weer niet zó zeldzaam en het lijkt onwaarschijnlijk dat hij de enige vogelsoort op de grotere eilanden was, zodat de uit de Tethysoceaan komende stormen deze ook zouden hebben meegevoerd.

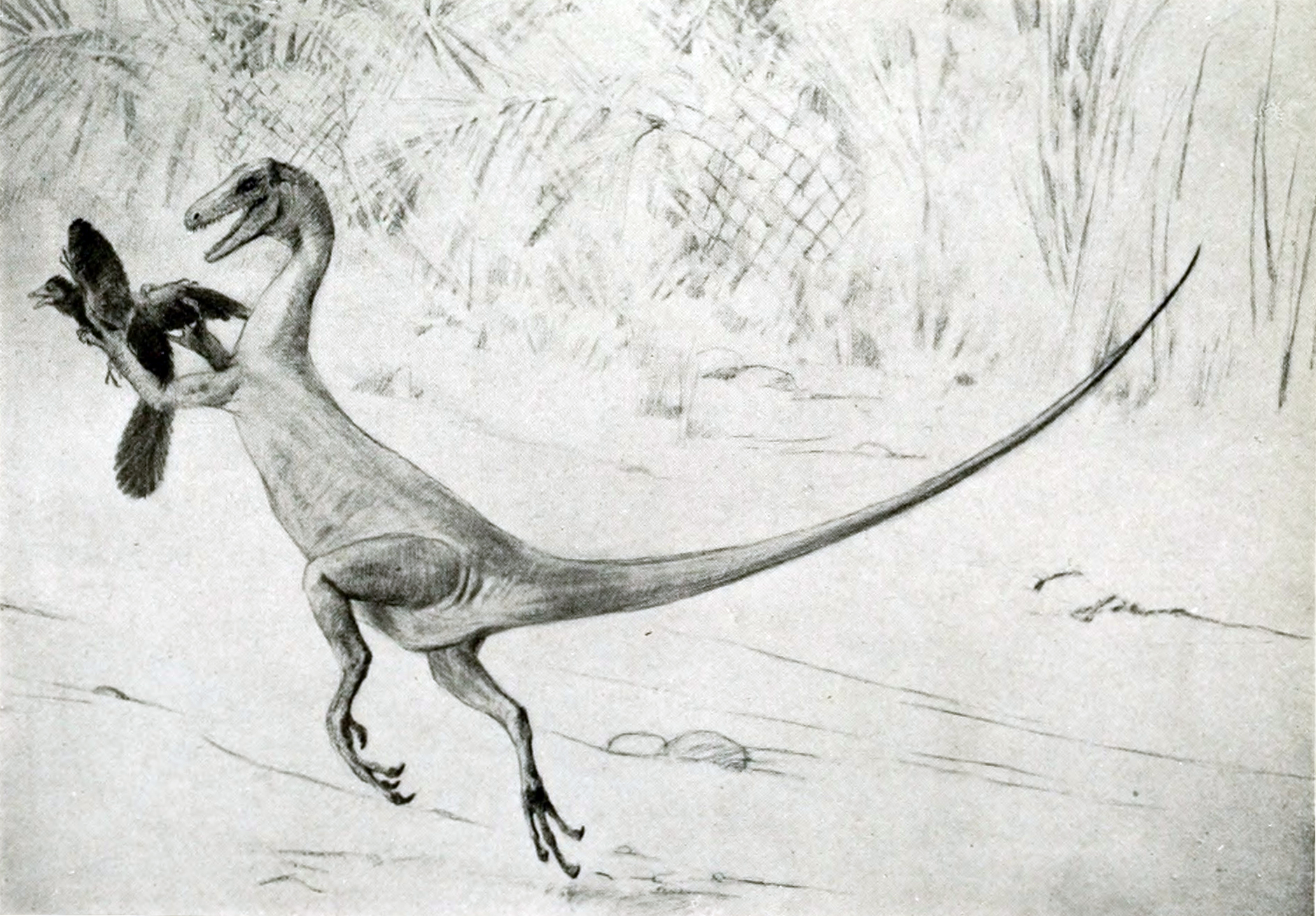
Een roofsauriër vangt Archaeopteryx door Charles Knight

Uit het gesteente blijkt een erg warm en droog klimaat, met een gemiddelde maximumdagtemperatuur van achtentwintig à dertig graden Celsius. Het gebied lag toen ongeveer negen breedtegraden zuidelijker dan nu, op veertig graden N. Een droog en heet seizoen werd afgewisseld door een warm seizoen met wat regenval. De eilanden, groot of klein, moeten een woestijnachtig karakter gehad hebben. Er stonden nauwelijks bomen, alleen wat spaarzame struikachtige coniferen (Brachyphyllum, Palaeocyparis). Het is niet duidelijk wat Archaeopteryx daar at. De spitse snuit wijst op een dieet van kleine ongewervelden, zoals insecten. De tanden zijn echter niet kegelvormig om zulke diertjes vast te houden, maar snijdend voor het verwonden van kleine gewervelden zoals zoogdieren — overigens niet in de lagen teruggevonden — hagedissen (Bavarisaurus, Eichstaettisaurus), en brughagedissen (Homeosaurus). In ieder geval zullen insecten niet in belangrijke mate al vliegend gevangen zijn. Vaak is Archaeopteryx geïllustreerd terwijl hij een libel als Cymatophlebia achtervolgt maar de kans om zo'n snelle en wendbare prooi te verschalken was vrijwel nihil. De laatste jaren zijn veel aanwijzingen gevonden dat bepaalde Maniraptora herbivoor of omnivoor waren; ook Archaeopteryx at wellicht soms energierijke plantendelen.
Uit de lagen is één andere theropode bekend, van één exemplaar: de kleine Compsognathus waaraan Archaeopteryx misschien soms ten prooi viel. Welke niche de laatste in zijn ecosysteem vulde, hangt af mede af van zijn omstreden dominante wijze van voortbeweging.

### Voortbeweging

#### Lopen en klimmen

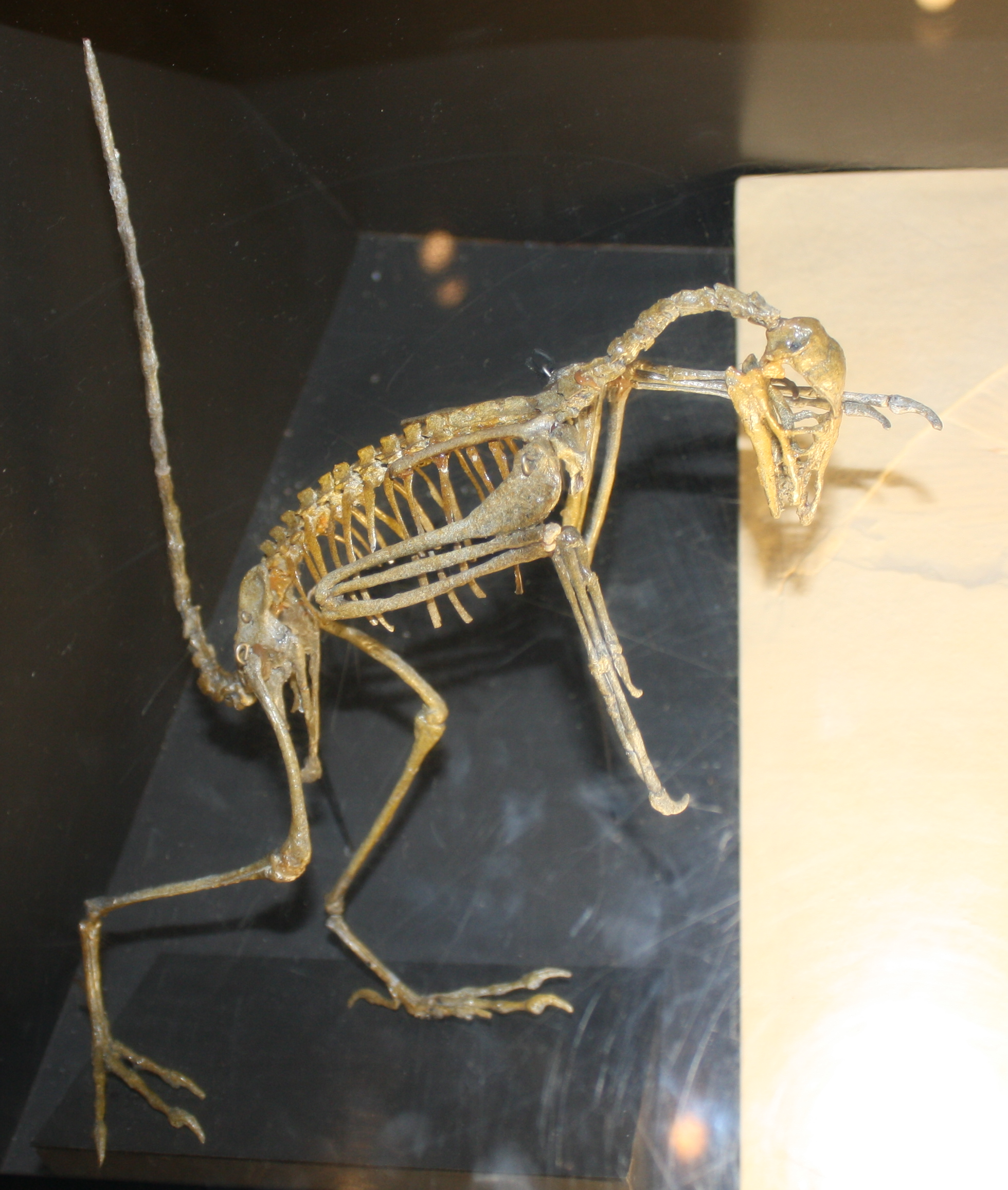
Martins klimmende Archaeopteryx

Als theropode was Archaeopteryx een teenganger en gebouwd om te rennen. De Groningse professor John Videler meende zelfs dat het dier snel genoeg was om over het wateroppervlak te lopen, hoewel algemeen wordt betwijfeld dat zijn vleugels juist daarvoor geëvolueerd zijn. De relatief lange onderbenen wijzen op een hoge maximumsnelheid; de zwakke staartbasis juist op een lage. Ostrom heeft in de jaren zeventig een model verdedigd waarin Archaeopteryx volledig aan de grond gebonden was en de vleugels alleen dienden om extra loopsnelheid te bereiken. Dit moest zijn hypothese ondersteunen dat vogels dinosauriërs waren; het vliegen zou zich ná Archaeopteryx dan van de grond af ontwikkeld hebben. Ook Richard Thulborn stelde in 1985 dat Archaeopteryx aan de grond gebonden was: de vleugels zouden slechts gediend hebben als parasols om op de hete boomloze eilanden het dier wat schaduw te verschaffen.
Geleerden die zich in die tijd tegen de dinosauriërhypothese verzetten, zoals Larry Martin, beklemtoonden juist dat het dier goed kon klimmen. Daar zouden de lange hand- en teenklauwen op wijzen die een kromming bezaten die tegenwoordig typisch is voor boomvogels. De evolutie van de vogelvlucht zou dan vanuit de bomen een aanvang genomen hebben. In dit model werd het hele skelet van Archaeopteryx zeer vogelachtig gereconstrueerd, met een bijna verticale romp en extreem opgetrokken dijbenen, terwijl de staart om niet in de grond te steken, omhoog gestoken werd. De voet zou een echt grijpende functie gehad hebben met een naar achteren gerichte eerste teen en de vrije lange vingers zouden het klauteren vergemakkelijkt hebben. Ook paleontologen die menen dat vogels afstammen van kleine boombewonende dinosauriërs hebben later een vermogen tot klimmen bij Archaeopteryx aangenomen.

#### Vliegen
Meestal wordt aangenomen dat de vleugels van Archaeopteryx een aerodynamische functie hadden bij enige vorm van vrije beweging door de lucht. Het belangrijkste argument daarvoor is dat de slagpennen asymmetrisch zijn: de vaanhelft aan de voorkant van de veerschacht is smaller dan die aan de achterkant wat voorkomt dat de veer bij de vlucht om zijn as klapt. Helemaal dwingend is dit kenmerk niet: de asymmetrie is niet heel sterk en ook enkele moderne niet-vliegende vogels hebben licht asymmetrische veren hoewel die ook geërfd kunnen zijn van een vliegende voorouder — ook van Archaeopteryx is overigens wel verondersteld dat hij zou afstammen van een beter vliegende vorm. De mate van asymmetrie bij Archaeopteryx is echter meer typerend voor die van langzame vliegers dan die van loopvogels.
Er kan een reeks opgesteld worden van vier hoofdwijzen van zich vrij door de lucht bewegen die steeds hogere eisen stellen aan de bouw. Het eenvoudigst is het parachuteren: het afremmen van de val. De brede vleugels van Archaeopteryx moeten daar uitstekend toe in staat zijn geweest. Daarna komt de glijvlucht waarin de valkracht wordt omgezet in een voorwaartse beweging. Daartoe is een voldoende vleugeloppervlakte vereist en spierkracht om de arm horizontaal te houden; aan beide eisen voldeed Archaeopteryx vermoedelijk ruimschoots. De derde stap is de zweefvlucht die de glijvlucht verlengt door opwaartse luchtstromen te benutten. In het hete leefgebied van Archaeopteryx moet zich voldoende thermiek hebben voorgedaan om te kunnen zweven, hoewel zijn korte vleugels niet optimaal zijn voor langere zweefvluchten, zeker niet boven zee.
Bij deze eerste drie stappen is echter het probleem dat ze alleen in zuivere vorm gebruikt kunnen worden door een dier dat van zekere hoogte af het luchtruim kan kiezen. De hoogste struik in het leefgebied van Archaeopteryx was naar schatting drie meter hoog. Om werkelijk nut te hebben van de vleugels moest Archaeopteryx in staat zijn tot de vierde stap: van de grond op te springen en al klapwiekend een stijgvlucht in te zetten — of minstens zo hoog op te stijgen dat hij van een ground effect, de compressie van de luchtlaag tussen vleugel en bodem, gebruik kon maken. Dit stelt echter zeer speciale eisen aan de bouw van de ledematen. Vaak zijn onderzoekers tot de conclusie gekomen dat de nog meer basale Oervogel in bepaalde fundamentele aspecten zozeer tekortschoot dat een echte klappende vlucht onmogelijk moest worden geacht.

##### WasArchaeopteryxin staat tot een klappende vlucht?

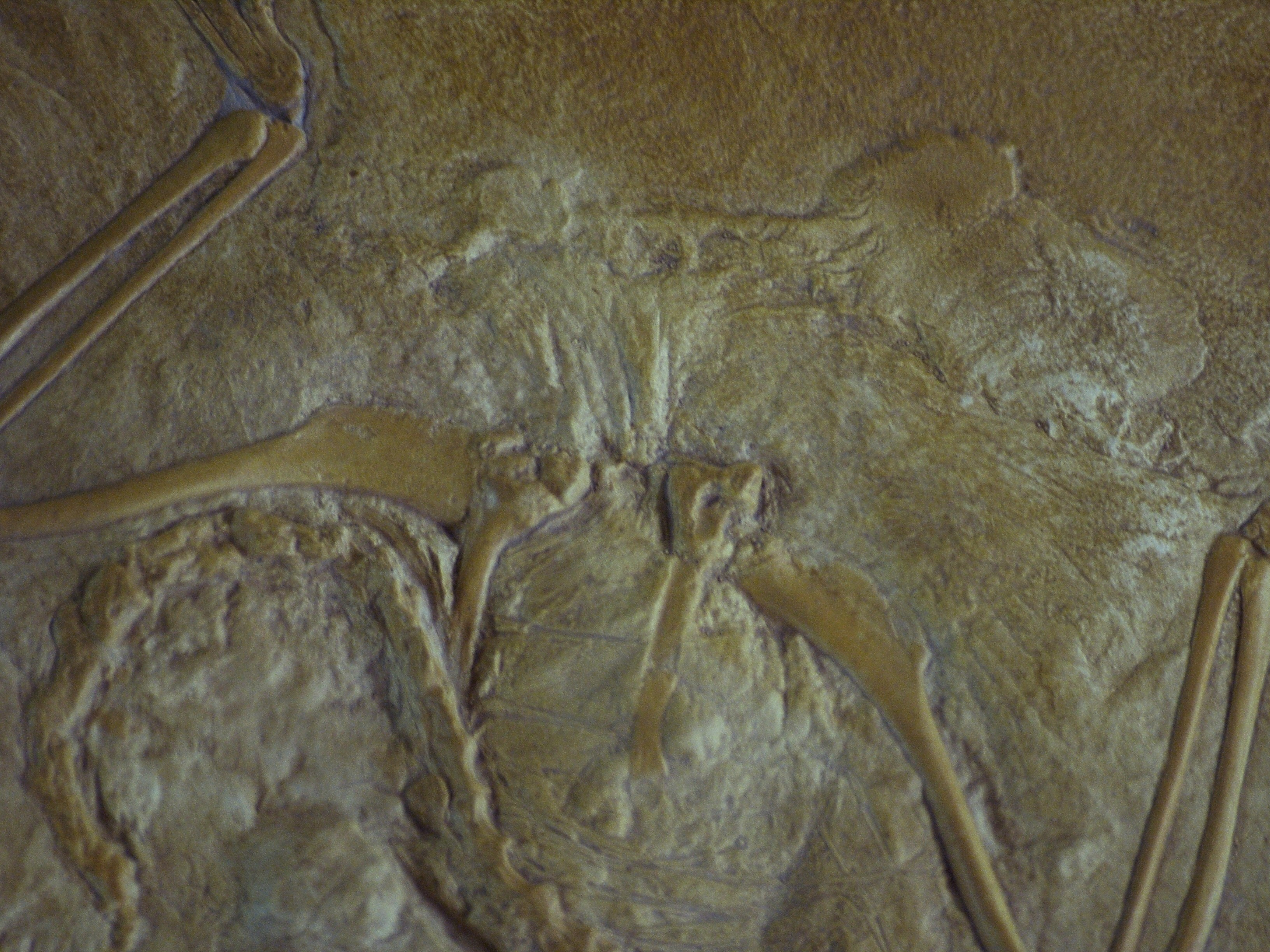
De grote crista deltopectoralis op het opperarmbeen is de duidelijkste aanwijzing dat Archaeopteryx echt kon vliegen

Een probleempunt dat al vroeg werd onderkend, vormden de korte vleugels. Die impliceerden mogelijkerwijs een klein vleugeloppervlak en in combinatie met een hoge gewichtsschatting van een halve kilo voor het Berlijnse exemplaar een te hoge vleugelbelasting en een overbelast opperarmbeen. Derik Yalden berekende echter in 1971 een gewicht van maar twee ons en een oppervlak van 479 cm² wat een voor een vogel vrij gemiddelde vleugelbelasting zou opleveren. Siegfried Rietschel kwam in 1985 zelfs op 754 cm² uit. De enkele lengte is bij Archaeopteryx misleidend doordat de vleugels zo breed zijn. De lange staart voegde volgens Yalden nog een oppervlakte van 159 cm² toe. Patricia Shipman berekende dat hieruit een overtreksnelheid van wellicht zo laag als vier meter per seconde volgde, wat misschien net met een sprong bereikt kon worden of anders zeker met een aanloop waarin het dier al vast begon te klapwieken. Neemt men een veel hoger gewicht aan dan wordt dit onmogelijk: met zeshonderd gram zou Archaeopyteryx gedwongen zijn vanaf een tak zijn vlucht aan te vangen.
De stijgsnelheid zou vrij laag geweest zijn. Moderne vogels bewerkstelligen om snel hoogte te winnen zeer grote vleugeluitslagen waarbij de vleugelpunten elkaar boven de rug zowat raken. Dat wordt mogelijk gemaakt doordat de musculus pectoralis minor sterk vergroot is door een enorme kam op het borstbeen, en het opperarmbeen kan heffen doordat het via een pees die door het foramen triosseum loopt het bovenliggende acrocoracoïde van het ravenbeksbeen als hefboompunt kan gebruiken. Tijdens het heffen wordt meteen het opperarmbeen naar achteren om zijn lengteas geroteerd; deze supinatie zorgt ervoor dat de vleugel tijdens de opslag dwars op de luchtstroom gaat staan. De spier wordt in deze functie ook wel de musculus supracoracoideus genoemd. Archaeopteryx had echter nauwelijks een verbeend sternum, laat staan een kam erop; het percentage dat de vliegspieren van het lichaamsgewicht uitmaken is soms zo laag geschat als negen procent. Ook ontbrak het speciale polsmechanisme van moderne vogels dat bij de neerslag de hand blokkeert en bij de opslag automatisch opvouwt. In 2006 stelde Senter dat het schoudergewricht meer naar beneden gericht was dan eerder gedacht en de vleugel niet boven het niveau van de rug geheven kon worden. Deze problemen hebben twijfel gewekt over het vermogen op te stijgen of zelfs een horizontale vlucht te handhaven.
De meeste onderzoekers zijn hier echter niet zeer pessimistisch over. De stabilisatie van de pols hoefde niet perfect te zijn voor een normale vlucht. Senter kwam tot zijn conclusie vanuit een sterk afwijkende interpretatie van het Berlijnse exemplaar waarbij hij aannam dat daarvan schouderblad schuin naar beneden gericht was; volgens Wellnhofer liep het parallel aan de wervelkolom. Daarbij blijkt bij huidige reptielen de maximale heffing van het opperarmbeen groter te zijn dan het manipuleren van de ontvleesde skeletdelen zou doen vermoeden. De heffende functie van de musculus supracoracoideus kon vervuld zijn door de musculus deltoideus, net als bij vleermuizen en pterosauriërs het geval is. Paul nam zelfs aan dat een primitief katrolmechanisme al aanwezig was waarbij de pees om de voorkant van het ravenbeksbeen geslagen was om de humerus toch te supineren. Daarbij zou een mogelijke beperking door de vorm en positie van het schoudergewricht omzeild kunnen worden door de vleugelslag meer voorwaarts te beginnen en de stijgkracht meer door de reactiekracht te laten leveren.
Een recent opgeworpen probleem is dat mogelijkerwijs de veren te slap zouden zijn om het dier tijdens een stabiele vlucht te dragen. Een studie uit 2010 van Robert Nudds en Gareth Dyke naar de sterkte van de veerassen van de buitenste slagpennen van de vleugel concludeerde dat ze te dun en zwak waren om de torsiekrachten te weerstaan. Paul stelde echter dat de auteurs het gewicht van de 'München', die ze voor het onderzoek gebruikt hadden, met 250 gram vermoedelijk tachtig procent te hoog hadden ingeschat en dat de diameter van de veerschachten door de slechte conservering bij dat juveniele exemplaar niet met enige exactheid kon worden vastgesteld. Een studie uit 2012 concludeerde dat mogelijk te slappe schachten gecompenseerd zouden kunnen zijn geweest door de lange dekveren aan boven- en onderzijde; het nadeel hiervan was dat de slagpennen aan het uiteinde van de vleugel zich onvoldoende konden spreiden om tipwervels te voorkomen, wat een langzame vlucht bemoeilijkt. In 2014 werd erop gewezen dat het bewijs voor langere dekveren, bestaande uit een extra dieper liggende rij veren bij het Berlijnse exemplaar die afschilfering zichtbaar lijkt te maken, niet eenduidig was; het zou ook om opliggende extra primaire veren kunnen gaan. Het elfde exemplaar toont aan dat Nudds en Dyke de dikte van de veerschachten hebben onderschat.
Dat Archaeopteryx actief kon vliegen wordt ook gesuggereerd door enkele speciale aanpassingen. De botwanden van de vleugelbeenderen zijn net zo dik als bij moderne vogels die snel opstijgen. Het vorkbeen is krachtig gebouwd, kennelijk om de krachten van de vleugelslag te weerstaan. Hetzelfde doel kan de rechte hoek tussen schouderblad en ravenbeksbeen gehad hebben, hoewel niet-vliegende Deinonychosauria dit kenmerk ook tonen — alleen als ze dit geërfd hebben van een vliegende voorouder zou dit dus een sterke aanwijzing kunnen zijn. De duidelijkste indicatie is de aanzienlijke crista deltopectoralis op het opperarmbeen, relatief groter dan bij veel moderne vogels. Dit moet de aanhechting geweest zijn van krachtige vliegspieren met een stuwende functie. De borstspieren waren kennelijk zeer breed. Doordat ze gezien het ontbreken van de kam op het borstbeen ook kort waren, had Archaeopteryx vermoedelijk een beperkt uithoudingsvermogen. Een andere beperking was dat het nog onvolkomen polsgewricht ook al geen goede pronatie toestond om de voorrand van de vleugel naar beneden te draaien. Dat maakt het moeilijker langzaam te vliegen, wat nog verergerd werd door het ontbreken van een bevederde duim of alula die als effectieve neusschoep kon dienen — hoewel ook een duim zonder veren enig effect zou hebben gehad. Het dier moest dus in zeilvlucht landen, waarbij de brede vleugels de klap verzachtten en de grote staart als luchtrem de vaart eruit haalde. De kuitveren verminderden de overtreksnelheid nog wat; het lijkt echter onmogelijk dat ze als een soort tweede vleugelpaar dienden, zoals de 'tetrapteryxhypothese' wil want daartoe konden de dijbenen onvoldoende gespreid worden. Deze in haar geheel wat primitieve vliegwijze heeft vaak doen veronderstellen dat Archaeopyteryx een kortstondige evolutiefase vertegenwoordigde die al snel achterhaald werd door de superieure luchtacrobatiek van geavanceerdere vogels. In feite moet deze manier van voortbewegen efficiënt genoeg geweest zijn om zich lange tijd te handhaven: ruim tachtig miljoen jaar later had Rahonavis in wezen nog dezelfde bouwwijze.

### Voortplanting en groei

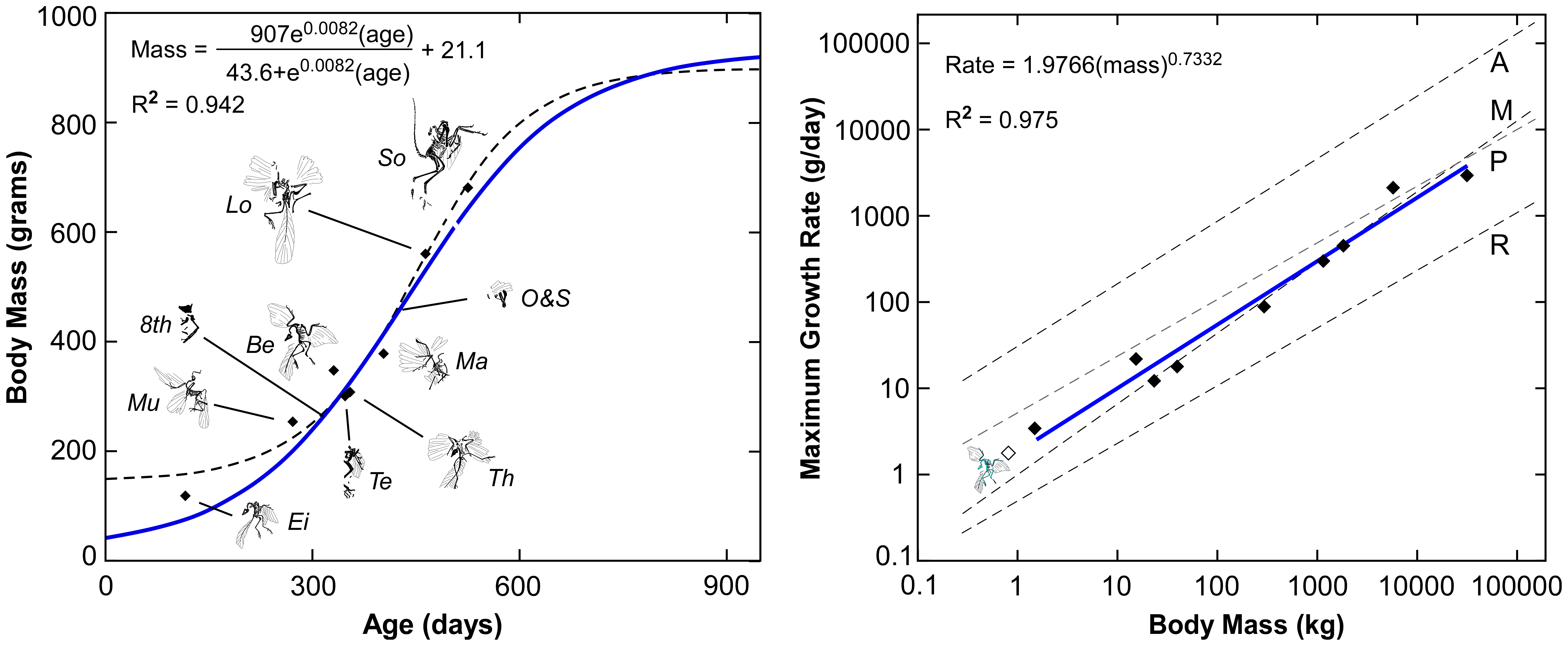
De groeicurven van Archaeopyteryx

Eieren of nesten van Archaeopteryx zijn niet gevonden. Het smalle bekkenkanaal betekent dat de eieren vrij klein waren. Ostrom heeft verondersteld dat het afwijkende aantal teenkootjes een geval was van seksuele dimorfie. De gevonden exemplaren verschillen sterk in grootte; als dat geen gevolg is van een verschil in soort of anagenese, de langzame genetische verandering binnen een populatie, zou het een groeireeks kunnen zijn. Moderne vogels groeien zeer snel en bereiken binnen een enkel seizoen de volwassen grootte. Botonderzoek van de exemplaren wijst erop dat Archaeopteryx net als de meeste dinosauriërs van zijn tijd daar enkele jaren over deed, de geslachtsrijpheid al tijdens de groei bereikt werd en grootste individuen misschien een stuk groter werden dan de alle minder dan twee jaar oud zijnde bekende fossielen, tot een gewicht van achthonderd à duizend gram, de omvang van een huidige raaf.

### Intelligentie
Door de bewaard gebleven hersenpan van de 'Londen' is de structuur van het brein van Archaeopteryx redelijk bekend. Het hersenvolume was met ongeveer 1,6 cm³ bij een lichaamsgewicht van tweehonderd gram voor een dinosauriër vrij groot, relatief evenveel als de minst voorziene moderne vogels. De hersenen waren nog vrij plat, als bij de meeste reptielen. Het telencephalon was echter verbreed wat wijst op verbeterd vermogen tot denken. In 2004 werd een CAT-scan uitgevoerd die wees op grote meer zijwaarts geplaatste optische lobben om goed te kunnen zien, goede evenwichtsorganen en vergrote kleine hersenen voor een nauwkeuriger controle over de vlucht, een verdere aanwijzing dat Archaeopteryx echt kon vliegen. Een studie uit 2013 concludeerde dat Archaeopteryx in hersenomvang niet speciaal afweek van meer basale kleine Maniraptora en dat de hersengrootte van zulke vormen dus niet als een argument gebruikt kan worden dat die nog niet hadden kunnen vliegen.